# Fogadalmi templom (Szeged)
A Fogadalmi templom (hivatalosan Magyarok Nagyasszonya-székesegyház, másik közismert nevén szegedi dóm) neoromán stílusban épült székesegyház Szeged városában, a Dóm téren. Az épület a Szeged-Csanádi egyházmegye főtemploma, tornyainak 81 méteres magasságával az ország 5. legmagasabb temploma. A dóm a szegedi városkép igen jellegzetes eleme, a 20. századi magyar egyházi építészet egyik legmonumentálisabb alkotása, hazánk egyik legnagyobb temploma, melynek méltó építészeti kerete lett a Rerrich Béla által tervezett Dóm tér az egyetemi épületekkel és a püspöki palotával, melyek 1929–1932 között épültek, szintén dekoratív téglaarchitektúrával. A több évtizeden át tartó tervezés és építkezés miatt mind a historizáló, mind a neoeklektikus építészet jellegzetességei megtalálhatók rajta. Ez Magyarország egyetlen 20. században épült római katolikus székesegyháza.
A történelem során mindig is a város központjának számító területen a 11. század óta állt a Palánk Szent Demeter-plébániatemploma. Az 1879-es nagyárvízben Szeged nagy része megsemmisült, a lakók pedig megfogadták egy új templom építését. Hosszas vitákat és egyeztetéseket követően végül a régi Szent Demeter-templom lebontása mellett döntöttek. Az eredetileg Schulek Frigyes által készített terveket Foerk Ernő jelentősen módosította, az építkezés pedig 1913-ban indulhatott meg. Az első világháború és az azt követő antant-megszállás miatt 1914 és 1923 között leálltak a munkálatok. Miután a város püspöki székhely lett, új lendületet kapott az építkezés. 1925-ben találták meg a bontási munkálatok közben a régi templomba falazott román kori Dömötör-tornyot, melyet végül sikerült megmenteni. A templomot és az időközben felépülő Dóm teret 1930 októberében adták át egy országos ünnepség keretében. Az épület a 2010-es évek második felében több éves renováláson és átépítésen esett át, és egy látogatóközponttal kiegészülve várja a hívek mellett a turistákat, művészet- és zenekedvelőket.

## Története

### A korábbi templomok
A mai Fogadalmi templom helye Szeged történelme során már az Árpád-kor óta hasonló szerepet töltött be. Mivel a mindenkori itt álló templomok patrónusa Szent Demeter volt, aki jellemzően a keleti keresztény egyházak népszerű szentje, így valószínűsíthető, hogy már Géza fejedelem vagy Szent István uralkodása idején bizánci szerzetesek téríthettek és telepedhettek le a vidéken, viszont egykori jelenlétüknek csak a szent később is fennmaradó kultusza állít emléket. Az itt álló első, román stílusú templom legkorábbi említése 1199-ből származik, III. Ince pápa bullájában már ekkor mint a szegedi főesperesség központjaként írtak róla. Jelentőségét jól mutatja, hogy nemcsak az alapok, hanem a templom falazata is kőből épült, ami rendkívül ritkának és drágának számított az Alföldön. A későbbi bővítések és átépítések már téglából készültek, akárcsak a közeli templomok, valamint a vár falai. Az eredeti templomot az évszázadok során számos alkalommal bővítették és építették át, ekkor kapott gótikus jegyeket is, viszont a török uralom idején elpusztult.
A törökök kiűzését követően az épület falai tető nélkül álltak, és a hadsereg raktárként hasznosította. 1718-ban került vissza a püspökséghez, melynek 1723-ban rövid időre székesegyháza lett.
A dóm közvetlen elődjének tekinthető Szent Demeter-templom 1725 és 1749 között nyerte el végleges barokk formáját, de az oldalfalainál megmaradtak a gótikus eredetű támpillérek is. A belső díszítések munkálatait 1746-49-ben végezték, ekkor készült el a díszes és drága tabernákulum, a két mellékoltár s a hajóban felállított további négy oltár. Szentélye mellett emelkedett hagymasisakos harangtornya, amelynek alsóbb szintjeibe falazták be a mai Dömötör-tornyot, így 1731-re nyerte el új alakját. A leírások alapján a templomnak ekkor még mind a két középkori eredetű tornya megvolt. A források szerint új harangokat csak 1737-ben tudtak szerezni, ezeket, valamint az oltárokat báró Falkenstein Béla püspök 1739 év szeptemberében szentelte fel. Ezután bontották le a Lukács-féle kápolna tornyocskáját, ahonnan a kisebb harangokat a nagy toronyba áthelyezték. 1757-es állapotában már csak egy tornya maradt az épületnek, melyet megmagasítottak és barokk külsővel láttak el.
A piaristák 1720-ban kaptak plébánosi és oktatási jogot, rendházukat és iskolájukat, a mai gimnázium elődjét a templom mellett építették fel. A templomhoz kétoldalt a piarista rendház és a Palánk városrész plébániaépületei csatlakoztak, míg a délnyugati irányba néző homlokzata az akkor még háromszög alaprajzú Templom térre nyílt. A templom körüli területeket egészen az 1750-es évek elejéig, a barokk átépítés befejezéséig használták temetőként, ezt a funkcióját aztán a mai Belvárosi temető vette át. Egészen 1789-ig ez maradt Szeged egyetlen önálló plébániája, Alsóváros és Felsőváros csak ekkor kapta meg ezeket a jogokat.

### A nagy árvíz és a fogadalom
A 19. századi Tisza-szabályozás nem egységes tempóban haladt, így a felsőbb szakaszok átvágásával felgyorsult a folyó sebessége és az árvizek levonulása, amit viszont a kevésbé szabályozott alsóbb szakaszok nem bírtak levezetni. Korábban a legnagyobb áradások tetőzése ritkán haladta meg a 600 centimétert, az 1860-es évek végétől viszont szinte mindig. A feljegyzések szerint a szabályozások után 1860. május 7-én 670 cm, 1868. május 17-én 697 cm, 1870. május 20-án 646 cm, 1871. január 24-én 680 cm, 1872. április 11-én 649 cm, 1874. június 4-én 696 cm volt a tetőző vízállás, az 1867. május 6-án mért 722 cm-es legmagasabb vízszint pedig először haladta meg a 700 cm-t. 1876. április 6-án már 786 cm, 1877. május 26-án 795 cm, 1878. április 27-én pedig 720 cm volt a tetőzés. Ezek vészesen közelítették a kritikusnak tartott 800 centiméteres maximális vízszintet.

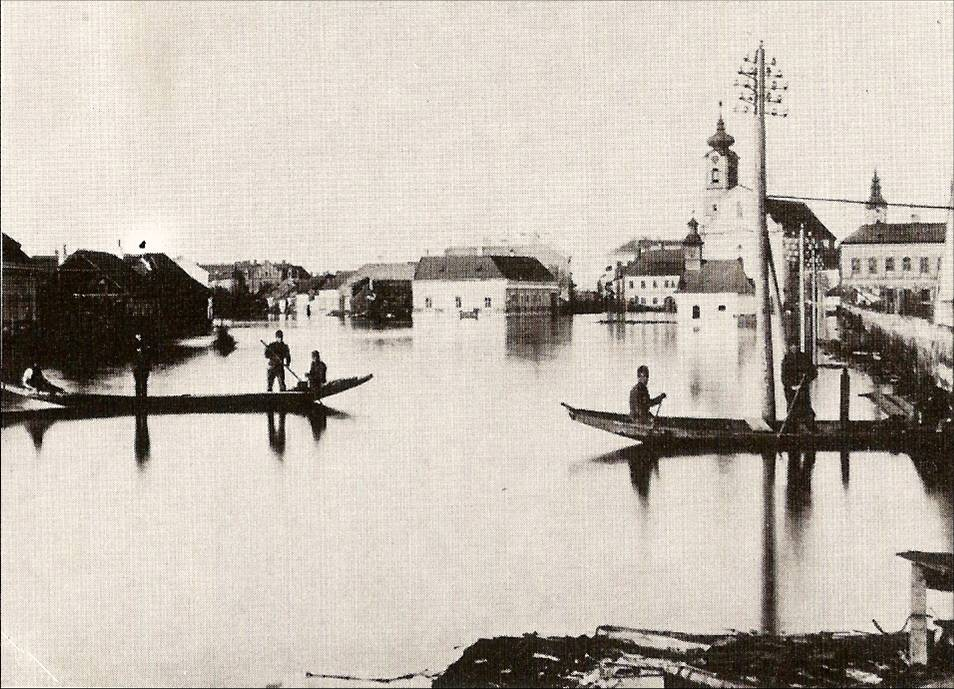
Az 1879-es nagy árvíz által elöntött Egyház tér, háttérben a Szent Demeter-templommal és Szent Anna-kápolnával

Az 1878-as tél rendkívül csapadékosnak bizonyult, és a magas vízállás hosszú időn át terhelte és áztatta a védműveket. 1879 márciusának elejére kritikussá vált az állapot, ám a kért kormányzati segítség nem érkezett meg időben. A szerencsétlen módon szintén áradó Maros árhulláma visszaduzzasztotta az amúgy is tetőzés előtt álló Tiszát, ami így 806 centiméteren tetőzött. Március 5-én este aztán Petresnél átszakadt a gát. Másnap reggelre a folyó áttörte a gyönge sövényházi gátat, 7-én hajnalban pedig a macskási gátat, így mindössze az Alföld–Fiumei Vasút töltése választotta el Szegedet az áradattól, a városlakók nagyja ekkor már elmenekült. Március 11-én este nagy vihar támadt és az erős hullámzás az ideiglenes védműveken is átcsapott. Egy álhír miatt, amely szerint este 8-kor átszakadt a gát, a még a városban lévők többsége biztonságosabb helyekre menekült, mint később kiderült, hatalmas szerencséjükre. A vasúti töltés ugyanis március 12-én hajnali fél kettőkor valóban átszakadt. A hírek csak 1 óra alatt jutottak el a városházán lévő védekezési központba, ahol félreverték az öregharangot, majd a többi templom harangozása is továbbadta a vészjelzést. A víz először Rókust és Felsővárost öntötte el, majd a Palánkot. Az árvízben hivatalosan 151 ember veszítette életét. A város épületeinek túlnyomó többsége, 5458 ház összeomlott, csak 265 maradt állva. Köztük volt a Palánk Szent Demeter-temploma, melynek anyakönyvébe bejegyezték az eseményeket. Innen tudható, hogy egy anya a karzaton szülte meg a gyermekét, míg egy másik, magára hagyott csecsemőt a vízből mentettek ki, akit aztán azonnal örökbe is fogadtak.
A pusztítás mértéke nem csak a magyar, hanem a nemzetközi közvéleményt is sokkolta. Március 17-én Szegedre látogatott maga a király, I. Ferenc József és Tisza Kálmán miniszterelnök is. A közkeletű történet szerint ekkor hangzott el az uralkodó legendássá váló, sokszor idézett mondata, miszerint: „Szeged szebb lesz, mint volt!” A legendát árnyalja Benedek Elek visszaemlékezése, aki szerint a király némán szemlélte a katasztrófát, és csak az újságírók adták szájába a motiváló szavakat, melyeket eredetileg Sasvári Ármin talált ki a kollégáival való hazaút során. Az uralkodó ígérete viszont valóra vált, és a Monarchia segítségével, valamint jelentős nemzetközi támogatásokból lényegében 4 év alatt sikerült modern formában újjáépíteni a várost.
A városi közgyűlés még 1880. november 13-án bizottságot hozott létre az árvíz emlékére állítandó fogadalmi templom telkének kijelölésére. Alig két héttel később, 1880. november 28-án megszületett a határozat az új templom felépítéséről.
A város újjáépítésével párhuzamosan megkezdték az árvízvédelmi töltések magasítását, amire szükség is volt, mivel a még épülő Szegednél 1882 áprilisában a mindent elpusztító árvíznél jóval magasabban, 846 cm-en tetőzött a Tisza. A folyamatos fejlesztéseknek hála azóta sem öntötte el Szegedet a Tisza, bár több kritikus helyzet is történt. 1970-ben 961 cm-en, 2000-ben 929 cm-en, 2006-ban pedig az azóta is rekordnak számító 1009 cm-en tetőzött az árhullám, ez utóbbi közel 2 méterrel több annál, mint ami a várost 1879-ben megsemmisítette.

### A helyszín körüli viták
A leendő templom helyszínének kiválasztása váratlanul hosszú, több évtizedes vitával járt, amely során számos érdekcsoport próbált a különféle helyszínek mellett és ellen érvelni. Az 1880. november 28-i közgyűlésen két területet javasoltak az új templom felépítéséhez. A tanács által megbízott küldöttség javaslata a Dugonics téren lévő helyszín volt, Tóth János képviselő pedig azt javasolta, hogy a felépítendő templomot Szent Erzsébetről nevezzék el, ami egyszerre állított volna emléket a vár 18. század végén lebontott gótikus Erzsébet-templomának, valamint az uralkodó feleségének, a magyarok közt rendkívül népszerű Erzsébet királynénak is. Tóth ezzel együtt a tervezett Erzsébet-egylet számára 100 forintot adományozott, évenkénti 10 forint hozzájárulással. Ezen tette elismerést váltott ki, de a képviselők Magyar János vezetésével az éppen bontásra ítélt szegedi vár helyét jobbnak tartották volna, vagy legalábbis egy későbbi döntésig ott tartottak volna fenn telkeket e célra. A közgyűlés hosszúra nyúló vitát követően 24-20 szavazataránnyal elfogadta Magyar János indítványát, és fölterjesztést küldött a város újjáépítéséért felelő királyi biztoshoz, Tisza Lajoshoz.
Az egykori Püspök-bazár (a későbbi Skála Áruház, valamint a mai „Centrum-gödör” területe) térségét Bonnaz Sándor csanádi püspök javasolta. A püspökség már megkapta a telket egy nőnevelő intézet létrehozására, így logikusnak tűnt felajánlani a leendő templomnak. Tulajdonképpen a mai Püspök utca is ezért viseli ezt a nevet. Az építkezéshez az első jelentős összeget szintén Bonnaz Sándor püspök adományozta, aki 1888-ban kelt végrendeletében 200 000 koronát hagyományozott a fogadalmi templomalapra. Ezt követően viszont a századfordulóig ismét lelassultak a tervezési folyamatok.
A Sas utca elején (jelenleg Feketesas utca, Kossuth Lajos sugárút és az Anna-kút határolta terület) a mai vasúti igazgatóság telkét azért vetettek el, mert szerencsétlenül nézett volna ki, ha a katolikus nagytemplom éppen szembenézett volna a református egyház korábban 200 méterre felépíttetett, Schulek Frigyes tervezte kakasos templomával. Ekkor még nem voltak tervek a leendő épületről, de bizonyára érdekes helyzet lett volna, ha mindkét Schulek által tervezett szegedi templom egymással szemben épült volna fel.
Felmerült tervként az Arany János utca–Stefánia–Kazinczy utca–Dózsa utca határolta terület, ebben az esetben a főhomlokzat az Arany János utca felé nézett volna, 1897-ben viszont éppen elé épült a Kass Vigadó, ami miatt végleg alkalmatlan lett a telek templomépítésre. Logikus választásnak tűnt az ettől nem messzi Széchenyi téri helyszín is, ebben az esetben a mai OTP épületének helyén, a Kárász utca tengelyének meghosszabbításában állt volna. Szintén a Széchenyi téren merült fel a mai Tisza Szálló és a Belvárosi mozi helyének választása, a városházával átellenben. Ezt a helyszínt amiatt vetették el, mert a frissen épülő nemzeti színház közvetlen szomszédságában állt, nem lett volna szerencsés a város megítélésének a szakrális és szórakoztatási célú területek ilyen szintű közelsége.
Az egyik leglogikusabbnak tűnő és leginkább pártolt elképzelésnek a Dugonics téri helyszín bizonyult. Ezen belül viszont számos lehetőség merült fel: ilyen volt a Dugonics tér 12. alatti Maár–Krebsz-ház, a mai Katolikus Közösségi Ház épülete a Kárász utca tengelyének másik végén. Szintén szóba került a sétány déli oldalán álló, Dugonics tér 11. alatti Reizner-ház, amelynek egyik végében akkor nyitották meg azt a széles utat, amelyből a későbbi Petőfi Sándor sugárút kiépült, és a telek délnyugati szélességében pedig éppen ekkor került kitűzésre és föltöltésre a Kiskörút, így az újjáépülő Szeged egyik legreprezentatívabb fekvésű telkének számított. Ide végül egy másik nagy méretű ház épült, a szecessziós stílusú Forbáth-palota. A Szegedi Híradó 1882. november 14-i lapszáma számolt be arról, hogy Szabó János tanácsnok – vélhetően Móraváros képviselője, aki így a Dugonics téri helyszínt pártolta – érdekes érvet hozott fel a Dugonics tér javára a Széchenyi térrel szemben. Eszerint: „Szegeden van a legszebb piacz az országban, s ő ezt a gyönyörű szép piacz kinézését nem akarja a templommal elrontani.”
Ő a Dugonics téri helyszín Enghi Kispéter Imre-féle ötletét támogatta, de a tanács elvetette a javaslatot. Szintén a süllyesztőben végezte a terv, amely a Dugonics tér közepére, az akkori reáltanodával (ma az SZTE rektori hivatalának épülete) szembe építsék föl a 3500 főt befogadni képes templomot, mivel ezzel elnyomták volna az árvíz előttről megmaradt egyik legszebb épületet, és a frissen áthelyezett Dugonics-szobrot ismét költöztetni kellett volna. Ugyanezen a helyen felmerült a leendő templom Kálvária sugárút tengelyében történő elhelyezése is. Sikertelenül próbált lobbizni ez ügyben Aigner Ödön, a Dugonics tér 8-9., illetve a szomszéd özvegy Keméndy Nándornénak, a Dugonics tér 10. számú ház tulajdonosa, pedig a korabeli beszámolók szerint mindegyik helykijelölő bizottsági ülésen részt vettek. Nagylelkűnek tűnő felajánlásuk hátterében az állhatott, hogy a telkük fekvése miatt kimaradtak a város körutas-sugárutas rendszerének kialakításából, így nem kaphattak magas kisajátítási díjat az ingatlanjukért.
A helyszínek megvitatása után végül a régi barokk stílusú Szent Demeter-templom telkére esett a választás, mivel a helyiek vallásos élete már Szeged történetének elejétől fogva ehhez a helyszínhez kötődött. A város vezetése a templom építésének helyéről 1883. január 22-én hozta meg határozatát.
Időközben viszont megváltozott a közhangulat, és a Szent Demeter-templom szerepe felértékelődött. A város egységes látképű újjáépítése során ugyanis számos történelmi emlék megsemmisült, mint például a szegedi vár, így az árvíz előttről megmaradt kevés épület megőrzése fontossá vált. A műemlékvédelmi szempontok mellett az sem volt utolsó szempont, hogy ha a régi megtartása mellett új templomot építenének, akkor még eggyel több plébániája lehetne a városnak. A templom védőinek vezetője Varga Ferenc apát-plébános és helytörténész volt. A terv érdekében a Belvárosban nagyszabású aláírásgyűjtés indult a templom megmentése érdekében, és kérvényezték az új templom helyszínének a Dugonics tér kijelölését. A javaslat a városi tanács ülésén is többséget kapott, azonban a Lázár György polgármester vezette ellenzői az anyagi források hiányára hivatkozva sikeresen megsemmisíttették a határozatot az egyházellenes belügyminiszterrel. Mivel pusztán a hívek adománya nem bizonyult volna elégségesnek, így a városi és állami hivatalok nem szerették volna erősíteni saját vagyonukból az egyház pozícióit. A védők sikereként 1902-ben a vallás- és közoktatásügyi miniszter az épületet műemlékké nyilvánította. Ennek ellenére a helyszínváltoztatás és a régi épület megtartásának költségtöbbletét egymillió koronára becsülték, amire egyik félnek sem lett volna forrása. Több környi határozathozatal és fellebbezés, illetve Varga Ferenc plébános 1906-os halála után végül 1907-ben az egyház és a műemlékvédelem hívei kényszerültek meghátrálni, és lemondani a Szent Demeter-templom megmentéséről és az új plébánia létrehozásáról. Ezzel az 1907. évi 187. számú közgyűlési határozat lebontásra ítélte a barokk templomot.

### Tervpályázatok és a végleges tervek
A város törvényhatósági bizottsága hosszas előkészületek és érdekcsoportok harca után 1911-ben határozta el konkrét formában az 1880. november 28-án tett fogadalom beváltását. Ezt a közgyűlési határozatot 1912-ben külön rendelettel hagyta jóvá az akkori belügyminiszter. A közgyűlés ebben a szabályszerűen jóváhagyott határozatában megjelölte az építési költségek fedezetét is, mégpedig a templomföldek jövedelmében. A város szántóföldjeiből 3515 hold földet hasított ki erre a célra, a csengelei birkalegelőből 252 holdat, a balástyai baromjárásból pedig 613 hold földet, így összesen 4380 katasztrális hold, azaz közel 2520 hektárnyi föld bérjövedelme táplálta a templomalapot.
Az első terveket Schulek Frigyes, a budai Halászbástya alkotója készítette, aki neoromán stílusú templomot tervezett és a párizsi Sacré Cœur-bazilika mintájára, a szegedi dómot is fehér kővel akarta burkolni. Foerk Ernővel azonban módosíttatták a tervet, aki inkább a lombardiai tégla-architektúrához vonzódott, ami lényegesen olcsóbb is volt. Foerk terveit 1913. március 18-án fogadta el a városvezetés.

#### Sikertelen tervpályázatok
A város 1900-ban külföldi tanulmányútra küldte a főmérnökét, Tóth Mihályt, hogy információkat gyűjtsön az 1850 óta elkészült jelentősebb magyarországi és más európai templomok építési adatairól és költségvetéséről. Végül 23 templomról gyűjtött információkat, és az ebből szerzett adatokat még az év végén bemutatta a tanácsnak.
Tóth megállapítása szerint a megvizsgált templomokból az összes történelmi stílusban épült, a többségük gótikus, de ne néhány román és reneszánsz építményre is talált példát. Ezek építési anyaga tégla, amelyet faragott kővel kevernek a sérülésnek jobban kitett vagy díszesebbre tervezett részeknél. Tapasztalatai és a belvárosi templom funkciója alapján az akkori lakosságszám és várható növekedés figyelembevételével egy 3400 fő befogadóképességű, gótikus stílusú, háromhajós csarnoktemplom építését javasolja, amelyben a lehető legtöbb téglát és legkevesebb követ használják fel a költségek minimalizálása miatt. „Figyelembe véve a helyi körülményeket s a kő drágaságát, az építés túlnyomó anyagául a tégla veendő számításba, kövek és faragott kövek csak a templom azon külső részletein alkalmazandók, amelyek az idő viszontagságainak s a megrongálódásnak legjobban ki vannak téve, mint lábazat, párkányok, élek, ablakkeretek, csúcsok, galériák, lépcsők. A belső díszítő és kőfaragó munkák a drága kő helyett gipsz vagy műkőből készülhetnek.” A külföldi tapasztalatok alapján Tóth egy ilyen módon felépített templom összköltségét 1,5 millió koronára becsülte. Szeged ezt a város közlegelőiből 3500 hold bérbeadásával tervezte előteremteni, mivel ennek a bérleti díja 25 év alatt önmagában biztosítaná az építési költségeket, ami később minden szempontból reális becslésnek bizonyult.
Közben a Demeter-templom műemléki státuszának visszavonását kérő tanácsi határozat nagy felbolydulást okozott a szegedi közéletben. A politikusok és a közhangulat megnyugtatására Pálfy Ferenc polgármester 1903 szeptemberében tervpályázatot írt ki az új templom épületére. Jól mutatja, hogy a tervpályázat csupán az időnyerést szolgálta, mivel a pályázati kiírásban semmilyen pontos követelmény nem szerepelt sem a pontos helyszínre, sem az épület méretére vagy belsejének kialakítására. A pályázati kiírás feltételei egyébként megegyeztek a főmérnök által 1900-ban összeállított javaslattal, csupán a konkrét stílusmegjelöléstől tekintettek el, és elegendőnek tartották, hogy a kikötésben mindössze a történelmi stílus kitétel szerepeljen. Kötelezték viszont a tervezőket, hogy a felhasználandó anyagok között kizárólag magyar alapanyagok használhattak, ám csak akkor engedték volna a külföldi importot, ha az adott építőanyag az országban egyáltalán nem lett volna beszerezhető. Az 1904. április elsejei határidőig végül 35 pályamű érkezett be a bíráló bizottsághoz. A grémium első körben nem tudott dönteni a pályázati jeligével ellátott művek között, így az ítélethozatal egy 12 fős bizottságra hárult. A Czigler Győző és Schulek Frigyes műegyetemi tanárok, valamint Fittler Kamill iparművészeti múzeumi igazgató vezette zsűri az első helyért járó 4000 koronás díjat végül nem ítélte oda senkinek.
A II. díjat Aigner Sándor és Rainer Károly közös terve, a „Pax” (magyarul béke) jeligéjű munka nyerte el. A neoromán stílusú templom hatalmas nyolcszögletű négyezeti tornyát 4 kisebb, kör metszetű torony fogta volna közre, a homlokzatot pedig négyzet alaprajzú toronypár zárta volna. Különleges megoldásként az órák nem a két homlokzati toronyban kaptak volna helyet, amelyek szemből nézve szinte észrevehetetlenek maradnak volna a domináns főtorony miatt, hanem hátrább, a négy kisebb tornyon kaptak helyet kettesével. Ez a terv több részletében meglepően hasonlít a végül felépült templomra, ilyen részlet például az kereszthajók bástyaszerű végződése, a tornyokkal közrefogott 16 szögletű kupola vagy a hosszház tömegének tagolódása. A páros még ebben az évben közösen nyerte meg a közeli Szent Rókus-templom tervpályázatát, amely aztán meg is valósult. A III. díjat Foerk Ernő és Sándy Gyula közös tervének ítélték oda. A „Dicsértessék” jeligéjű pályamű egy főtornyos, neogótikus templomot álmodott volna meg. Ennek ellenére nem történt érdemi továbblépés, mivel folytatódtak a csatározások a Demeter-templom lebontását támogatók és a Dugonics teret preferálók között.

#### Schulek Frigyes felkérése és terve
Bár még az építési költség mintegy fele, 800 000 korona gyűlt csak össze, ám a helyszín véglegessé válása után a polgármester a Fogadalmi Templom Bizottsággal egyetértésben hamarosan fölvette a kapcsolatot Schulek Frigyessel. A neves építész addigra a templomépítés és restaurálás legnagyobb hazai szaktekintélyének számított olyan referenciamunkákkal, mint a Mátyás-templom, a pozsonyi dóm vagy a jáki templom. Ráadásul a 19. század legnagyobb templomépítésze, Friedrich von Schmidt tanítványa volt, így ezen a területen is komoly tapasztalatokkal rendelkezett. Schulek vállalta a tervek elkészítését, a polgármesterrel való megegyezést végül 1908. november 25-i ülésén a közgyűlés is megszavazta:
„…elfogadva a fogadalmi templom bizottság javaslatát, a város polgármestere által annak alapján lefolytatott tárgyalásoknak a 8063/1908. sz. polgármesteri átiratban foglalt eredményét, a fogadalmi templom és belső felszerelése kiviteli terveinek elkészítésével és az építés műszaki vezetésével Schulek Frigyes műegyetemi tanár urat bízza meg, és hozzájárul azon véleményéhez, hogy a fogadalmi templom kupolás román stílusban épüljön, az épület költségeit … 1.200.000 koronában, a belső berendezés költségeit… 300.000 koronában állapítja meg.”
Schulek örömmel fogadta a felkérést, viszont problémásnak találta az építésügyi tervpályázatok új szabályzatát, amely szerint: „A pályabírákként szereplő szakférfiak a pályázatban részt nem vehetnek, a tervpályázat tárgyát képező építkezéseknél mint tervezők vagy vállalkozók később sem szerepelhetnek …” A mester ugyanis az 1903-as, sikertelen pályázatnál az Építőművész Szövetség hivatalos küldötteként a zsűri tagja volt, így összeférhetetlennek tartja az új megbízását. A Kereskedelemügyi Minisztériumtól kért ez ügyben állásfoglalást, viszont a város is megpróbálta rábeszélni a folytatásra. A minisztérium és Szeged jogértelmezése is végül kedvező eredményeket hozott: mivel ebben az esetben nem nyilvános pályázatról, hanem személyes megbízásról van szó, így nem állt fenn az összeférhetetlenség. A megbízási szerződést az állásfoglalás eredménye után csak 6 hónappal később, 1909. május 23-án kötötte meg a polgármester és az építész, ezt a közgyűlés 27-én hagyta jóvá. A szerződés szövege csak a legáltalánosabb kikötéseket tartalmazta: ezek között szerepelt a befogadóképesség, az építési költség, és az építési anyagok. Ezek megfeleltek az 1900-as főmérnöki előterjesztésnek, egyetlen változtatása annyi volt, hogy „…kívülről pótanyag mellőzésével…” szükséges a falburkolatot elkészíteni. A tervező tiszteletdíjaként a teljes beruházási költség akkoriban szokásos százalékos hányadát ajánlották fel, ami a külső munkálatok végösszegének 4%-ában, a belső építészeti munkálatok esetében 7,2%-ban került meghatározásra. A szerződés rögzítette a határidőket is, ezek „a vázlattervek bemutatására 1909. október 15., a tervezet és részletes költségvetés bemutatására a vázlattervek végleges elfogadása után hat hónap, a templom befejezésére a munka megkezdésétől számítva négy év.”
Schulek az első vázlatterveket csak közel két hónapos késéssel, 1909. december 6-án mutatta be a városi tanácsnak, amely ugyan alapjaiban elfogadta azt, de az oldalhajók kibővítését és kápolnasorral történő kiegészítését kérte. Az építész viszont kérvényezte a leendő templom számára egy magasított terasz kialakítását, amelyet a városvezetés helyénvalónak talált és meg is szavazott, bár ezzel további 200 000 koronával nőttek a költségek. A tanács vezetőinek jelenlétében az építész vezetésével megtörtént a munkaterület mérnöki pontosságú kimérése, így a szerződés szerint a részlettervek elkészítésére hagyott 6 hónap és az azt követő jóváhagyási eljárás után legfeljebb egy éven belül megkezdődhetnek a munkálatok.
Az egy évnyi idő azonban még a tervezésre is kevésnek bizonyult, a hiányos részlettervek csak 1911. február 18-án érkeztek meg Szegedre. A mellékelt költségtervezet az eredetileg kalkuláltnak közel a duplája, 3,3 millió korona lett. Ekkor fölmerült a templom méretének csökkentése is, de ezt végül 47:29 arányban leszavazták. Ivánkovits Sándor azzal érvelt, hogy a költségvetés a drágább budapesti árakkal számol, így ez a valóságban alacsonyabb lesz, és tovább racionalizálható. Ez végül igaznak bizonyult, de még a mérnöki hivatal pontosítása után is a tervezettnél jócskán több, 2,52 millió korona maradt az előzetesen becsült összköltség. Ennek ellenére a város nem akarta lecserélni a megbecsült építészt, így végül elfogadták a módosított terveket és feltételeket, melyek közül a legjelentősebb a munkálatok időtartamának 4 évről 5 évre növelése. A szerződésben feltételként szerepelt, hogy a mester fia, Schulek János kapja a műszaki vezetői posztot, és esetleges cselekvőképtelenné válása vagy halála esetén fia kövesse őt az építkezés élén. Schulek Frigyes terveinek belügyminisztériumi hozzájárulásával elméletileg nem maradt akadálya az építkezés megkezdésének. 1912. augusztus 9-én a polgármester értesítette a mestert a jóváhagyásról. Emellett kérték a még hiányzó statikai és részlettervek befejezését, illetve megállapodtak, hogy a megnőtt költségek ellenére az építész tiszteletdíja az eredetileg megbeszélt összeg maradjon, ebben végül meg is egyeztek. Schulek azonban váratlanul néhány nappal később, 1912. augusztus 18-án kelt válaszlevelében idős korára hivatkozva a szerződés felbontását kérte, és elállt a munka folytatásától. Sokak szerint ennek az anyagi nézeteltérések lehettek az okai, de ennek ellentmond az, hogy a mester a későbbiekben is segített a tervezéssel kapcsolatos ügyekben, és mindenben kiállt utódja mellett. Mint később kiderült, Schulek helyesen döntött, mivel nem élhette volna meg az építkezés befejezését.

#### Foerk Ernő felkérése és terve
Schulek Frigyes lemondása miatt bizonytalanná vált, kinek a kezébe adja a város a leendő fogadalmi templom építését. Miután nem tudták az öreg mestert rábírni véleménye megváltoztatására, a Fogadalmi Templom Bizottság megbízta a polgármestert, hogy érdeklődjön körbe, ki vállalná el a nevesebb műépítészek közül az építést. Ekkor több név került szóba: Petz Samu műegyetemi tanáré, valamint Rainer Károly, Foerk Ernő és Schulek János műépítészeké. Petz és Rainer nem vállalta az építkezést, az ifjabbik Schulek pedig a tervezési díj teljes összegére igényt tartott volna annak ellenére, hogy apjának már kiutalták annak felét. Csernoch János (akkori) kalocsai érsek, Lux Kálmán és maga Petz egyaránt Foerk Ernőt ajánlották a feladatra, mivel mindannyiuknak pozitív tapasztalatuk volt az addigi munkásságáról. A megkeresés után Foerk levélben válaszolt a polgármesternek, amelyben kijelentette, hogy a Schulek Frigyessel kötött szerződés alapján és annak tervei szerint elvállalná az építkezés megvalósítását, és kész lenne bármikor Szegedre jönni a személyes megbeszélések céljából.
A bizottság 1912. december közepi ülésén dr. Gaál Endre közművelődési tanácsnok referált az ügyről, felolvasta Foerk levelét és megkérte a bizottságot, hogy őt bízzák meg az építkezéssel. Lázár György polgármester is bejelentette, hogy az előzetes tárgyalások alapján Foerk a Schulek Frigyesnek biztosított honoráriumért kész a templom fölépítésére vállalkozni, és így csak a közgyűlés határozata lenne ehhez szükséges, még belügyminiszteri jóváhagyás sem kellene, mert a belügyminiszter korábban már jóváhagyta a Schulek-féle terveket. Bokor Pál helyettes polgármester szóvá tette ugyan, hogy milyen módon kívánná a bizottság az építkezést levezényelni: házilag, vagy vállalati úton, mert lényeges különbség lenne a kettő között. A bizottság azonban ebben a kérdésben ekkor még nem foglalt állást és elintézését a közgyűlésre bízta. Ezzel kapcsolatban szóba került, hogy mikor kezdjék meg a templom építését, a jövő év tavaszán, vagy később. A bizottság ebben az ügyben sem hozott pozitív határozatot és arra az álláspontra helyezkedett, hogy a közgyűlés határozza majd meg az építkezés időtartamát.
A tanács a szerződésben kikötötte, hogy a korábbi tervek sem méretben, sem pedig stílusban ne változzanak, viszont „…a stílszerűség megtartása mellett gazdasági szempontból netán javaslandó változások csakis az építtető szabad királyi város előzetes hozzájárulásával lesznek végrehajthatók”. A kért költségcsökkentés miatt az eredeti tervekhez képest nagyobb teret nyert a téglaépítészet alkalmazása, így az építésznek további változtatásokra is lehetősége nyílt. Bár Schulek mindenben támogatta az utódját, és teljes művészi szabadságot kért neki, a város ezt jóval szigorúbban vette. A hosszadalmas és a nyilvánosság bevonásával zajló viták során azonban Foerknek sikerült a legtöbb változtatást elfogadtatnia. 1913. március 19-én mutatta be az első módosított terveket a fogadalmi templom bizottságának, amely csak a változtatások egy részével értett egyet, s így terjesztette elő azokat a közgyűlés számára. A tanácsot azonban a módosításoknál jobban érdekelte az építkezés mihamarabbi megkezdése. Így 1913. június 5-én elrendelték a Szent Demeter-templom szentélyének lebontását, illetve a megmaradó rész használhatóvá tételét, majd augusztus 2-án kitűzték az alapokat. A tervek jóváhagyása körül ugyanakkor elkezdődik egy újabb vita a tornyok magasságával és díszítésével kapcsolatban, amely még 1924-ben sem ér véget.
Az eredeti tervekhez képest több helyen történt változás. Schulek a homlokzat síkjába illesztette volna őket, és a tornyok és a főhajó közti részt összefalazta volna, hogy egységesebb legyen az épület tömeghatása, a főhomlokzat elé pedig egy 5 ívből álló bejárati árkádsort épített volna. A tornyok sokkal szögletesebbek lettek volna, és a németes neoromán stílus jobban dominálta volna a tömegében a velencei Campanilét idéző építményeket. A kerek rózsaablakok a kereszthajókat zárták volna le, a homlokzat kevésbé lett volna díszített.
Foerk áttervezésében a legjelentősebb változást a tornyok áthelyezése jelentette. A toronypár a főhomlokzat síkjától 2 méterrel hátrébb lett tolva, így nem lehetett megvalósítani az eredeti Schulek-féle árkádsort és felfalazást, így a tornyok elvesztették szerves kapcsolódásukat az épülethez, viszont ezzel éppen a mai Eötvös és Apáthy utcák tengelyébe került, így a Dugonics és Árpád térről ideális lett a rálátás a templomra. Az utókor egyértelműen ezt a módosítást tartja a legelőnytelenebb lépésnek. A homlokzat megváltoztatása is jelentős volt, az árkádsor helyett egy 3 nyílású portikusz került a főbejárat elé. A főhomlokzatra is kerek rózsaablak került, a későbbi, szintén sokat kritizált díszítőelemek viszont már csak a háború utáni jelentős áttervezés és koncepcióváltás eredményeként kerültek a jelenlegi helyükre. A kupola is az eredeti nyolcszög alaprajzú helyett tizenhatszögű lett, ahogy eredetileg a tornyok teteje is a hagyományos faszerkezet helyett helyett nyolcszögletű falazással készült volna, végül ez a város és az építész közötti kompromisszummal falazott négyzet alapú gúla lett.

### Építési munkálatok a kezdetektől az első világháborúig
A templom alapkövét és a bele elhelyezett, üvegedénybe és fémhengerbe légmentesen lezárt, pergamenre írt alapokmányt ünnepélyes keretek között 1914. június 21-én rakták le, bár a tényleges építkezés már 1913 augusztusában megkezdődött.
Az ünnepségen részt vett többek között Glattfelder Gyula csanádi püspök és Jankovich Béla vallás- és közoktatásügyi miniszter is, akik a programok mellett több helyet s felkerestek a városban. Az esemény jelentőségét jól szemlélteti, hogy Szegeden azelőtt évtizedekig nem járt hivatalban lévő miniszter. A munkálatok ugyan gyors ütemben haladtak, ám kevesebb mint másfél hónappal később az első világháború kitörése miatt 1914. július 27-én megszakadtak. Maga Foerk december 31-i naplóbejegyzésében így emlékezett meg az építés félbeszakadásáról: „Szegeden a háború kitörése megakasztotta az építkezést, pedig csak 1 méter hiányzott a főhajóhoz, s így még az idén tető alá hozhattuk volna. No de sebaj, a háború vis maior – s így nem érinti szerződésemet. Talán jobb így, legalább a főfalak és tornyok alaposabban ülepednek, s tavasszal annál frissebben haladhatunk – ha akkorára vége lesz a háborúnak.” A történelem viszont másként alakult, a Nagy Háború egészen 1918 végéig elhúzódott, az utána következő politikai változások pedig tovább akadályozták a leendő fogadalmi templom építését.
Az első világháború alatt, amíg a szegedi fogadalmi templom építési munkái álltak, a Magyar Földrajzi Társaság megbízott egy építészekből álló csoportot: Foerk Ernőt és a Felső Építő Ipariskola oktatóit, valamint a Műemlékek Országos Bizottságának építészeit, hogy mérjék fel a balkáni régió műemlékeit. 1917-ben és 1918-ban két utazásra került sor, melyek során több csoportra osztva készítettek felméréseket Szerbia, Koszovó, Montenegró, Észak-Macedónia és Albánia jelentősebb építészeti emlékeiről, a háború vége miatt a tervezett harmadik út meghiúsult. Foerk Ernő ezen utazásait „Balkáni levelek” címmel adta ki 1918-ban, és a megszerzett tapasztalatait később felhasználta a dóm áttervezésénél.

### Az első világháború utáni történelmi változások
Az első világháborút követő zavaros időszakban Szeged 1918 és 1920 között francia, Újszeged pedig szerb megszállás alatt állt, így nem volt reális a templom építésének folytatása. A francia megszállás viszont bizonyos előnyökkel is járt, mivel így jóval kevesebb atrocitás érte a várost, mintha a szerbek vagy románok állomásoztak volna ott, vagy más szabadcsapatok portyázásának lett volna célpontja, elég csak a közelben történt hódmezővásárhelyi tömeggyilkosságra gondolni. Ráadásul a Tanácsköztársaság uralma sem tartott tovább 5 napnál az antantcsapatok fellépésének köszönhetően, sőt el is vágták a várost a kommunista uralom alá került területektől. Az építőket sem kerülték el a tragédiák: Foerk egyetlen fia 1917 őszén elesett a keleti fronton, Schulek pedig 1919. szeptember 5-én elhunyt.
A templom, a város és az ország későbbi történelmét is jelentősen befolyásolták az 1919-es szegedi események. A Tanácsköztársaság ellen létrejött ellenforradalmi kormányok székhelye Arad román megszállása után Szeged lett, itt kezdődött meg Károlyi Gyula vezetésével a kommunistaellenes politikai és katonai erő létrehozása. Ekkor csatlakozott a mozgalomhoz Horthy Miklós ellentengernagy, aki népszerűsége és magas katonai rangja miatt hamarosan a legmagasabb szintre került, és az ellenforradalmi kormányban honvédelmi miniszteri posztot kapott. 1919. június 5-én délben a törvényszéki palotában tett Horthy ünnepélyes esküt (avagy fogadalmat), amely aztán a nemzeti megújhodás napja néven ünnep lett. Július 5-én a nemzeti színházban tartott Magyar Országos Véderő Egyesület (MOVE) díszgyűlésén Diendorfer Miksa alezredes az elkövetkező eseményekre mint „második honfoglalásról” „feltámadásunk ünnepnapjáról” beszélt, Gömbös Gyula MOVE-elnök javaslatára pedig Horthyt közfelkiáltással díszelnökükké választották. Horthy Miklós aztán július 12-én az újonnan megszervezett és a kormánytól függetlenedő Nemzeti Hadsereg parancsnoka lett, majd augusztus elején csapataival megindult a Dunántúlra. Ekkor fogalmazódott meg az az ideológia, amely később „szegedi gondolat” néven a Horthy-korszak alapjának számított.
A trianoni békeszerződés után Szeged az ország középső területéről hirtelen egy közvetlenül az országhatár szélére szoruló város lett, vonzáskörzetének jelentős része a két szomszédos államoz került, viszont hamarosan átvette az elcsatolt nagyvárosok, mint Arad, Temesvár és Szabadka szerepét. Ekkortól ismét fontossá vált az épület befejezése, így 1921-ben újjáalakult a Fogadalmi Templom Bizottság, és fölkereste Foerk Ernőt a munkálatok vezetésére. A templomépítés kiemelt jelentőségét akkor nyerte el, amikor három évnyi lejáratás és küzdelem után 1923-ban Glattfelder Gyula csanádi püspököt a román hatóságok kiutasították az addigi székhelyének számító Temesvárról, és így a püspökség székhelyét Szegedre helyezte át. Ezekben a munkálatokban két jelentős támogató állt mellé, Somogyi Szilveszter polgármester és Klebelsberg Kuno miniszter. Szintén nem mellékes, hogy Foerk Ernő is temesvári születésű volt, és ő tervezte az ottani szemináriumot, így már régebb óta állt fenn köztük személyes és munkakapcsolat. A püspök költözésével az épülő városi plébániatemplomból leendő székesegyház lett, így a munkálatok jelentősége megnőtt. Az épület teljes elkészültéig a székesegyház szerepét ideiglenesen a Szent Rókus-templom látta el.

### Az építkezés újraindulása
1923 áprilisában végül újraindultak a munkálatok Foerk Ernő, Petrovácz Gyula és Ottovay István vezetésével, bár a korábbinál lassabb tempóban. Az első világháborúig felhúzott falak magasságát a tornyokon kőcsíkokkal jelölték meg, melyek egyúttal a háború áldozatainak is emléket állítanak. A kősávba a Szózat idézetét faragták bele: „Az nem lehet, hogy annyi szív / Hiában onta vért 1914-1918.” A helyiek már csak a kifaragott és beépített felirat láttán vették észre, hogy az egy betűvel eltér az a Szózat hivatalos szövegétől, mivel ott a hiába szóalak szerepel a hiában helyett, és ez komoly vitát okozott a városban. Végül Szeged egyik jelentős személyisége, Móra Ferenc döntötte el a vitát, és a feliratot ebben a formában hagyták meg. Ezt azzal indokolta, hogy ugyan nem ez a helyes forma, ám korábban tévesen a hiában változatú szöveg terjedt el az országban, így ez is hitelesnek tekinthető. Emellett az építkezés folytatásához némiképpen eltérő téglákat használtak, így a tornyokon elkülöníthető a világháború előtt és után felépített falazat.
A munkálatok ezután jelentősen felgyorsultak, 1923. szeptember 16-án tartották a bokrétaünnepélyt, októberre pedig elkészült a főhajó és a szentély falazata, és megkezdődött a fedélszék építése is. Az elkészült kupola aranyozott, napsugaras keresztjét 1924. augusztus 30-án helyezték fel. A munkálatok rendkívül gyors tempóban haladtak, így a városvezetés úgy kalkulált, hogy karácsonyra szerkezetkész lesz a templom, ezért egy ideiglenes orgonára 9 000 000 (addigra erősen inflálódott) koronát különítettek el. November 20-án azonban olyan hideg és fagyos idő köszöntött be, amely lehetetlenné tette arra az évre az építkezés folytatását. A becslések szerint mindössze két hét kellett volna a főhajó befejezéséhez. Kényszermegoldásként ideiglenesen leválasztották a még félkész területet, és a már meglévőket próbálták ideiglenesen télállóvá tenni. A Szent Kereszt-oltárt 1924. december 25-ére fejezték be, innentől megkezdődhetett a még félkész épület keleti kereszthajójának liturgikus hasznosítása. Aznap karácsonykor mutatták be az utolsó szentmisét a régi és már félig elbontott Szent Demeter-templomban, s ugyanazon a napon celebrálta Glattfelder Gyula az első szentmisét az új dómban. Ekkor hangzott fel először Király-König Péter zeneszerző ezen alkalomra komponált Fogadalmi templom miséje.
1925-ben és 1926-ban tették fel a gömböt és a keresztet a tornyokra. A közelgő gazdasági válság miatt a templom belsőépítészeti munkáit nem tudták teljességgel a tervek szerint befejezni, az későbbi időkre maradt.

### A Dömötör-torony feltárása

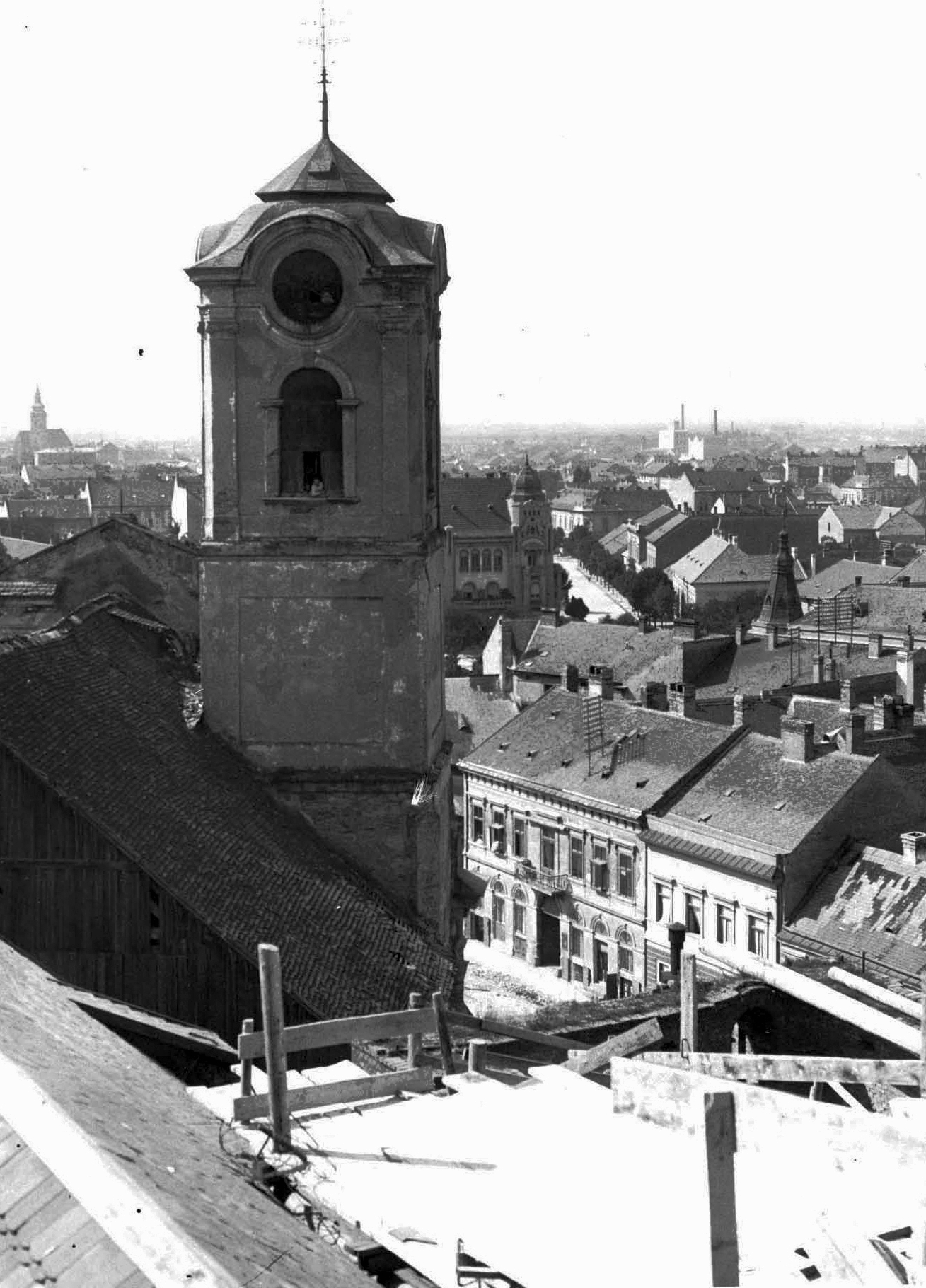
A Szent Demeter-templom tornya közvetlenül a lebontás előtt

1925-ben az építkezésekkel párhuzamosan megkezdték a Szent Demeter-templom végleges bontását. A munkálatok megkezdése előtt Móra Ferenc, a városi múzeum igazgatója kérvényezte, hogy a bontási folyamatokat a múzeum részéről Cs. Sebestyén Károly régész felügyelhesse. A megmaradt fél templomhajó boltozatait és falait dinamittal robbantották fel. Eredetileg a torony esetében is ezt a módszert alkalmazták volna, de Cs. Sebestyén Károly kérésére és az akkor még ott álló közeli házsor biztonsága miatt megváltoztatták a terveket, és és kézi erővel álltak neki. A csákánnyal végzett bontási munkálatok közben figyelt fel a régész a torony belsejében kirajzolódó nyolcszög alakú formára, erről értesítette a Műemlékek Országos Bizottságát, és megkezdte a feltárást, ám eddigre a háromból az egyik szintet lebontották a munkások. Eleinte a megmaradt csonkot tévesen 16. századi minaretként azonosította a helyi sajtó egyik szenzációhajhász tudósítója, de ezt a megalapozatlan elméletet egyből megcáfolták és elítélték. A kibontás során feltáruló román kori torony korát a 12. század végére, 13. század elejére datálták. Később ezt a 11. század első felére, legkésőbbi időpontként az 1050 körüli időre módosították a más magyarországi középkori téglákkal való összehasonlítás, valamint a pannonhalmi és tihanyi bencés apátságok templomainak hasonló formájú szentélyei alapján.
A barokk épületből kiszabadított torony váratlanul érte az építkezést, és régészeti feltárását is csak gyorsan végezték el, a talapzatait mindössze 3 méteres mélységig tárták fel. A torony közben műemléki védettséget kapott, és megtiltották a további bontási munkálatokat. Az épület leendő sorsa megosztotta a közvéleményt: sokan a teljes elbontás befejezése mellett álltak ki, míg szintén jelentős tábora volt a tornyot megmenteni szándékozóknak is. Utóbbiak közé tartozott Somogyi Szilveszter polgármester mellett Juhász Gyula, aki országosan is kiállt a legrégebbi szegedi épület megmentéséért. Felmerült az épület odébb költöztetése is, ám az inflációval sújtott időben a költség az egymilliárd koronát is elérte volna, így elálltak ettől a tervtől. Ezzel szemben a kutatással megbízott szegedi iskolaigazgató és művészettörténész, Czimer Károly a teljes bontás mellett állt ki, mivel szerinte nem különösebben értékes a lelet, és 3 oldalról elég lefényképezni az utókor számára. Ezzel a véleménnyel Foerk Ernő sem értett egyet, szerinte a 15 méteres torony nem rontaná el a leendő dóm összhatását, és nem zavarná a 83 méteres tornyokra való rálátást. Végül az épület megmentése mellett döntöttek, és a restaurálást a szomszédos Dóm tér építésével foglalkozó Rerrich Béla végezte el. Visszaépítették a lebontott szintet is, és a kis torony új funkciót kapott: a leendő templom keresztelőkápolnája lett.

### A felszentelés és az avatóünnepség
Az 1879-es árvíz után 51 évvel, a Csanádi püspökség alapításának 900. évfordulójára készült el a Fogadalmi templom. Felszentelésére egy különleges, 1930. október 23-25. között megrendezett 3 napos ünnepségsorozat keretében került sor. A székesegyház mellett ekkor adták át az elkészült Dóm teret és a Nemzeti Pantheont, a püspöki palotát és a szemináriumot, valamint helyezték el a Ferenc József Tudományegyetem zárókövét, de szintén ekkor adták át a városban a Klebelsberg iskolaépítési programjában elkészült 5000. épületet is. Az ünnepségre Horthy és kísérete különvonattal érkezett, míg Klebelsberg repülőgéppel utazott a városba, hogy út közben a levegőből szemlélhesse meg az újonnan épített tanyasi iskolákat és a kész épületegyüttest.
A templom felszentelésére október 24-én reggel 7 órakor zárt körű szertartás során került sor, amelyet Zichy Gyula kalocsai érsek végzett el. A 10 órakor kezdődő felszentelési misét Angelo Rotta apostoli nuncius pontifikálta a magyar katolikus egyház püspökeinek többségével koncelebrálva, ennek során a fogadalom beteljesítéseként a polgármester imában felajánlotta a várost Jézus Szentséges Szívének. A templomban elhelyezték a Glattfelder Gyula püspök által Muranóból hozott Szent Gellért ereklyét, amit a csanádi püspök kérésére a velencei pátriárka, Pietro La Fontaine bíboros ajánlott fel. A díszközgyűlés délben, a „város iránt tanúsított szeretete és támogatása” elismeréseként Klebelsberg Kunót Szeged díszpolgárává avatta. A kultuszminiszter ígéretet tett: „Nem elég, hogy Szeged egyetemi város, Szegednek gazdag várossá kell lennie!” Délután Horthy Miklós kormányzó jelenlétében került sor a rókusi városrész elemi iskolájának ünnepélyes átadására. Ez volt az 5000. épület, amely a Klebelsberg-féle népiskolaépítési programban elkészült. A miniszter avatóbeszédében kiemelte: „A trianoni nagy szerencsétlenségből azt a következtetést vontuk le, hogy a nemzet széles rétegeit telíteni kell műveltséggel (…) A magyar kultúrpolitikának egyik sarkalatos elve, hogy a magas műveltséget párhuzamosan ápoljuk, s így nem véletlenség az, hogy néhány órán belül egyszerre avatjuk a szegedi egyetemet és szimbolikusan az ötezer népiskolát.”
Másnap, október 25-én került sor a fő ünnepségre, amelyre a Dóm téren mintegy 30 000 ember gyűlt össze. Serédi Jusztinián bíboros-hercegprímás celebrált ünnepi szentmisét, a szentbeszédet Glattfelder Gyula megyéspüspök mondta el, és az eseményeket a rádió is közvetítette. A misén részt vett Horthy Miklós kormányzó és felesége, Purgly Magdolna is (aki többször képviselte a református kormányzót a katolikus eseményeken, mint például 8 évvel később a 34. Eucharisztikus Világkongresszus fővédnökekeként.) Ezen az alkalmon hangzott fel elsőként a Dohnányi Ernő szerzett Szegedi mise, amely a kultuszminiszter által kiírt zenei pályázat győztese volt. Az alkalomra írt mintegy 50 perces misének igen nagy zenészi igénye volt: négy szólista énekesre, egy szimfonikus zenekarra, a hatalmas orgonára és nyolcszólamú kettős kórusra volt szükség, melyet egy 200 fős énekkar és 50 fős zenekar adott elő. Klebelsberg a zeneművet Liszt Ferenc Koronázási miséjéhez hasonlította. „…Megszámlálhatatlan sokaság és példás szervezettség, kiválóan felépített rendszerben fenntartott rend. Mindenki izgatott, alig néhány pillanat és felharsan az orgonán Kőnig Péter diadalmas Fanfar-Eccesacerdos-a. Néhány perc még, aztán megszólalnak az ünnepi mise első akkordjai. Dohnányi Ernő a komponista hatalmas gesztussal inti be a 200 tagú énekkart az Introitus megkezdésére és a pályadíjnyertes mű kibontja szárnyait…” – számolt be a szerzeményről másnapi számában a Délmagyarország. A mise után adták át az elkészült Dóm teret és annak egyetemi és egyházi épületeit, illetve az árkádok alatt elhelyezett Nemzeti Emlékcsarnok szobrait. „Az egyetértésből a kis dolgok is nagyra nőnek, a széthúzás esetén a legnagyobbak is romba dőlnek” Végül Horthy elhelyezte az egyetem jelképes zárókövét, és egy díszes kalapács ütésével befejezetté nyilvánította azt: „Légy erős vára a magyar tudásnak és hirdetője a magyar dicsőségnek!” A program zárásaként díszmenet indult a Dóm térről, ezen az egyház, az egyetem, a város vezetői, valamint az épületek alkotói is részt vettek. Az esemény fényét városszerte harangozással és díszsortűzzel ünnepelték, majd az egész napos ünnepségsorozatot tűzijáték és díszmenet zárta.

### Az 1930-as évektől 2000-ig
A Fogadalmi templomot hivatalosan az 1931. június 19-én kelt, XI. Piusz pápa által kiadott „Per Apostolicas” kezdetű bullával tette meg a Csanádi egyházmegye székesegyházává. Ugyanebben a bullában rendezte a püspökség sorsát is, végleg önállósítva azt a Romániában újonnan létrehozott Temesvári egyházmegyétől, és a püspöki székhely ezzel hivatalosan is Szegedre került.
Már 1941-ben jelentősebb változás történt a dóm közvetlen környezetében: az Országos Közművelődési Tanács nem találta esztétikailag megfelelőnek a templom körül futó, viszonylag magas kőkerítést, így annak elbontása mellett döntött. Ekkor alakították ki a dóm körüli gyepesített területet, a kerítés helyén pedig lejtőt alakítottak ki. Az elbontott kőanyagból kápolnát akartak volna építeni, de ez túl drágának bizonyult volna. A követ végül a szovjetek elleni tankcsapdákhoz használták fel, ám ezzel nem sikerült feltartóztatni a támadókat.
A szövetségesek Frantic hadműveletének keretében 1944. július 3-i légitámadást indítottak a stratégiai jelentőségű szegedi vasúti híd ellen. Délelőtt 10-kor a város fölött átrepült egy nagyobb kötelék B–24 Liberator, amelyek Arad rendező pályaudvarát és az Astra vagon- és gépgyárat támadták. Később négy gép kivált a kötelékből, és 10 óra 30 perckor 34 nagy méretű rombolóbombát dobott le a Petőfi Sándor sugárút–Tisza Lajos körút–vasúti Tisza-híd–Újszegedi Kendergyár körvonalában. Ezek súlyos károkat okoztak főleg a Boldogasszony sugárút házai között: összesen 7 ház romba dőlt, 161 ház megrongálódott, köztük egyetemi épületek, a Horthy kollégium, a püspöki palota, az OT1 (SZTK) székház. Egy-egy bombatalálatot kapott a piarista gimnázium, a bőrgyógyászati klinika és a Közraktárak Rt. egyik raktárépülete. A Fogadalmi templom is megsérült a bombázásban. A szárazföldi front városba érésével további tüzérségi találatokat kapott a templom. Miután a várost elérték a szövetségesek, november 19-től az altemplomba költöztették le a miséket a dómot ért sérülések, valamink a közelgő tél miatt. A háború során tehát a Tisza felőli torony súlyosan megsérült, valamint az üvegablakokban is komoly károk keletkeztek.
A világháború után hatalomra kerülő kommunisták az egész Horthy-rendszert ellenforradalommá minősítették, és igyekeztek minden vívmányát lekicsinyíteni vagy eltörölni. Mivel a Fogadalmi templom és a Dóm tér az előző rendszer szimbólumai voltak, így igyekeztek azokat haszontalanná tenni, jelentéstartalmukat kiüresíteni. A Szegedi Szabadtéri Játékokra hivatkozva 1959-ben állandó nézőtérrel építették be a teret, és a színpadot közvetlenül a templom főhomlokzata elé telepítették. Emiatt a főbejáratot minden évben több hónapra le kellett zárni, és a díszletek is kitakarták az épületet. Az 1960-as években a föld alá öltözőket és gépészeti létesítményeket telepítettek, ezek aztán a Dömötör-torony drasztikus állapotromlásához vezettek, különösen az Aba-Novák freskók állapota lett kritikus, az építés során pedig helyreállíthatatlan károkat szenvedett a város legfontosabb régészeti lelőhelye. Egészen 1994-ig csúfította el a teret az év nagy részében kihasználatlan nézőtér emelvénye.

Az 1982-es névváltozást követően a dóm immár a Szeged-Csanádi egyházmegye székesegyházaként szolgál, bár maga az egyházmegye területe 1993-ban jelentősen módosult. A II. János Pál pápa által 1993. május 31-i keltezéssel kiadott „Hungarorum Gens” bulla átrajzolta az egész magyar egyházmegyerendszert, ami Szegedet is érintette: Debrecen városa az újonnan létrehozott Debrecen-Nyíregyházi egyházmegyéhez került, viszont jelentős Csongrád és Békés megyei területeket csatoltak hozzá a Váci egyházmegyétől.

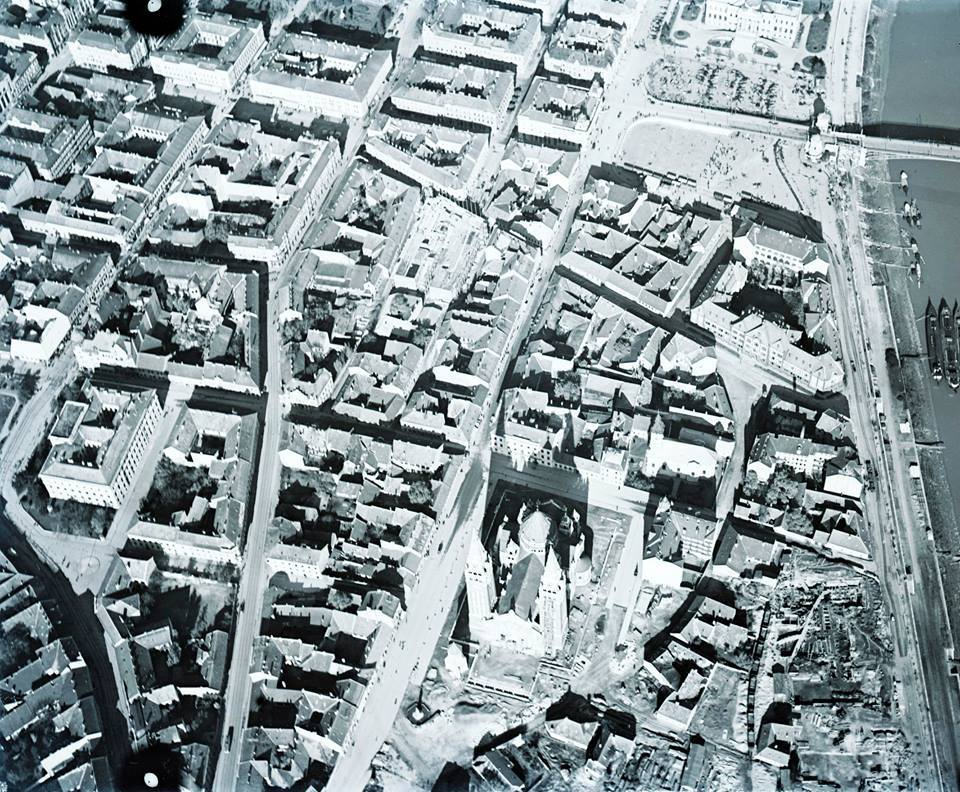
Szeged belvárosa 1926-ban. A jobb oldalon már bontják a Palánkot a Klinikák számára.
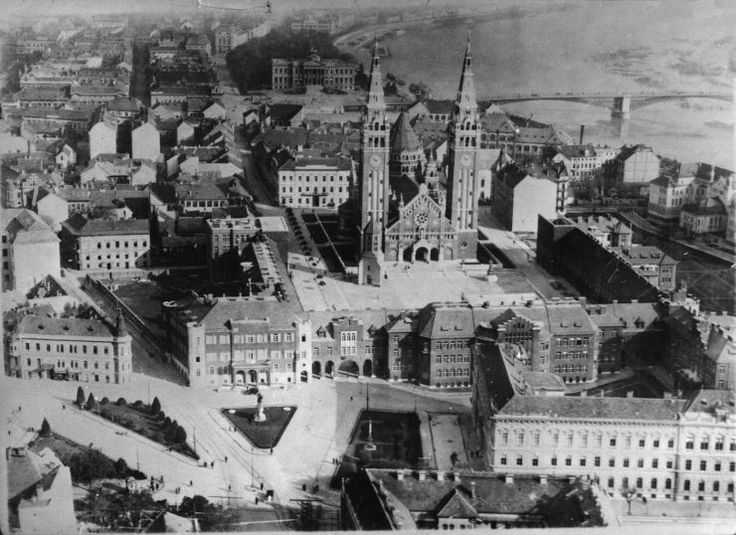
A frissen elkészült Fogadalmi templom és Dóm tér együttese 1930-ban.
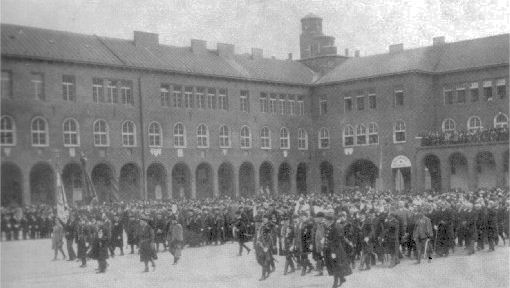
Indul az ünnepi menet a templom felszentelésére.
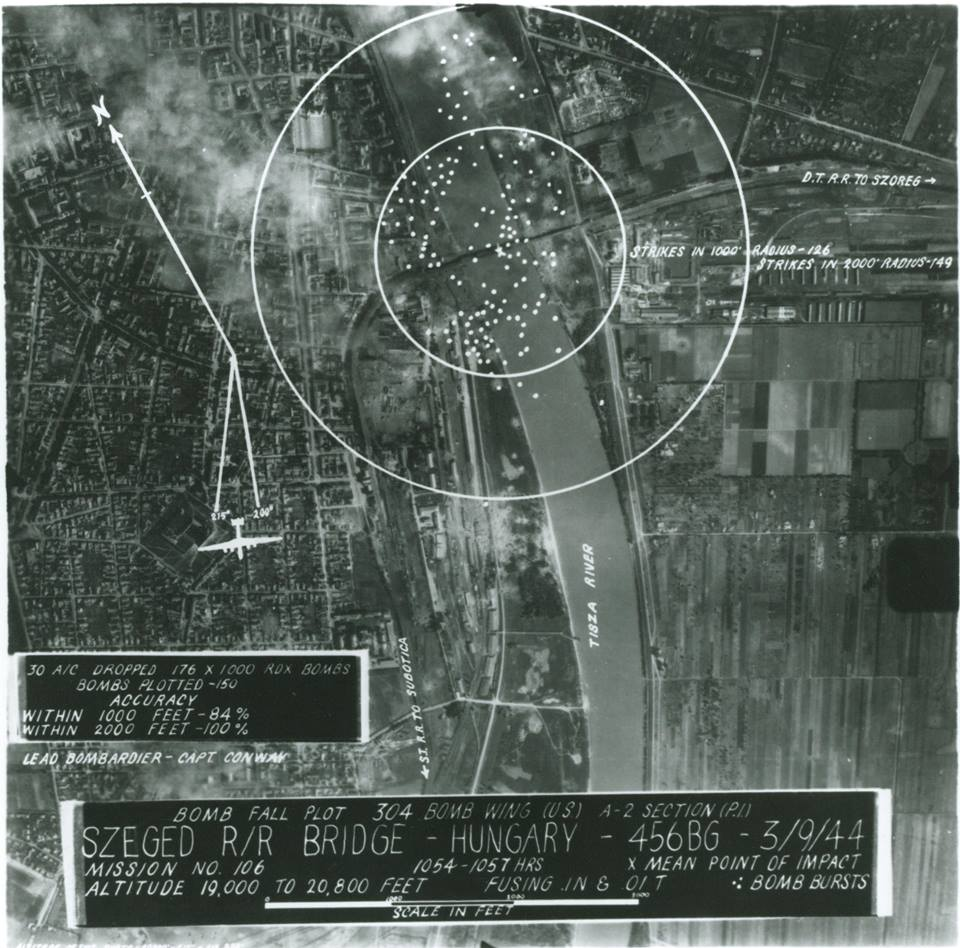
Szeged bombázása és az okozott kár. Az epicentrumtól 10 óra irányban a 2000 lábas körzet határán a dóm.
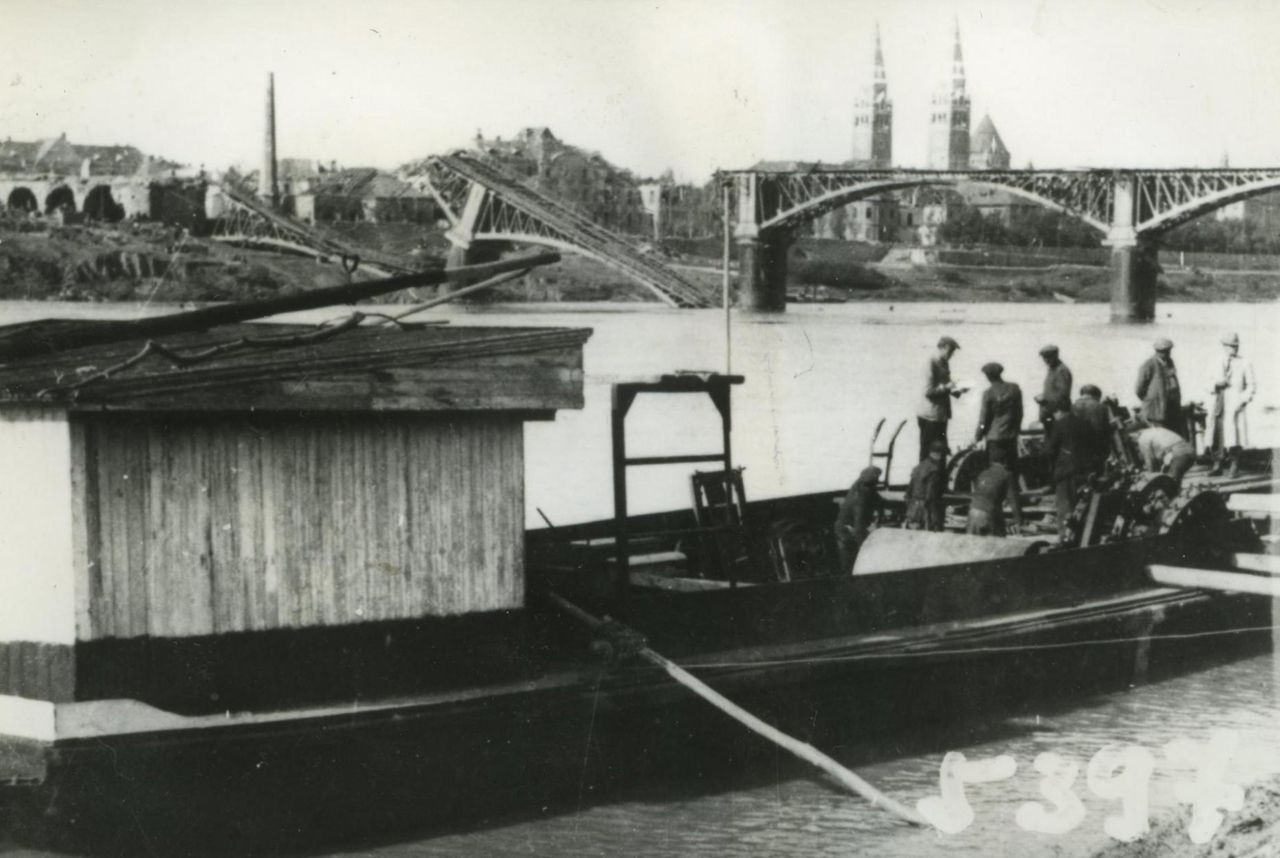
A lebombázott város és vasúti híd.
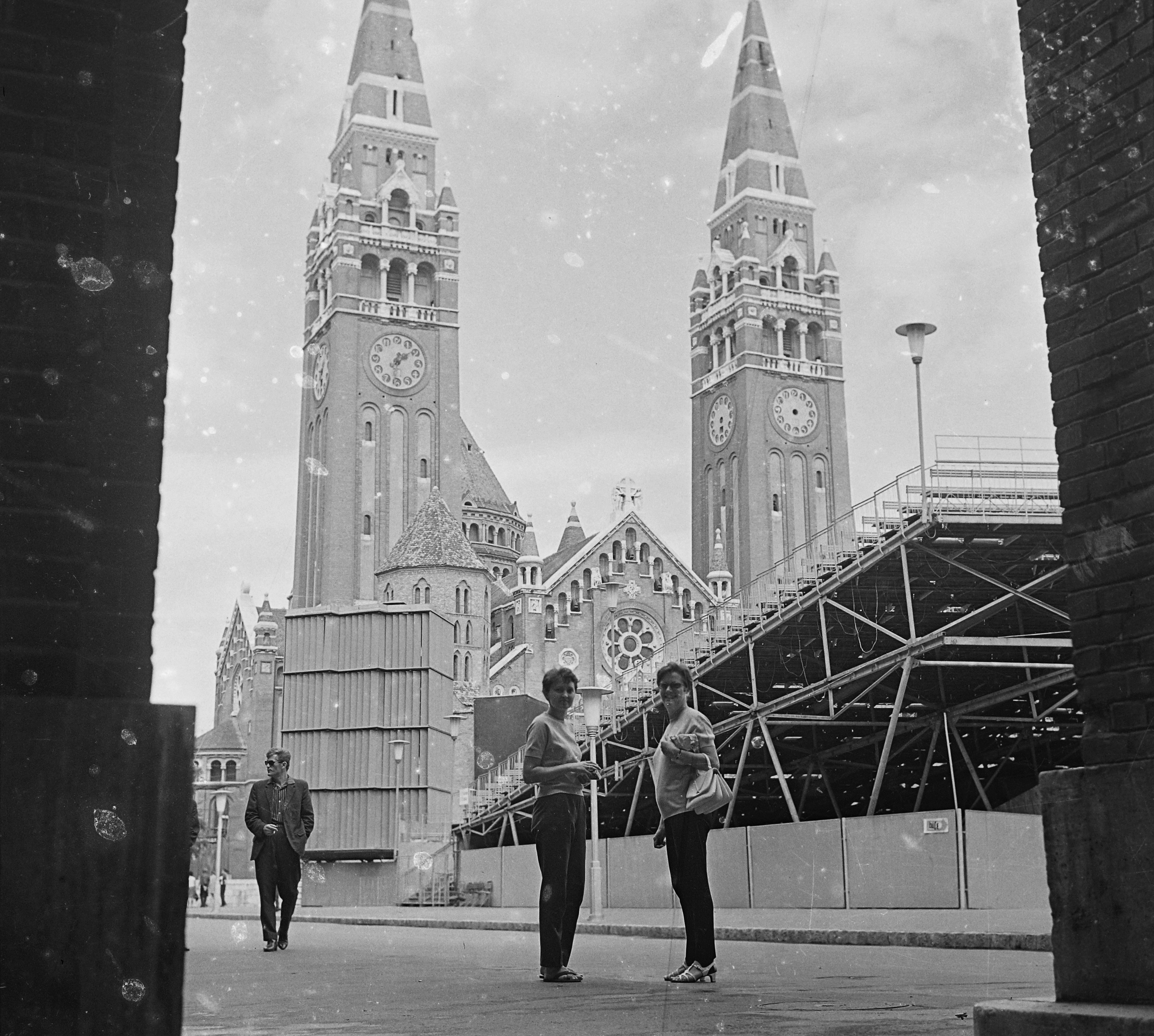
A Szegedi Szabadtéri Játékok színpada és lelátója 1969-ben...
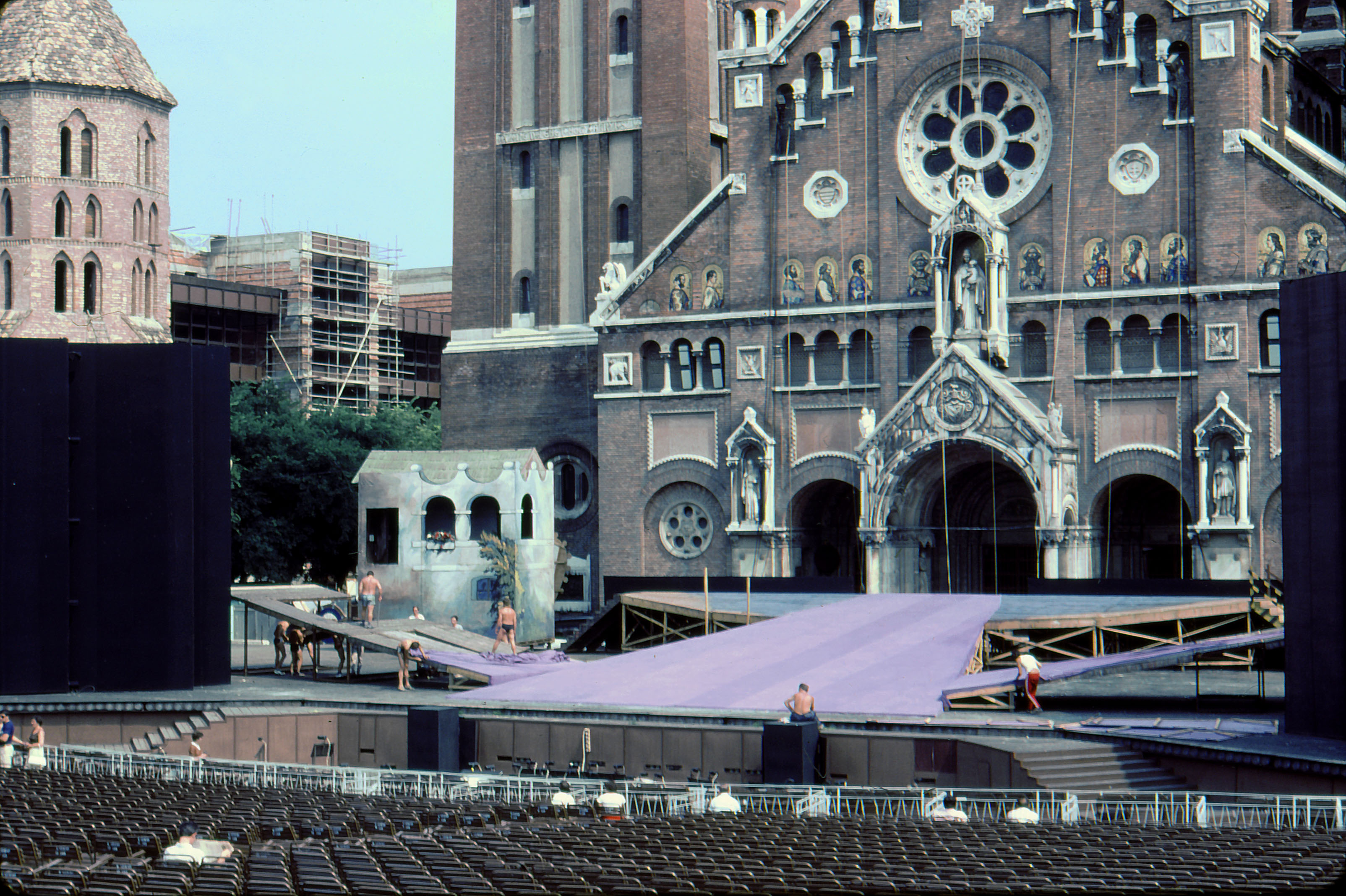
...és 1980 augusztusában. A háttérben épül a Somogyi Könyvtár.

### A 2000-es évektől napjainkig
Az államalapítás millenniumi ünnepséginek keretében, és a szabadtéri játékok díszelőadásának ünnepélyes zárásaként 2000. augusztus 20-án adták át a dóm díszkivilágítását. A szomszédos épületek tetején elhelyezett 103 reflektor 53 kilowatt összteljesítménnyel világította meg a templom külsejét.
2007-ben a korábbi szabadtéri öltözők bontása után egy hónapos próbaásatásokat végeztek a helyi régészek a Dömötör-torony környékén. Ennek során sikerült beazonosítani a régi templomok maradványait, végül ezekről egy hőlégballon segítségével különleges, torzításmentes fényképek készültek. Az év végén történt a dóm történetének egyik legszomorúbb eseménye: a dóm főbejárata elé minden évben felállított betlehemet 2007. december 27-én éjjel ismeretlen tettesek felgyújtották, a templom díszkapujában és portikuszában súlyos károk keletkeztek. Az okozott anyagi kár meghaladta a tízmillió forintot. A domborműves kapu cseréje több mint 1 évbe került, és csak 2009. január 10-én tudták átadni.
A Fogadalmi templom eddigi legnagyobb felújításának első üteme 2014 júniusában kezdődött meg, ennek során több mint 2 milliárd forintból a dóm teljes külső és belső felújításon esett át. A leromlott állagú külső homlokzaton alpinisták megtisztították a kőfelületeket, és javították a sérült téglaburkolatot. A beázó portikusz sérült mozaikja is teljes restaurálást kapott.
A legtöbb vitát kiváltó módosítás az új látogatóközpont kialakítását kísérte. A szabadtéri színpad korábbi földalatti öltözőit elbontották, és a templom bejárata előtti területet teljesen felásták. Ennek során a rossz törvényi szabályozás miatt a kivitelező az előző évezred több templomának maradványait és más leleteket is visszafordíthatatlanul megsemmisített. A Csongrád Megyei Kormányhivatal részletes feltárás helyett mindössze régészeti megfigyelést írt elő, így a szakemberek mindössze mintákat tudtak gyűjteni a később megsemmisített falakból, amelyek a vizsgálatok alapján legkésőbb 12. századiak lehettek. Maguk a régészek is felhívták a figyelmet arra, hogy egy évszázaddal azelőtt éppen az ehhez hasonló hozzáállás vezetett kis híján a helyszíntől néhány méterre álló Dömötör-torony pusztulásához is. Mire a szakemberek le tudták állíttatni a munkálatokat, addigra már egy nagy méretű betoncölöpöt vertek le éppen a feltárandó falon keresztül. A hivatal arra hivatkozott, hogy a terület bolygatott volt, így nem tartotta szükségesnek a feltárást vagy a maradványok megóvását. A hírek szerint az új föld alatti rész 3-4 méteres zártcellás víz- és hőszigetelő lemezek nem fértek volna másként be, ezért döntött a kivitelező ezen megoldás mellett. A pusztítás viszont nem volt teljes, több sírt és falszakaszt is sikerült feltárni és megmenteni.
A beruházással létrejött a Szegedi Dóm Látogatóközpont, amely egy föld alatti pénztárhelyiséget, ajándékboltot, egy valamint egy kiállítóteret is magába foglal. A Dömötör-torony felőli oldalon nyitotta meg kapuit 2017. március 15-én a Katedrális Étterem. A Látogatóközponttól egy rámpás folyosó vezet a felújított altemplomba, melyet addig raktárként használtak. Itt több kiállítótérben különféle időszaki kiállítások, valamint a templom történetét, illetve az egyházmegye történelmi kincseit és művészeti alkotásait bemutató állandó kiállítások kaptak helyet. A négyezet alatti területen egy elkülönített konferenciatermet alakítottak ki. A kiállítótérből elérhetők az altemplomban lévő híresebb díszsírhelyek, de az urnatemető elkülönült a turisztikai tértől. Ezt még 2014-ben helyezték át az altemplomból a szentély alatti részre, hogy méltóbb helyre kerüljenek az urnafalak.
Az épület belsejében végzett leglátványosabb átalakítás a márvány baldachin áthelyezése volt a szentély végéből a négyezet közepére. Mivel a korai terveken még oda tervezték, kérdéses, hogy végül miért került az eredeti helyére, ahol a szentély díszítéseit jelentősen kitakarta. A feladat különleges előkészületet igényelt, mivel a felépítmény tömege közel 54 tonna, magassága 7,8 méter volt. A folyamat során merevítő vázzal vették körbe, majd kiemelték alóla a márvány oszlopokat. A leemelt baldachint egy Hollandiából hozatott speciális, 8 hidraulikus emelő- és két továbbítóhengerből álló rendszerrel mozgatták egy sínpálya mentén óránként 64 centiméteres sebességgel. A baldachin és az új, ruskicai márványból készült főoltár középre helyezésével hátrébb kerültek a főhajó padsorai, viszont új padokat készítettek a kereszthajókba, így a hívek már 3 oldalról vehetik körbe a liturgiát végző papot. A művelet elvégzéséig ideiglenesen más oltárt használtak a misézéshez.
Számos új bútorral is gazdagodott a templom. Többek között elkészültek a kereszthajóban a Szent Gellért-oltár padozata, a Szent Kereszt-oltár székei, a mellékoltárok padjai, valamint a szentélyből kialakított szentségi kápolna bútorzata (püspöki trón, társcelebránsi székek, stallum, ambó, szentélyrekesztő), a Segítő Szűz Mária-keresztelőkápolna padja, oltára és székei, de a Szent Dömötör-kápolna is új oltárt, dobogót és széket kapott. A turisták által nem látogatható helyek bútorzata is megújult, így a sekrestye teljes berendezése (asztal, komód, székek, beépített szekrény), valamint a főoltár mögötti íves folyosó, avagy a szentélykerülő bútorzata (íves beépített öltözőszekrények és padok).
A keleti torony belsejében is jelentős változások történtek, több szintet is beépítettek az addig üres toronyba, melyben további kiállítótereket alakítottak ki. A kilátóterasz is biztonságosabb lett, a legfölső látogatható szintig 302 lépcsőt kell megmászniuk. Bár a látogatók már 2015 szeptemberének végén birtokukba vehették az új létesítményeket, a berendezési és kiállítási tárgyak elhelyezésével a munkálatok első szakasza csak 2016 januárjában zárult. Mivel az épület külseje ezek után is igen rossz állapotban volt, szükségessé vált a renoválás folyatása.
2018. június 9-én hajnalban villám csapott a keleti toronyba. Hiába volt a dóm villámhárítóval felszerelve, súlyos károk keletkeztek az épületben. A templom teljes elektromos hálózata tönkrement: a világítás, a hangosítás, valamint a biztonságtechnikai rendszer is használhatatlanná vált, és az orgona transzformátorai is szétégtek. A harangokat és a toronyórákat vezérlő rendszer is kiégett. A biztosítónak 3 napba telt a teljes kárfelmérés. A javítások sok időt vettek igénybe, így egészen augusztus végéig hallgattak a harangok, és az órák sem mutatták az időt.
A felújítás második üteme 2019-ben kezdődött meg, ennek költsége az eredetileg tervezett 1,252 milliárd forint helyett 1,745 milliárd forint lett. A második ütem során a teljes 6500 m²-es homlokfelületet felújították, és pótolták a sérült vagy hiányzó téglákat, illetve madárkár elleni védelemmel is ellátták. A templom körüli zöldfelületet is rendezték, és a nyugati torony Páduai Szent Antal szobra előtti vizes medencét működő csobogóval és díszkivilágítással látták el, ahogyan azt Bálint Sándor már az 1950-es években javasolta.
Az épület belsejét érintő legnagyobb változás a termálvizes padlófűtés kiépítése volt, ehhez a teljes burkolatok fel kellett szedni, majd újjáépíteni. Az 1366 m²-nyi új burkolat mellett közel 4500 méternyi térhálósított polietilén csövet fektettek le. Összesen 210 m²-nyi ólomüvegablakot restauráltak, amelyek eddigre már jelentősen leromlott állapotba kerültek, mivel az eredetileg 50 évre tervezett időtartamuk a felújításkor már elérte a 90 évet. A korábbi nyílászárók és ablakok hőszigetelt külső borítást kaptak. Az altemplom és az előlépcső járófelületei fehér mészkőburkolatot kaptak. A dóm belsejében emellett megújult a hangosító rendszer, és a korábbi fehér vetítővásznak helyett behajtható és áttetsző kivetítő-felületeket építettek be.
2021 végén az a bizarr állapot állt elő a Dóm téren, hogy az ott lévő 13 toronyóra mindegyike más időpontot mutatott. A Fogadalmi templom 8 hibás időt mutató elektromos vezérlésű óráját a harangokat is villamosító passaui Perner cég szervizelte, akárcsak a 2018-as villámcsapás után.
2023 nyarán a kivitelezőnek garanciális javításokat kellett végeznie a tornyokon, így júniustól több hónapon át állványzat borította előbb a keleti, aztán a nyugati torony felső részét. Az állványzat különlegessége volt, hogy a kilátószinttől nemcsak felfelé, hanem a toronyórák aljáig lefelé is kiépítették egy speciális felfüggesztésnek köszönhetően.

## A székesegyház külseje

### Az épület méretei
- A Tisza nullpontjától számítva a templom földszinti padozata 10 méter magasan áll.
- A két torony legnagyobb magassága a földszinti padozattól számítva 81 méter, a Tisza nullpontja felett 91 méter.
- A kupola legnagyobb külső magassága a padozattól 53,6 méter.
- A dóm legnagyobb belső hossza 66,36 méter, külső hossza 80,8 méter, belső szélessége a kereszthajónál 48 méter, a külső 51 méter.
- A dóm belső területe a földszinten 1953 négyzetméter, az erkélyeken 160 négyzetméter.
- A templom befogadóképessége kb. 5000 fő, ülőhelyeinek száma 800, hangversenyek alkalmával kibővítve pedig 1500.[129]

### Főhomlokzat és főbejárat
A dóm főhomlokzata felső-olaszországi, pontosabban lombardiai neoromán stílusú, késő eklektikus jegyekkel. A téglaarchitektúra és az épület tömegkialakítása, valamint a nagy kerek rózsaablak szándékosan idézik az aracsi pusztatemplom külsejét, amely a csanádi egyházmegye egyik legrégebbi fennmaradt temploma. Főhomlokzati timpanonjának csúcsán egy angyalok által közrefogott görög kereszt látható, szárain a 4 evangélista jelképeivel. Alatta egy törpeárkád 13 darab lépcsőzetesen elhelyezett boltíve található, melyeket faragott kőoszlopok tartanak. Mögöttük a tégla- és kőborítás színéhez illő vörös alapon fehér díszfestés látható, amely háromszögek és kacskaringós indák vízszintes sávjainak váltakozásából áll. Fölülről a 3. oszlopok helyén mindkét oldalon egy-egy figura található, a két koronás alak a pápaság és a királyság jelképe. Alatta még egy görög kereszt domborműve látható, amelyben középen Jézus, a kereszt száraiban pedig a négy evangélista jelképe látható. Ezen kereszt alatt helyezkedik el a nagy rózsaablak, tőle jobbra és balra a magyar címer két mezője. A homlokzat közepén aranyozott mozaikháttér előtt, márványbaldachin alatt áll a templom patrónusának, a Magyarok Nagyasszonyának márványszobra, amely Tóth István szobrászművész munkája. A baldachin tetején lévő kereszt hasonló a homlokzat tetején állóhoz, a baldachin timpanonjának közepén pedig egy Mária-monogram látható. A szobrot két oldalról a tizenkét apostol 6-6 mozaikportréja fogja körül. A homlokzat mozaikalkotásait Márton Ferenc tervei alapján Zsellér Imre mozaikművész készítette el, és egyedülállóak a magyar egyházművészetben. A 12 darab, egyenként 160-szor 100 centiméteres, félkörívesen záródó alkotások különleges velencei stílusban készült mozaikképek. A tanítványok félalakosan lettek ábrázolva, közülük a két középen elhelyezett vezető alak összekulcsolt kezekkel fölfelé tekint, míg a többi 5-5 oldalnézetből befelé fordul. Mindegyik apostol alakja egyedi, kezükben egy-egy hozzájuk tartozó attribútumot tartanak, színes és díszes mintájú ruhákat viselnek, fejüket glória övezi, a hátterük pedig egységesen arany mozaik. Az apostolok és attribútumaik sorrendje jobbról balra: Szent Tamás–mérőléc, Szent János–méregkehely, ifjabb Szent Jakab–bot, idősebb Szent Jakab–kard, Szent Simon–fűrész, illetve Szent Pál–kard; a másik oldal közepén Szent Péter–kulcsok, Szent Júdás Tádé–bárd, Szent András–andráskereszt, Szent Máté–könyv és erszény, Szent Fülöp–korbács, végül Szent Bertalan–nyúzókés. A művész piros kezdőbetűkkel kiemelt szignója MÁRTON•F• alakban Szent András képe alatt olvasható. A mozaiksort két oldalról a timpanon sarkaiban az alfa és ómega szintén mozaikból kirakott kisebb méretű szimbólumai zárják le.
Az apostolok alatt egy párkány húzódik, majd a képeknek megfelelően hármasával csoportosítva egy másik román stílusú, a föntihez hasonló törpeárkád boltívei tagolják vízszintesen a homlokzatot. A hármas csoportok közötti pilasztereken négyzet alakú, fogsoros keretezésben a négy őselem latin megnevezése és jelképes ábrázolása található, ezek jobbról balra: föld–elefánt, levegő–sas, tűz–főnix és víz–szirén. A mozaiksorozat két végét az alfa és az ómega, a görög ábécé első és utolsó betűjének faragványa zárja le. A mellékhajók ferde oromfalának felső végeit griff domborművek, míg az alsó felét griff szobrok díszítik.
A főhomlokzat bejárata hármas tagolású, egy középen elhelyezkedő főbejáratból és az azt két oldalról közrefogó két oldalbejáratból áll. A főbejárat homlokzati síkból előreugró, mértani és növényi díszítményekkel borított portikusz közepén Szeged Szabad Királyi Város címere látható. A tető szélén egy-egy pajzsot tartó angyal áll, a jobb oldali pajzsán Krisztus-monogram (☧), a bal oldalin pedig liliom van. A portikusz oszlopait egy-egy oroszlánszobor tartja, a figurák első lábaik között a magyar koronát és a pápai tiarát tartják, ezzel jelképezve a világi és az egyházi hatalmat. Az oroszlánok fölötti oszlopok sem egyformák, a bal oldali, Krisztust ábrázoló oszlopfőn az IHS, a pelikán és az Isten báránya ábrázolásai szerepelnek, melyek a szentélyben szintén megjelennek az ablakok magasságában, a tabernákulumon, a baldachinon és a Jézus Szíve tiszteletére szentelt püspöki kápolna falán is. A jobb oldali, Szűz Máriát ábrázoló oszlopfőn egy újabb Mária-monogram, egy galamb és egy liliom látható, ezek az angyali üdvözlet tematikájához tartozó motívumok.
A főkapu két vörösréz borítású szárnyát 12-12 darab ószövetségi és újszövetségi jelenetet ábrázoló dombormű díszíti. Az eredeti kaput cserélni kellett, mivel 2007. december 27-én éjjel ismeretlen tettes felgyújtotta a kapu elé felállított betlehemet. A tűz súlyosan megrongálta a díszkaput és a baldachin oszlopait, valamint beszennyezte a fehér kőalkotásokat. Az új kapu domborműveit Kovács Jenő készítette el, míg a környező sérült kőfaragványokat Szigeti Márton javította ki. Ünnepélyes átadására és megszentelésére 2009. január 10-én került sor.
A főbejárat előtt jobb oldalon az egyházmegye első püspökének, Szent Gellértnek a fehérmárványból faragott szobra áll, a vele szemben a bal oldalon pedig a magyar katonák védőszentjének, Kapisztrán Szent Jánosnak az alakja található, ezek szintén Tóth István alkotásai. A két szélső bejárattól jobbra és balra elhelyezkedő Szent Istvánt és Szent Lászlót ábrázoló szobrokat Dávid István készítette. A főkaput hármas oszlop koszorúzza, felette annak a genezáreti-tavi jelenetnek az ábrázolása látható, amikor Jézus lecsendesítette a háborgó tengert. A főhomlokzat szélén két kerek ablak található, a bal oldali közepe a Nappal, a jobb oldali pedig az Éjszaka allegorikus faragott arcképét tartalmazza.

A bal oldali oldalbejárat torony felőli részén található a főépítész, Foerk Ernő domborműve, amely Danó Károly alkotása. A nevet és titulust latinul föltüntető (ARCH. PROF. ERNEST FOERK MAGIST EDIFIC HVIVSFVIT) dombormű közepén található az építész portréja, valamint alatta a monogramjából kialakított mesterjegye. Az alkotást már a maga idejében is kritikával fogadta a közvélemény egy része, köztük a Vitéz Laci álnevű szerző.

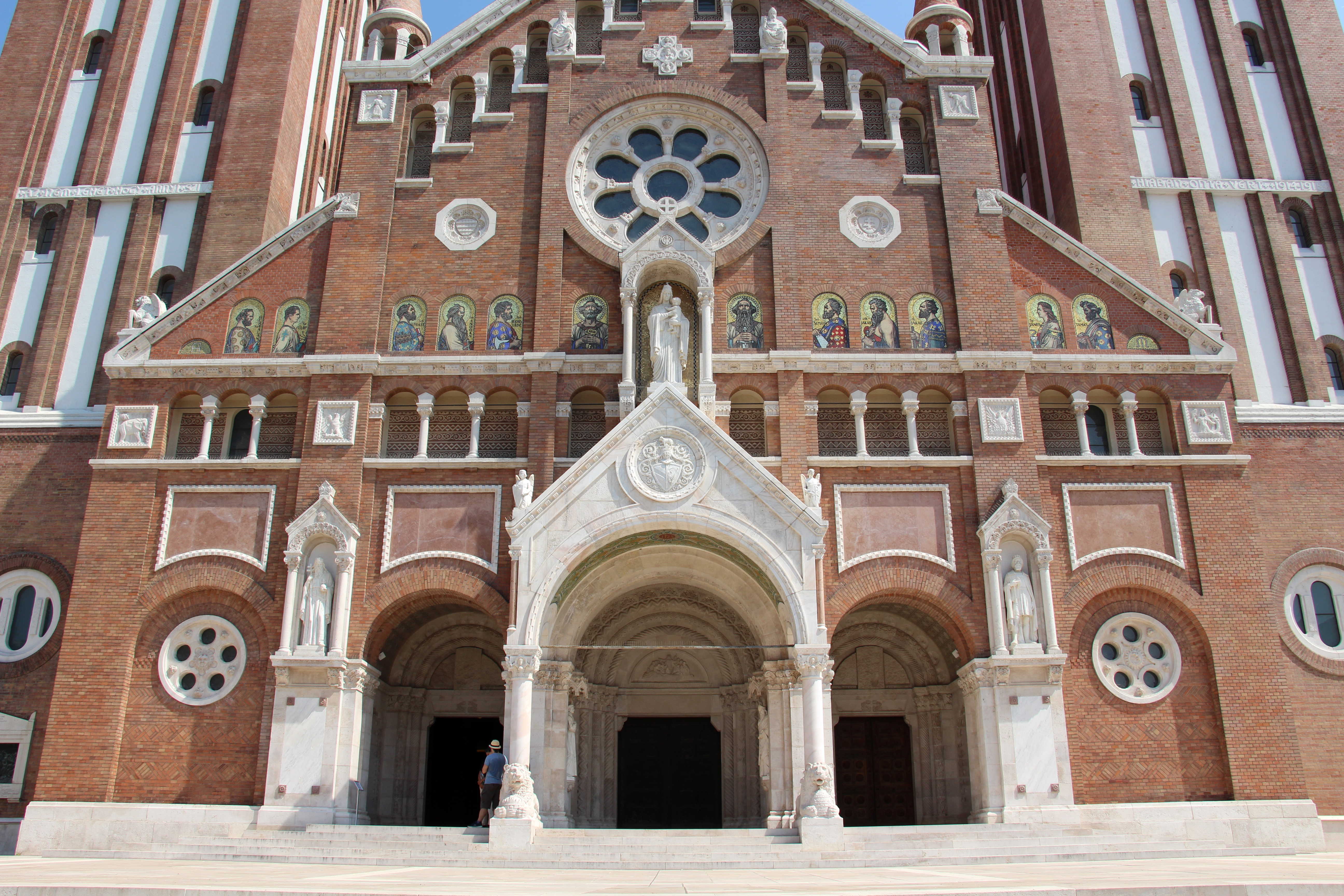
A dóm főhomlokzata.
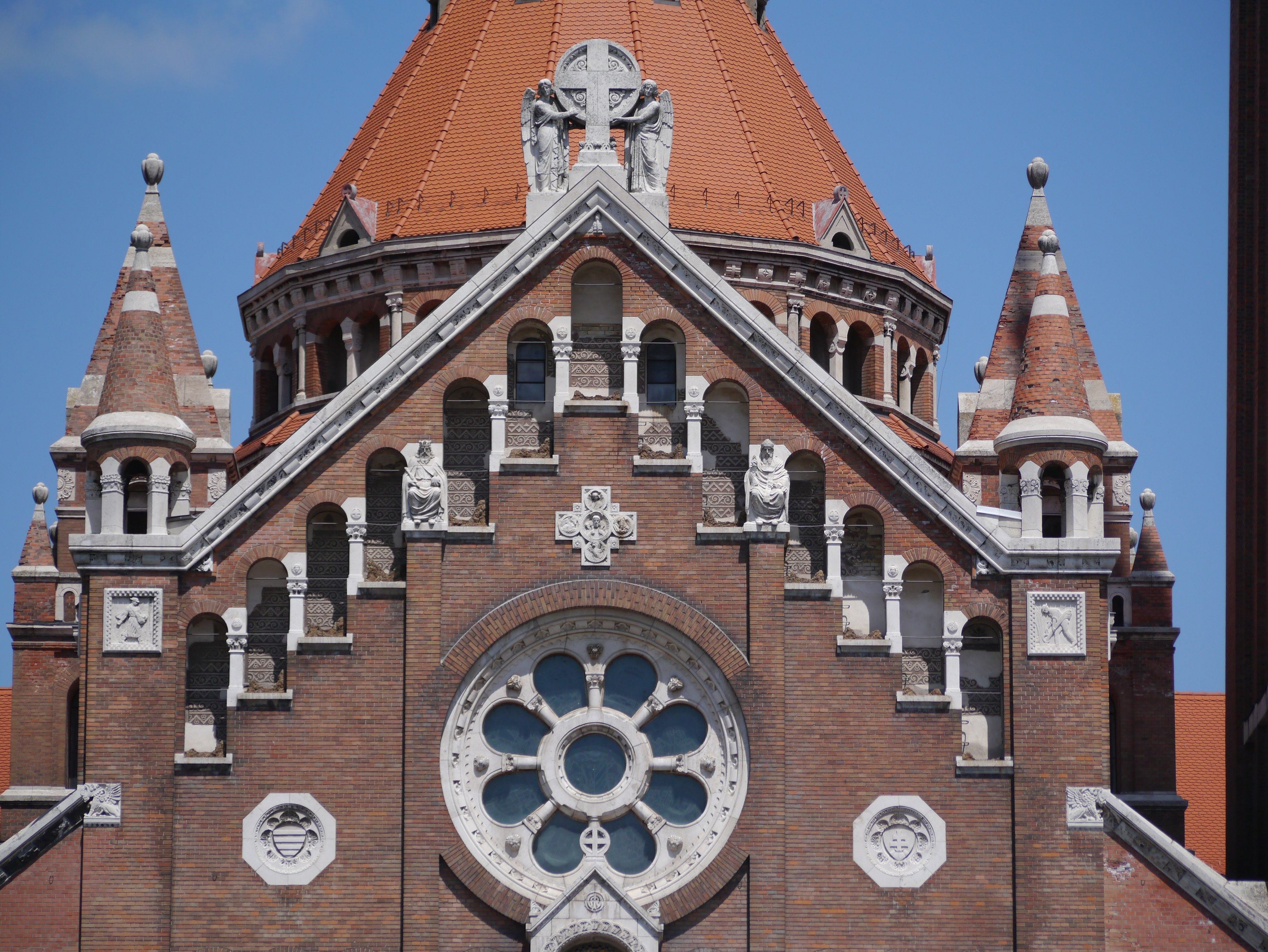
A rózsaablak, a törpegaléria és a keresztet tartó angyalok szobra.
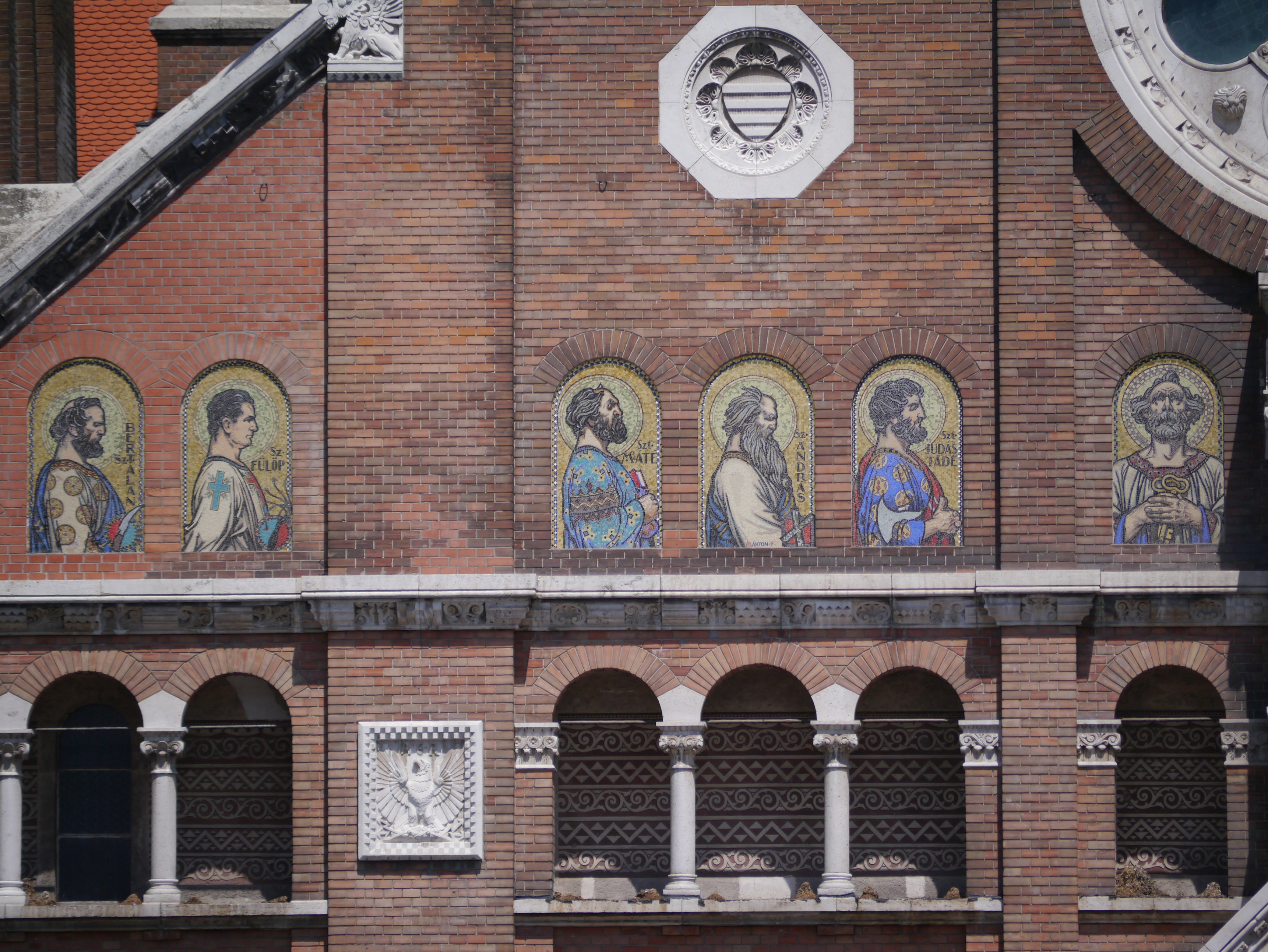
A homlokzat bal oldalának apostol mozaikjai.
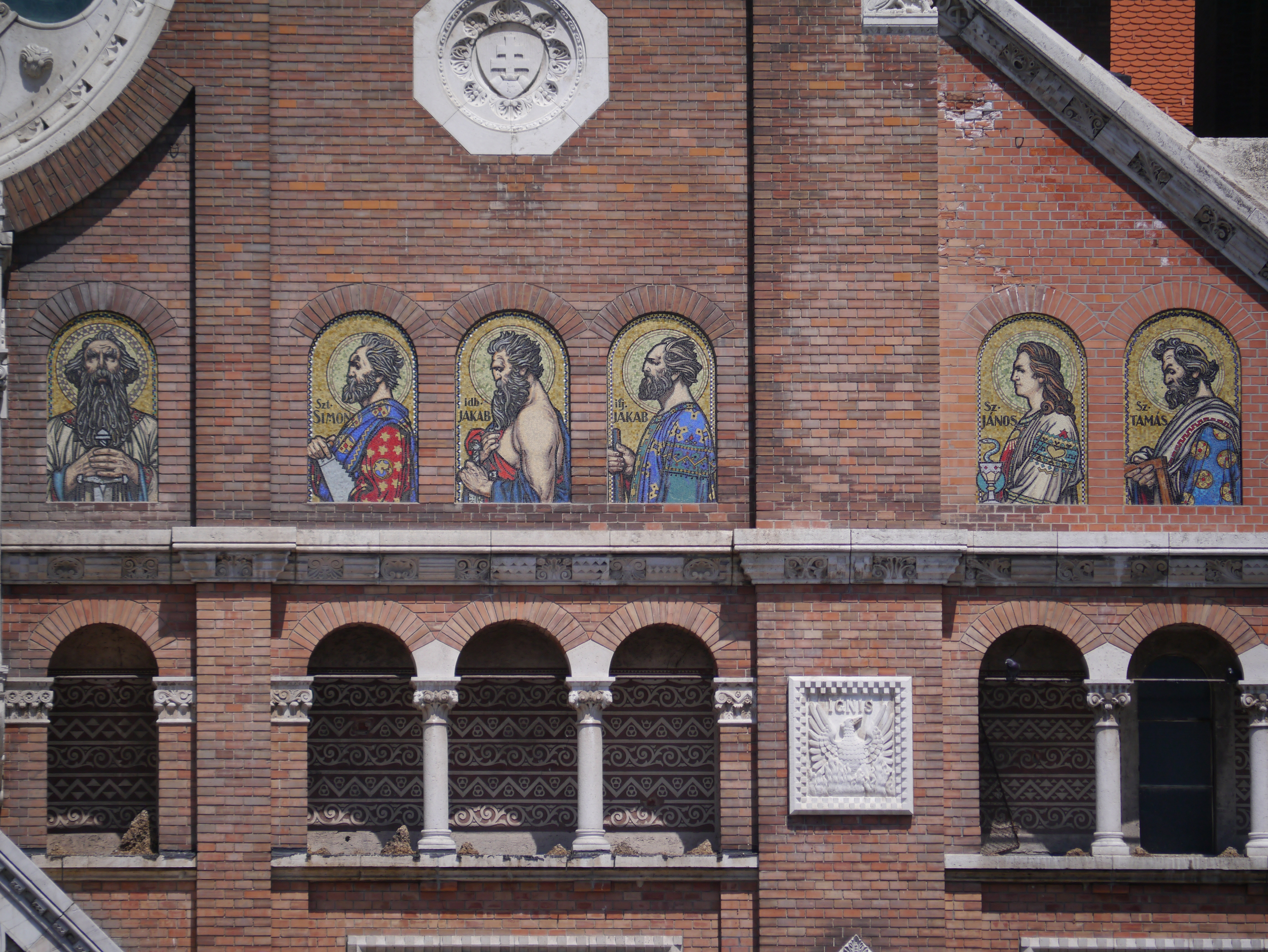
A homlokzat jobb oldalának apostol mozaikjai.
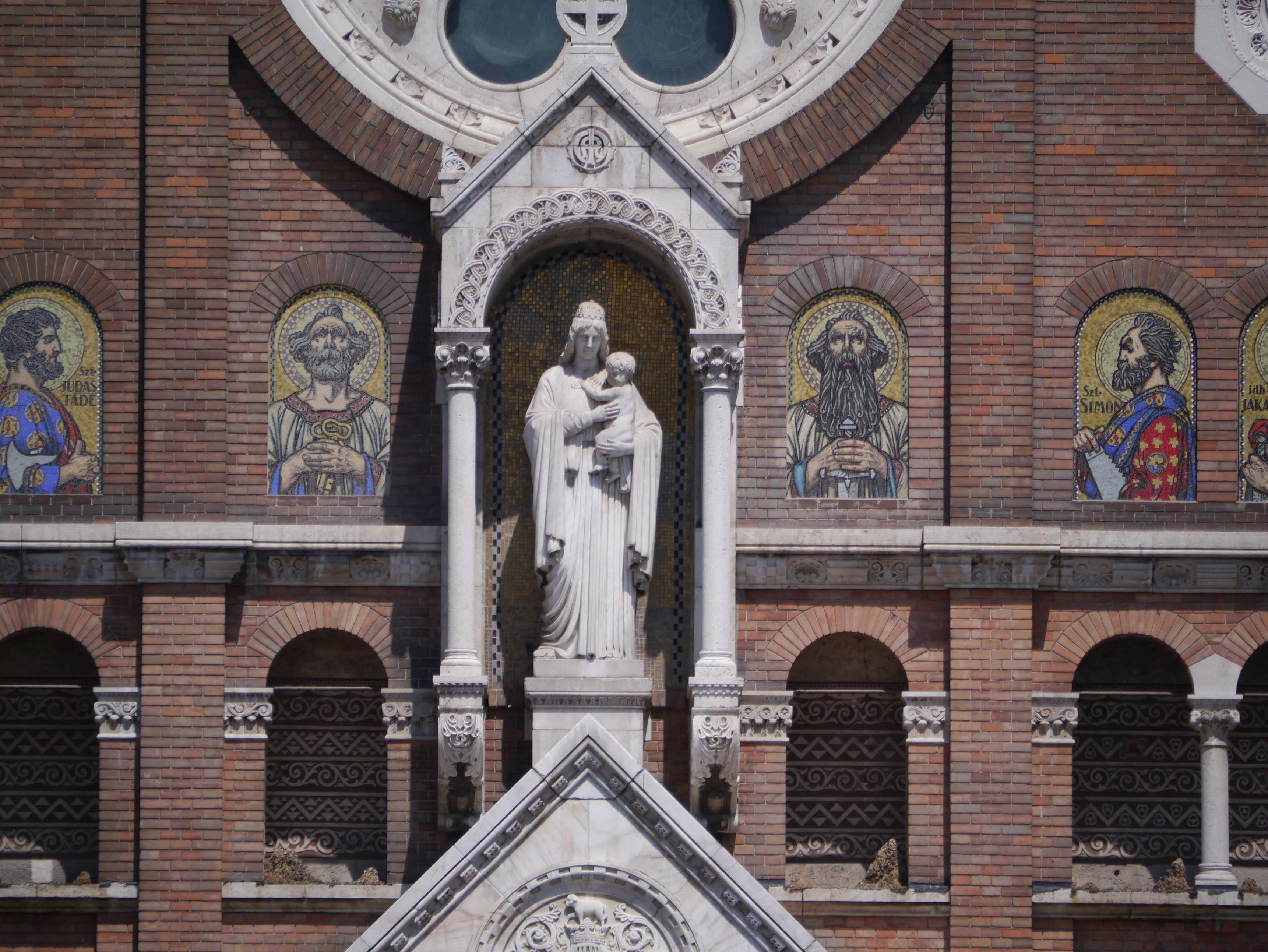
A Magyarok Nagyasszonya-szobor a portikusz tetején.
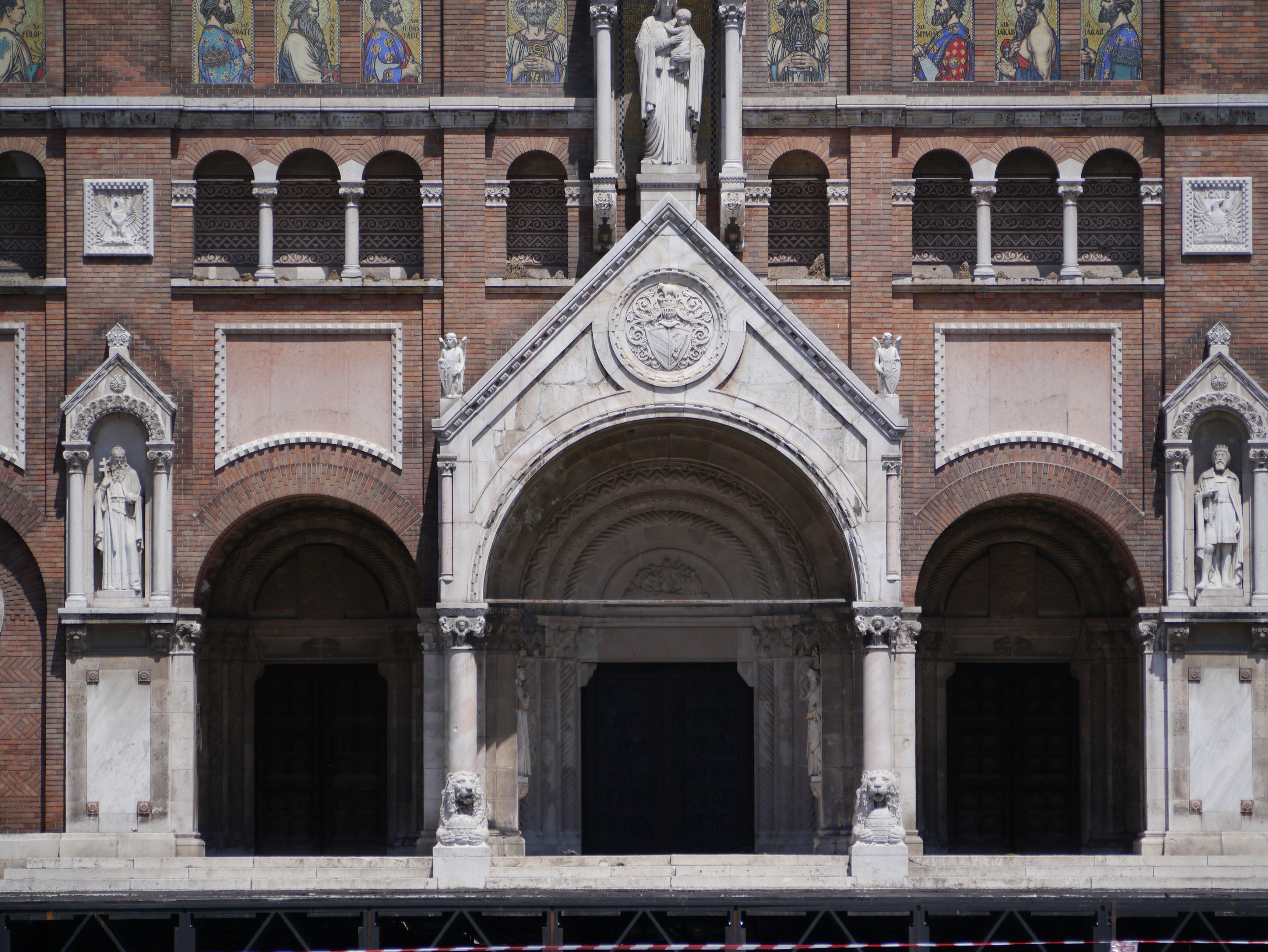
A főbejárat előtti portikusz, balra Szent István, jobbra Szent László szobrával.
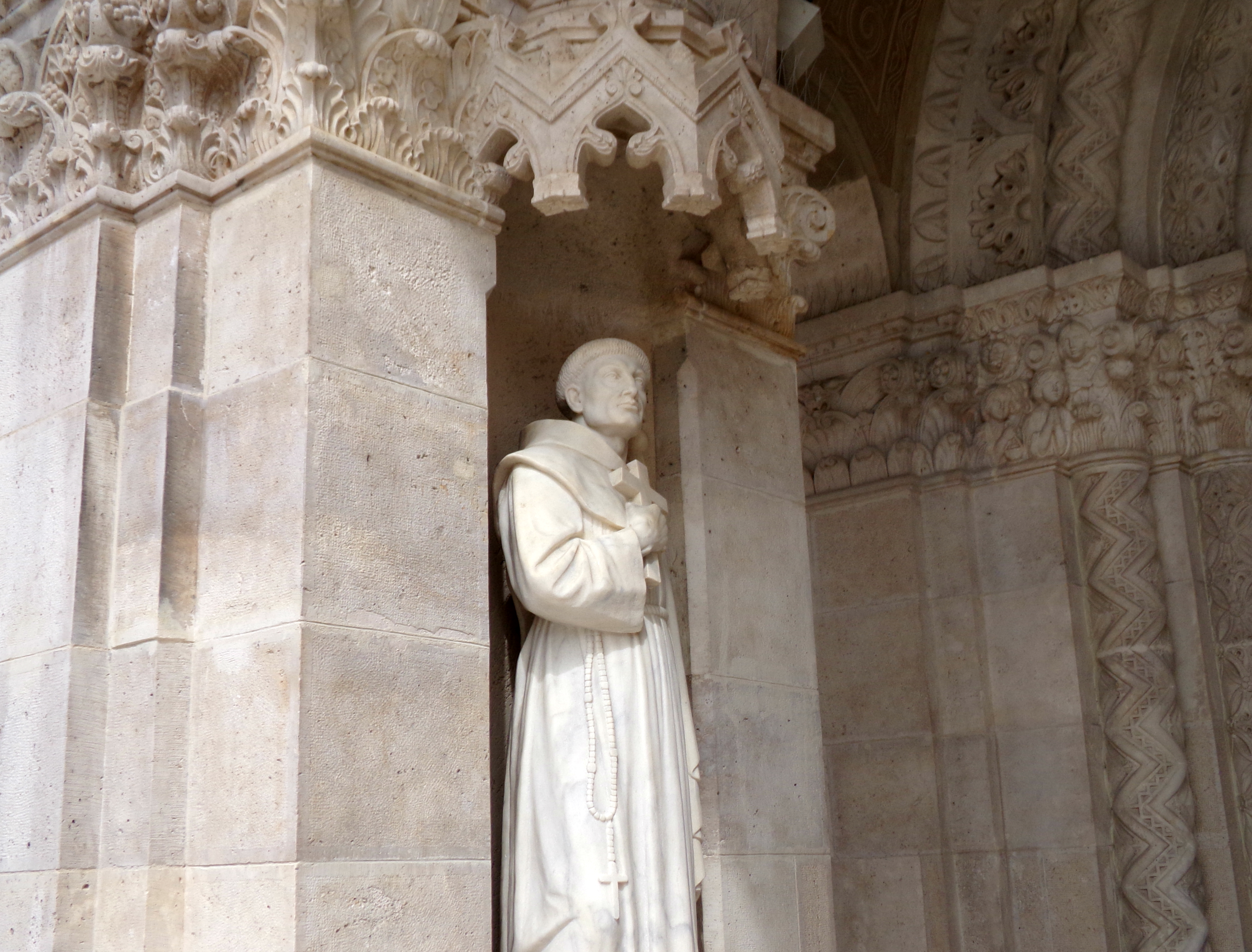
Kapisztrán Szent János szobra a portikusz belsejének bal oldalán.
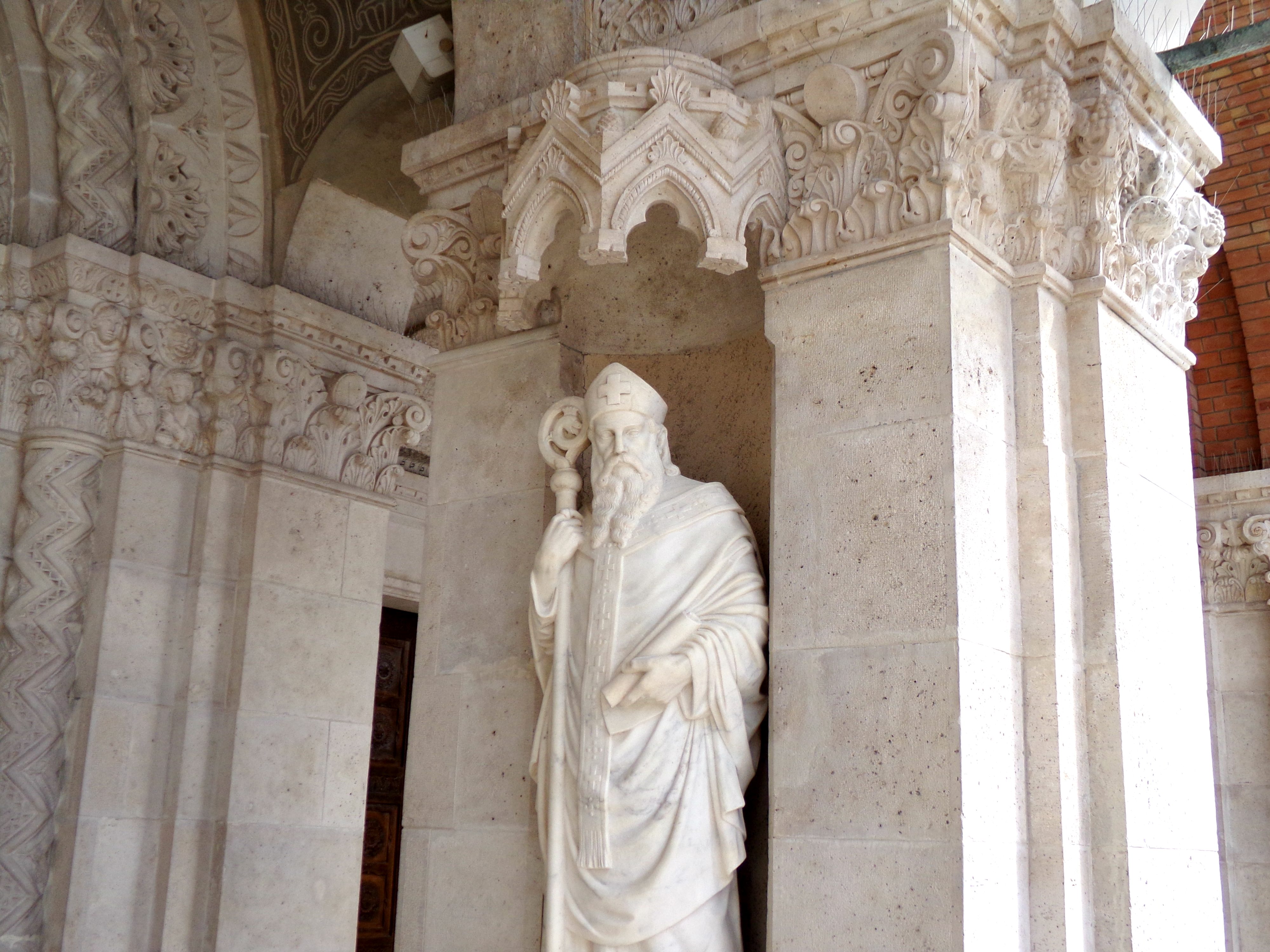
Szent Gellért szobra a portikusz belsejének jobb oldalán.
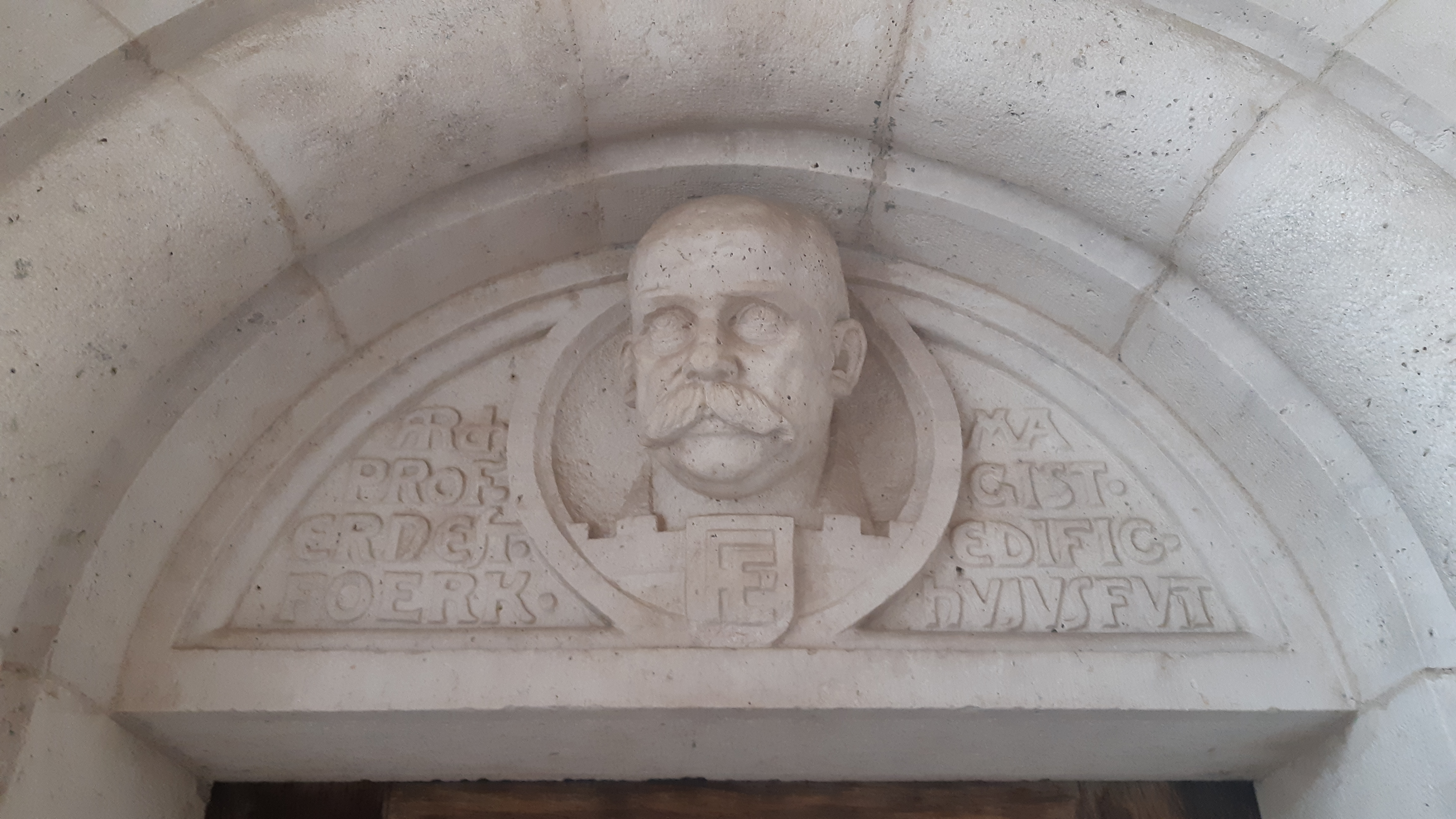
Foerk Ernő portréja a bal torony bejárata fölött.

### Szent Antal-kút

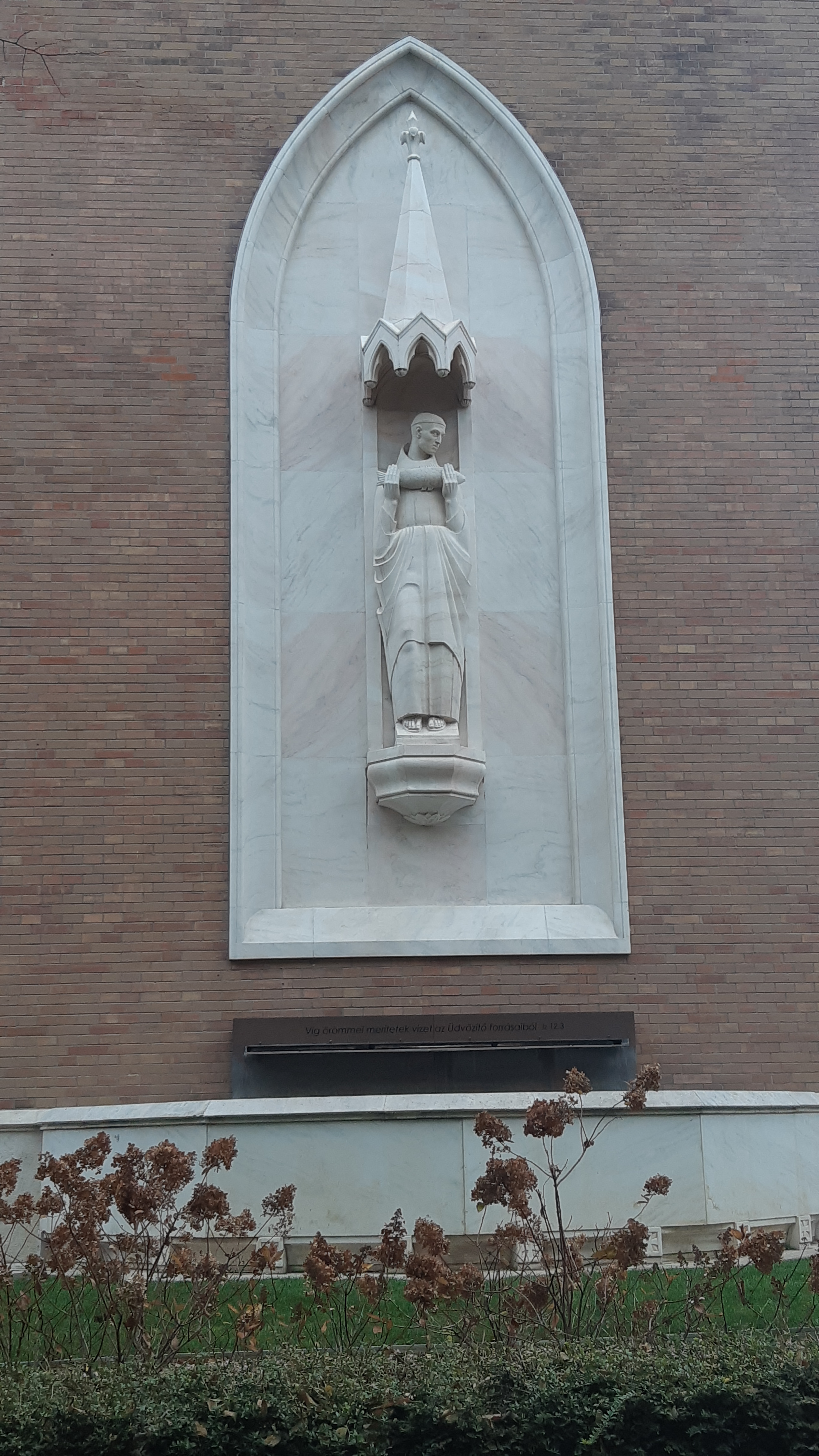
A Szent Antal-kút

A Szent Antal-kút a Fogadalmi templom egyik legnívósabb művészeti alkotása, melyről az épületet kritikával kezelők is egyöntetűen elismeréssel nyilatkoztak. A szobrászati munka Erdey Dezső alkotása, az építészeti részt Sebestyén Endre tervezte.
A szobor nem volt része az elkészült templomnak, csak 14 évvel később került a mai helyére. A díszkút özv. Tóth Ferencné Deák Julianna végrendelete alapján született meg. A város egyik leggazdagabb és rendkívül vallásos özvegyasszonya hosszas szenvedés után 1933. június 19-én elhunyt, ismertségét jól mutatja, hogy külön villamosokat kellett indítani a temetésére. Az asszony végrendeletében jelentős, 50 000 pengős összeget hagyott egy Páduai Szent Antal tiszteletére felállítandó kút elkészítésére és a Dóm téren való elhelyezésére. Az egyik legnagyobb problémának a leendő kút helyének kijelölése tűnt. Az Országos Művészeti Tanács küldöttei is elutaztak Szegedre és helyszíni szemlét tartottak annak érdekében, hogy egy olyan helyet találjanak, ahol érvényesülhet az új műalkotás látványa, ezzel valóra váltva az adományozó végakaratát, ám a Dóm tér különleges építészeti egységét és harmóniáját se bontsák meg vele. Végül a bal oldali torony aljának Eötvös utca tengelyébe eső közepét jelölték ki a végleges helyszínnek, melyet később Bálint Sándor is kitűnő választásnak tartott. A közben eltelt évek során azonban jelentősen megnőttek az alapanyag- és munkaköltségek, és infláció sújtotta a pénzt, így az eredeti 50 000 pengős összeg már nem bizonyult volna elégnek, ám vitéz dr. Halász Aladár miniszteri osztályfőnök, a Kultuszminisztérium művészeti osztályának vezetője és Szeged városa kipótolta a hiányzó összeget. A kész díszkutat végül az adományozó halála után több mint 10 évvel később, 1944 februárjában állították föl.
A szobor alapvetően gótikus stílusjegyekkel rendelkezik, mint amilyen a csúcsíves ablakokat idéző háttér és a szoborfülke, ám erősen érezhető az olasz novecento hatása is. Anyaga fehér ruskicai márvány, teljes magassága 7 méter. A háttér nem egységes, mivel a fehér mellett rózsaszínes árnyalatú kőlapok váltakoznak, ezzel erősítve a gótikus üvegablakokhoz való hasonlóságot, és megtörve a monotonitást. Szent Antal figurája gótikus kiképzésű toronysisakos fülképe került. A szerzetesi öltözetet és tonzúrát viselő szent két kezével egy halat tart, ez arra a legendára utal, amikor a halászok elutasítása miatt Szent Antal a halaknak kezdett el prédikálni, amelyek tömegesen gyűltek össze a tanítás hallgatására. A Szent Antal-szobor 1943-ban elkészített eredeti agyagmodellje fennmaradt, majd a művész hagyatékának részeként több kiállításon is bemutatták. A különböző évtizedekben született források mind megjegyzik, hogy bár elkészült, de a tervezett kút sosem működött. Ezt végül a 2010-es évek nagy felújítása során orvosolták, amikor is a szobor lábához egy szökőkutat helyeztek el rajta egy bibliai idézettel: „Víg örömmel merítetek vizet az Üdvözítő forrásaiból. Iz. 12.3.”

### Tornyok
A dóm legikonikusabb része minden bizonnyal a magasba törő karcsú toronypár, amelyek uralják Szeged látképét. 81 méteres magasságukkal Magyarország 3. legmagasabb templomtornyai, és nem sokkal maradnak el a kőbányai Szent László-templomtól és a bátaszéki Nagyboldogasszony-templomtól sem. A székesegyházak közül is csak az esztergomi bazilika és a budapesti Szent István-bazilika kupolái magasabbak nála.
Az építész tornyokhoz való viszonyát jól szemlélteti a Pálóczy Antal építésznek 1907 novemberében írt levele. Ez egy Anonymusra való utalással kezdődik, akinek köszönhetően tudható, hogy Árpád fejedelem (vélhetően) 907-ben halt meg, és Attila király városában temették el, melyet ő Óbudával azonosított. A levélből kiderül, hogy a Magyar Mérnök és Építész Egylet ülésén felmerült egy nagyszabású emlékmű létrehozása Árpád halálának 1000. évfordulója alkalmából. Foerk kifejtette, hogy a honalapító emlékére építendő legméltóbb alkotás egy Budapesten, a Deák Ferenc téren felépítendő 100-150 méteres torony lenne, hasonló a velencei campaniléhez, amely kifejezhetné a magyar nemzet önállóságát és nagyságát. A levélből megtudható, hogy Foerk a közelmúltban kétszer is járt Velencében a Szent Márk téren. Első útján még láthatta az eredeti tornyot, amely nagy hatást tett rá, annak 1902. július 14-i összeomlását pedig pótolhatatlan veszteségnek tartotta. A tornyok jelentőségéről így írt levelében: „Nem is tudnék egyhamar építményt, amely annyi közvetlenséggel hatna az emberre, olyan erősen vésődik az emlékezetébe és olyan felejthetetlen marad előtte, mint a torony. Nincs motívum a művészetben, mely […] vetekedhetne vele, de nincs is műforma, mely […] kifejezésre hozná az ember magasra törő gondolkodását, és azt a vele született idealizmusát, amely a mindennapi élet ezer nyűgöző kicsinyességéből mindig csak az égiek felé vonzza.”
Foerk Ernő művészetére jellemző volt a monumentális tornyok alkalmazása, munkássága során több ilyet is tervezett. Ezekre kiváló példa a breznóbányai evangélikus templom (1903) vagy a nagykőrösi református templom (1906) tornya, ez utóbbi 75 méteres magasságával máig Pest vármegye legmagasabb épületének számít. Az építkezés során alapvetően a Schulek-féle tervek épültek meg, amiket ő nagyon száraznak tartott, ugyanakkor Foerk tervei alapján megvalósult templomhoz képest itt látható az egyik legszembetűnőbb eltérés. A campanile tornyok szándékosan Velencére emlékeztetnek, tekintettel arra, hogy az egyházmegye első püspöke, Szent Gellért ott született, és onnan érkezett Magyarországra. Jellemző a koncepcióra, hogy maga Klebelsberg is Campanile néven emlegette a tornyokat. A tornyok később a Schulek által eredetileg tervezett 76 méterről később 80-ra, más források szerint 84,40, illetve 93 és 100 méterre lettek volna megnövelve, ezzel Magyarország legmagasabb tornyai lettek volna. A tervező és a tanács közötti vitákra és a többszöri változtatásokra jellemző, hogy az 1925-ben 50 méteres magasságot elérő még félkész tornyokról még úgy írt a Délmagyarország, hogy azok lesznek a legmagasabbak az országban, ám a végleges, 81 méteres magasság a 3. helyre lett elég.
A Fogadalmi templom építését kísérő rosszindulatú pletykák és áskálódások elsődleges célpontjává a tornyok váltak. Már az év közben is szárnyra keltek a rémhírek, hogy ferdék lesznek a dóm tornyai, és le fognak dőlni. Ezt már augusztusban egy humoros újságcikkben megcáfolták, ahol elmagyarázták a ferde rácsozatú állványzat okozta optikai csalódást. A cikk szomorúan jegyzi meg, hogy kis híján Szeged lepipálhatta volna Pisát, hiszen az ő ferde tornyukkal szemben nekik mindjárt kettő is lehetett volna. Ennek ellenére a főépítésszel még 1914-ben az alapozáson összevesző Tóbiás József a Délmagyarország 1925-ös karácsonyi számában tényként állította, hogy a tornyok folyamatosan dőlnek, ami a hibás alapozás miatt történt. Állítása szerint ő maga már 1923-ban is ellenezte a vasbeton cölöpös alapozást, és amiatt is hagyta ott az építési bizottságot. Tóbiás szerint az eset súlyossága miatt független bizottságot kellene felállítani, és Czakó Adolf budapesti műegyetemi tanárral és anyagmérnökkel vizsgálatokat kellene végeztetni. Foerk az újság első 1926-os lapszámában cáfolta ezeket az állításokat, és külön felhívta a figyelmet, hogy a tornyok alapozása és építése között telt volna el a tervek szerint a legtöbb idő, hogy azok biztosan leülepedhessenek, és az esetleges mozgásuk ne okozzon kárt a majdani főhomlokzatban. Ez a világháborús kényszerszünet miatt a tervezettnél tovább tartott, tehát a tornyok alapozása még stabilabb is lett a tervezettnél. A látszólagos dőlést két ok miatt is optikai csalódásként értékelte: a tornyokat ekkor még állványzat borította, valamint eleve felfelé szűkülő keresztmetszetűek lesznek, így a toronyköz a magassággal fölfelé nő, azt a látszatot keltve, hogy a két torony kifelé dől. A város végül úgy döntött, hogy tisztázza az esetet, így 1927 márciusában Vass Károly műszaki tanácsos 400 pengős megbízást kapott a tornyok felmérésére. Áprilisba közölt eredményeivel megnyugtatta a helyieket, hogy az épület teljesen megfelel minden szabványnak. A tényleges elhajlás igen jelentéktelen és a tervezettnek megfelelő a főhajótól kifelé tartó irányokban, a nyugati torony csúcsánál 30 centiméter, míg a keletinél 27,6 centiméter, ami a 80 méter körüli magasságnál nem is érzékelhető rendesen. Maga Vass is csupán az optikai csalódásnak tulajdonította a mendemonda eredetét.
A dómnak egyedül a nyugati tornya látogatható. A belsejében 3 kiállító szintet alakítottak ki a 2015-ös felújítás során, ezek egyike a Toronygaléria nevet viseli. A harangház fölötti kilátószintre 302 lépcső megmászásával lehet feljutni, és a 46 méteres magasságból nyílik a legszebb kilátás Szegedre. A tornyok közé hagyományosan az adventi és karácsonyi időszakban egy nagy méretű világító betlehemi csillagot szoktak kifeszíteni. Mivel a csillag egyszer eltört, több év kihagyás után csak 2021 adventjén emelték újra a megszokott helyére. A 15 méternél is hosszabb vázszerkezetet felújították, a korábbinál fényesebb arany színű reflexiós girlandot és 2000 darab speciális kültéri, nagy teljesítményű ledet szereltek fel rá.

### Kupola
A neoromán stílusú kupola végső formáját több tényező is befolyásolta. Már a győztes tervpályázaton is egy látványos neoromán tornyot álmodtak meg a tervezők, ez Schulek tervein már egy 8 oldalú kupolává alakult, amit Foerk később 16 oldalúvá tervezett át. Ennek több elképzelhető okát is feltárták már: a kupola így jobban hasonlít a német császárdómokra, mint amilyen például az aacheni, wormsi , speyeri vagy mainzi dóm. Schulek emellett Steindl Imre tanítványa volt, és dolgoztak is együtt, így ez az Országházzal való párhuzamként is felfogható, amelynek szintén 16 oldalú, historizáló stílusú kupolája van. A templom feltételezett jelentős egyházi és világi szerepére is utalna ez a megoldás, mivel a két távoli, szemből a kupolát közrefogó torony megoldása szintén megtalálható az Országház Duna felőli homlokzatán.
Maga a kupola két körgalériából áll, ezeket biforális boltívek alkotják, amelyek között az alsó szinten ikeroszlopok, a fölsőn pedig egyetlen szögletes oszlop található. Mindkét galéria felett díszes kőpárkány húzódik. A kupola a román templomokra jellemzően nincs áttörve. és laternája sincsen, a természetes megvilágítást egyedül az alsó folyosóról nyíló ablakok biztosítják a belső kupola számára. A tető a 16 oldal miatt közel kúp alakú, a viszonylag meredek tető egyenlő szárú háromszögekből áll össze, amelyet a tetején egy nagy méretű fémgömb és kereszt koronáz meg. Egy kisebb, kevésbé meredek tetőzet található a két galéria között is. A kupola látványa távolról érvényesül igazán, viszont közelről szemlélve a körülötte lévő kisebb tornyok vagy homlokzati elemek kitakarják, az épület kritikusai is többször szóvá tették a szerintük túlzó, és a magasság miatt nem érvényesülő díszítéseket.

A tornyok garanciális javításával párhuzamosan 2023 szeptemberében megnyitották a nyilvánosság számára a kupolakilátót. A vezetett túra során a nyugati torony lépcsőházából lehet bejutni a mellékhajó padlásterébe. Innen az egyik kupolatornyon át megközelíthető a főhajó padlástere, és a vasbeton födémszerkezet is megtekinthető. Az innen megközelíthető alsó kupolagalériáról 34 méteres magasságban közel körpanoráma nyílik Szeged városára.

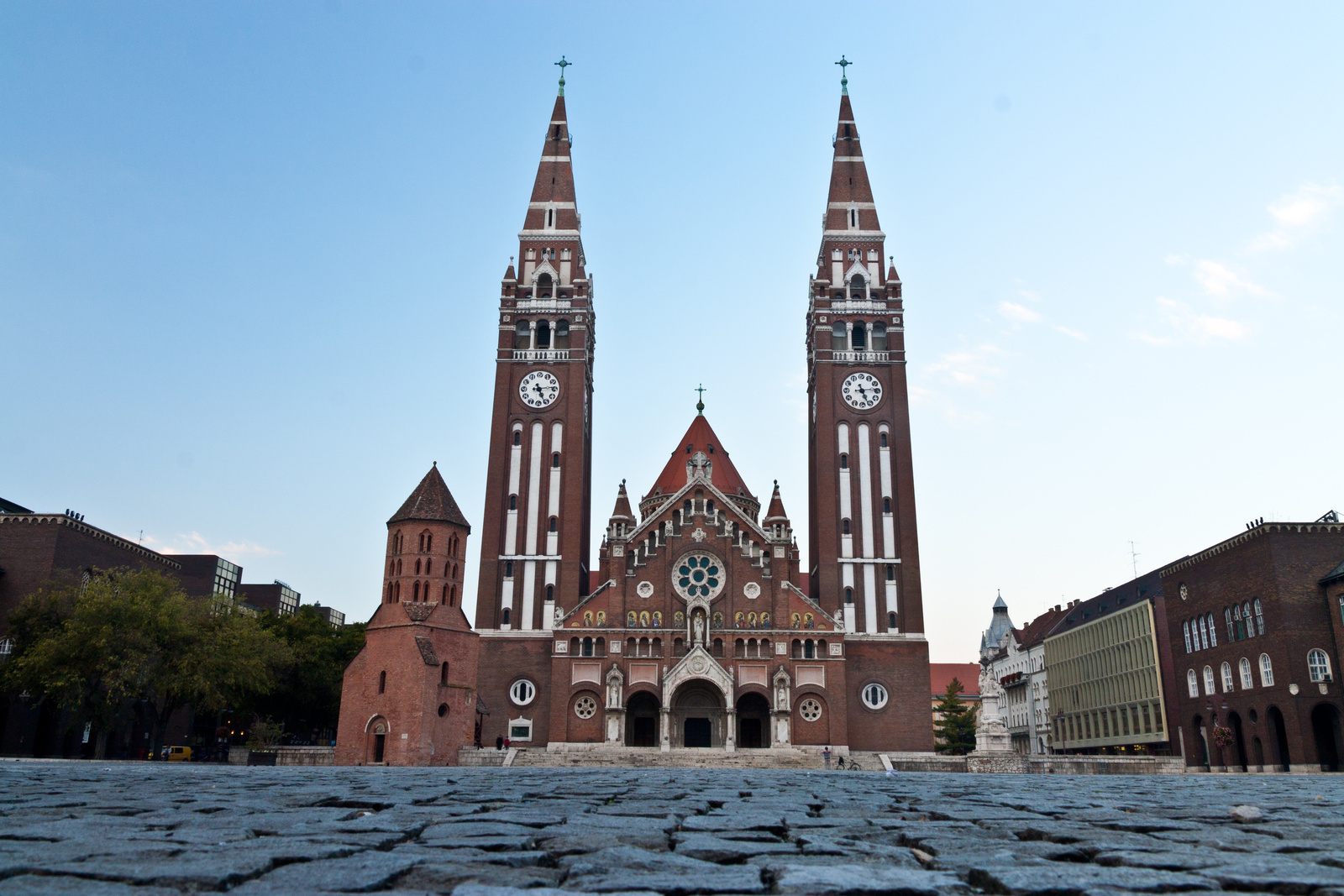
A keskeny és magas, ám csupán látszólag ferde tornyok.
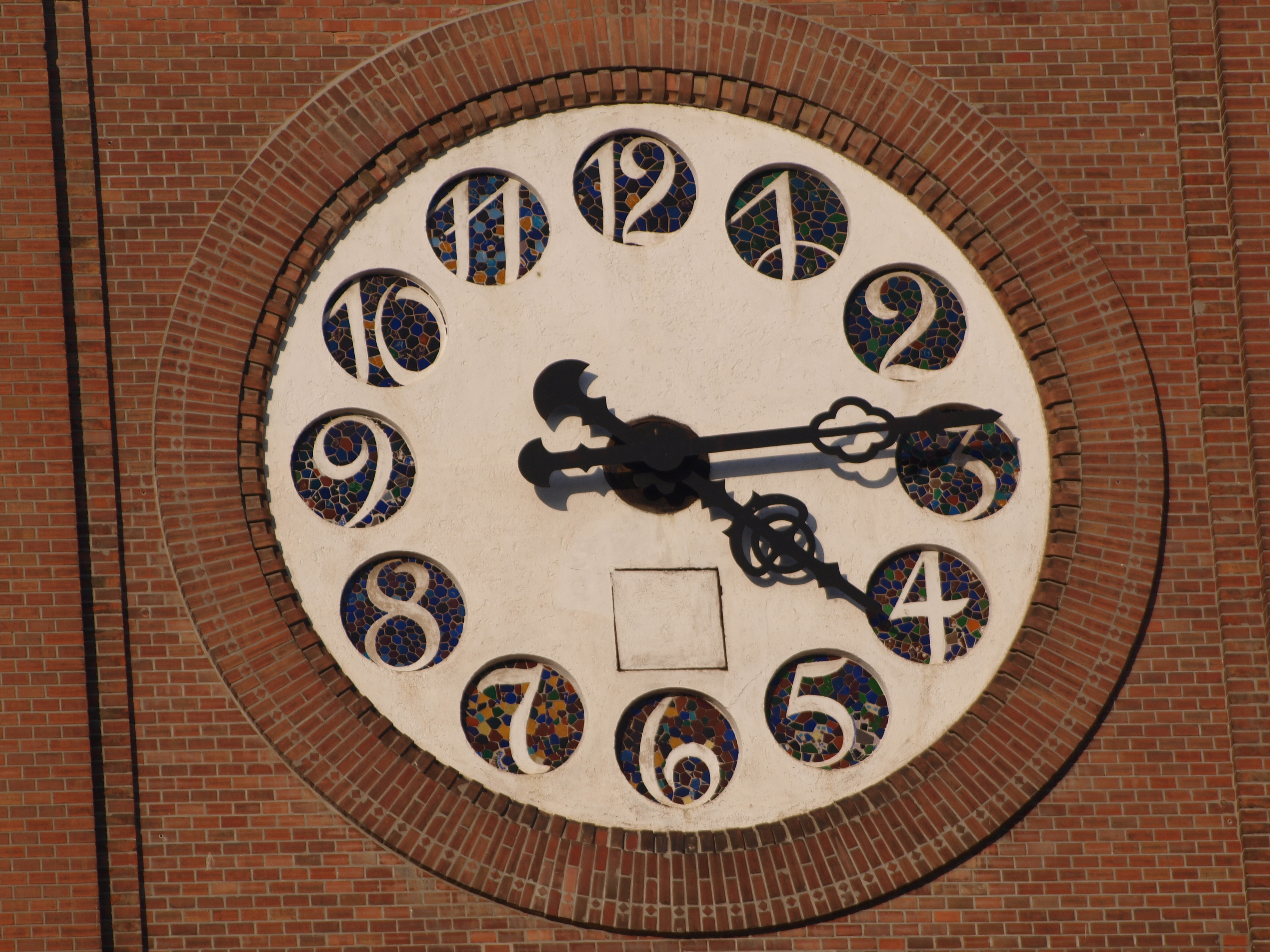
Az ország legnagyobb toronyórája.
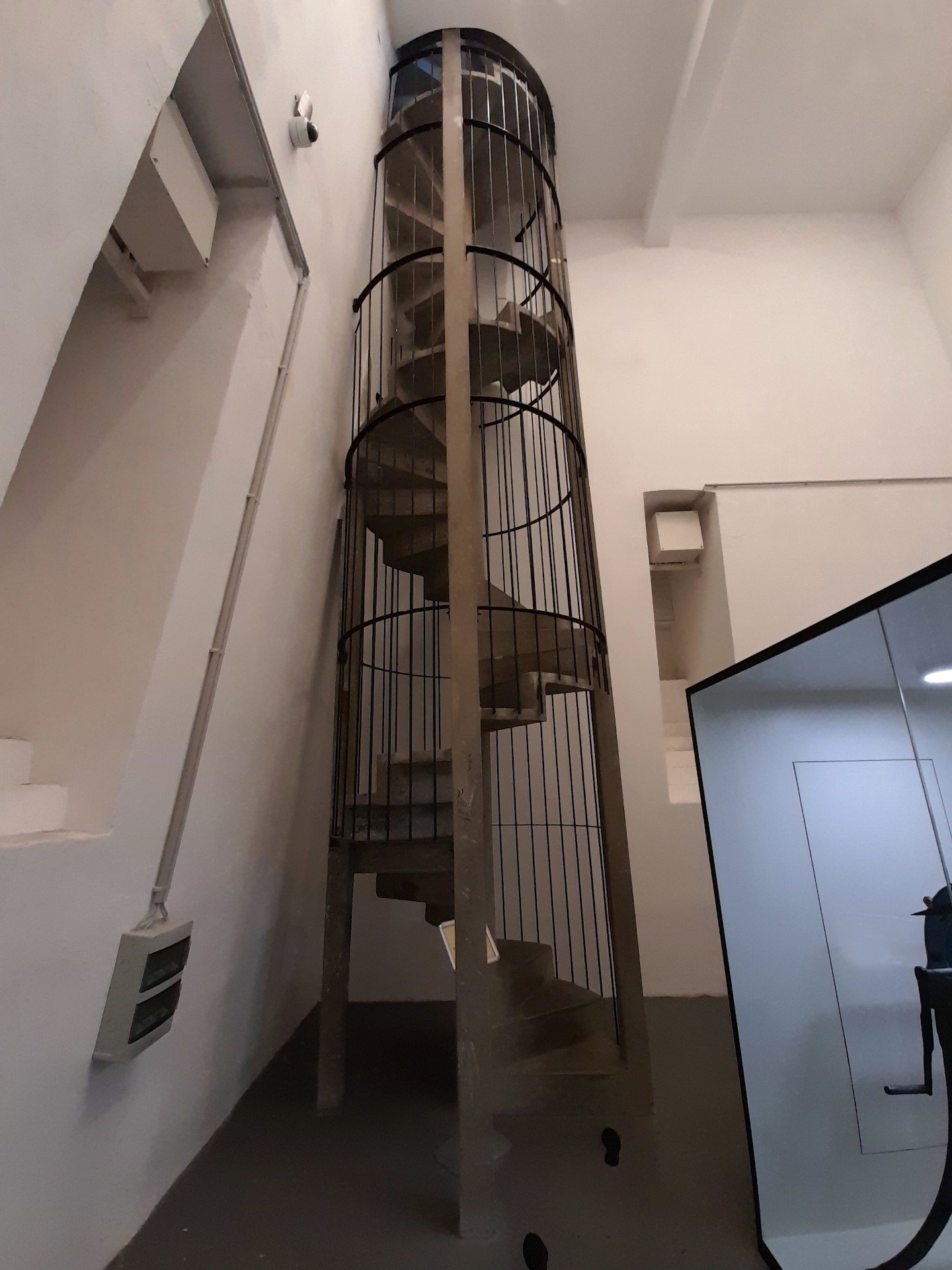
A nyugati harangszobába vezető csigalépcső
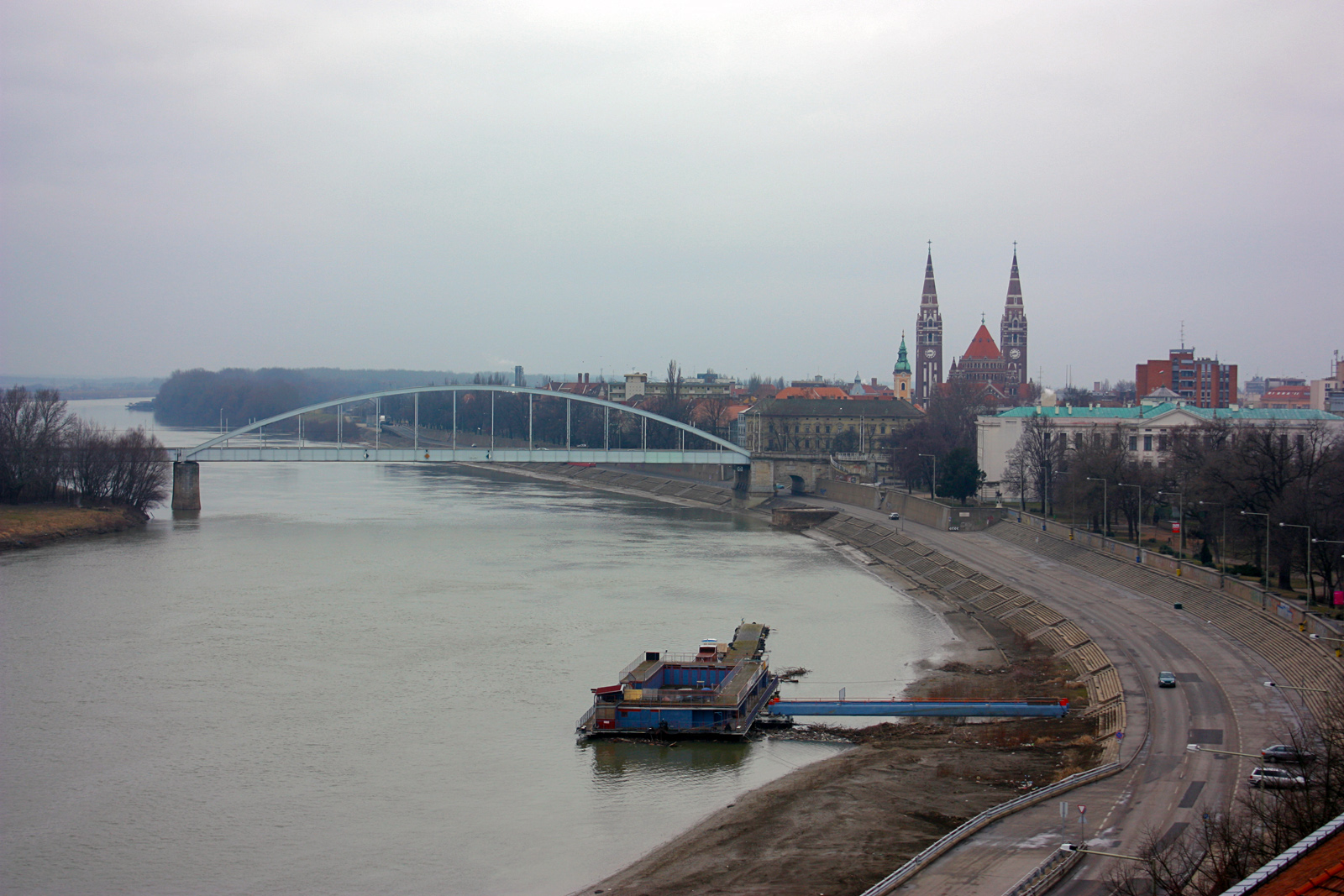
A dóm látképe a Glattfelder Gyula tér felől.
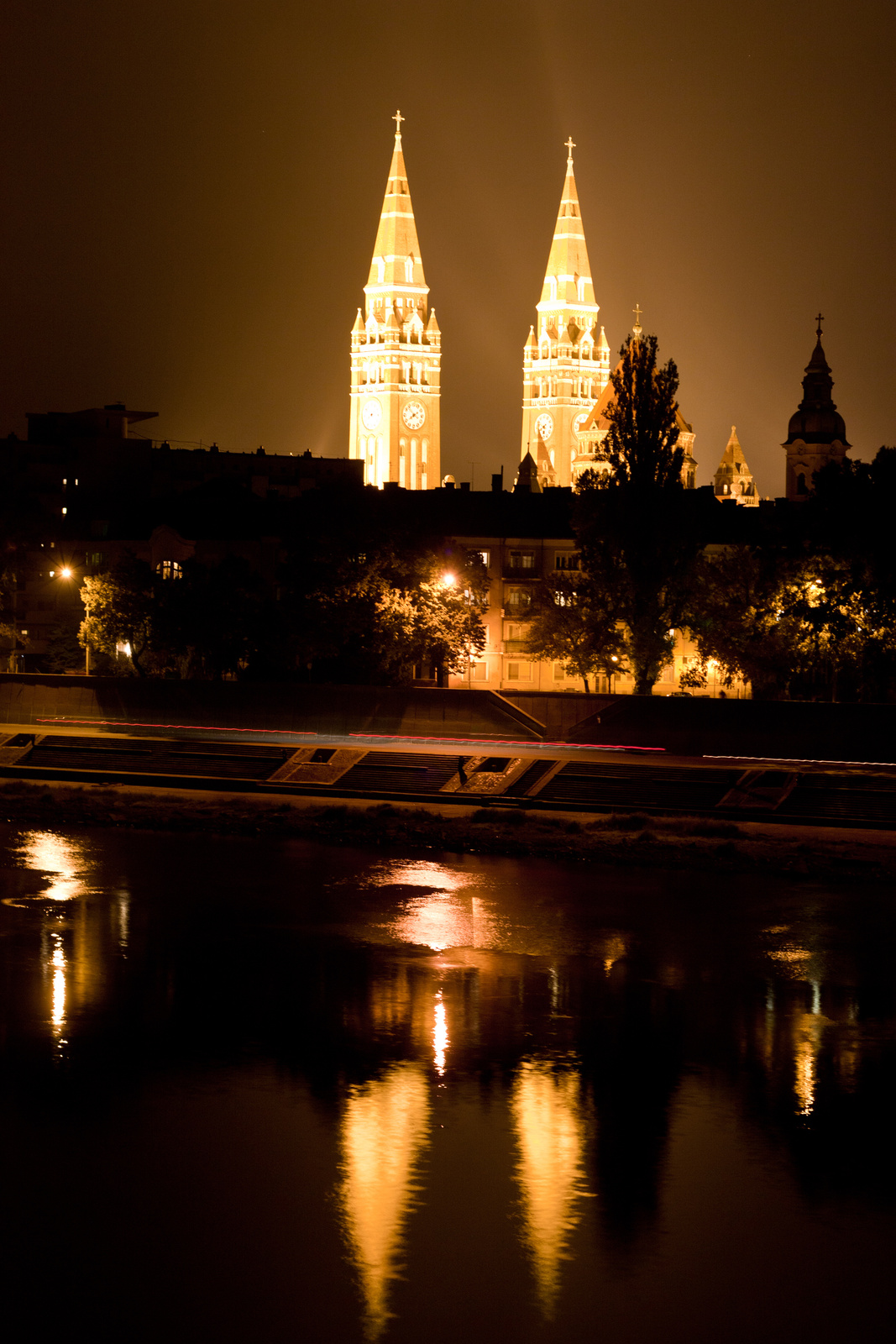
Éjszakai kivilágításban Újszeged felől nézve.
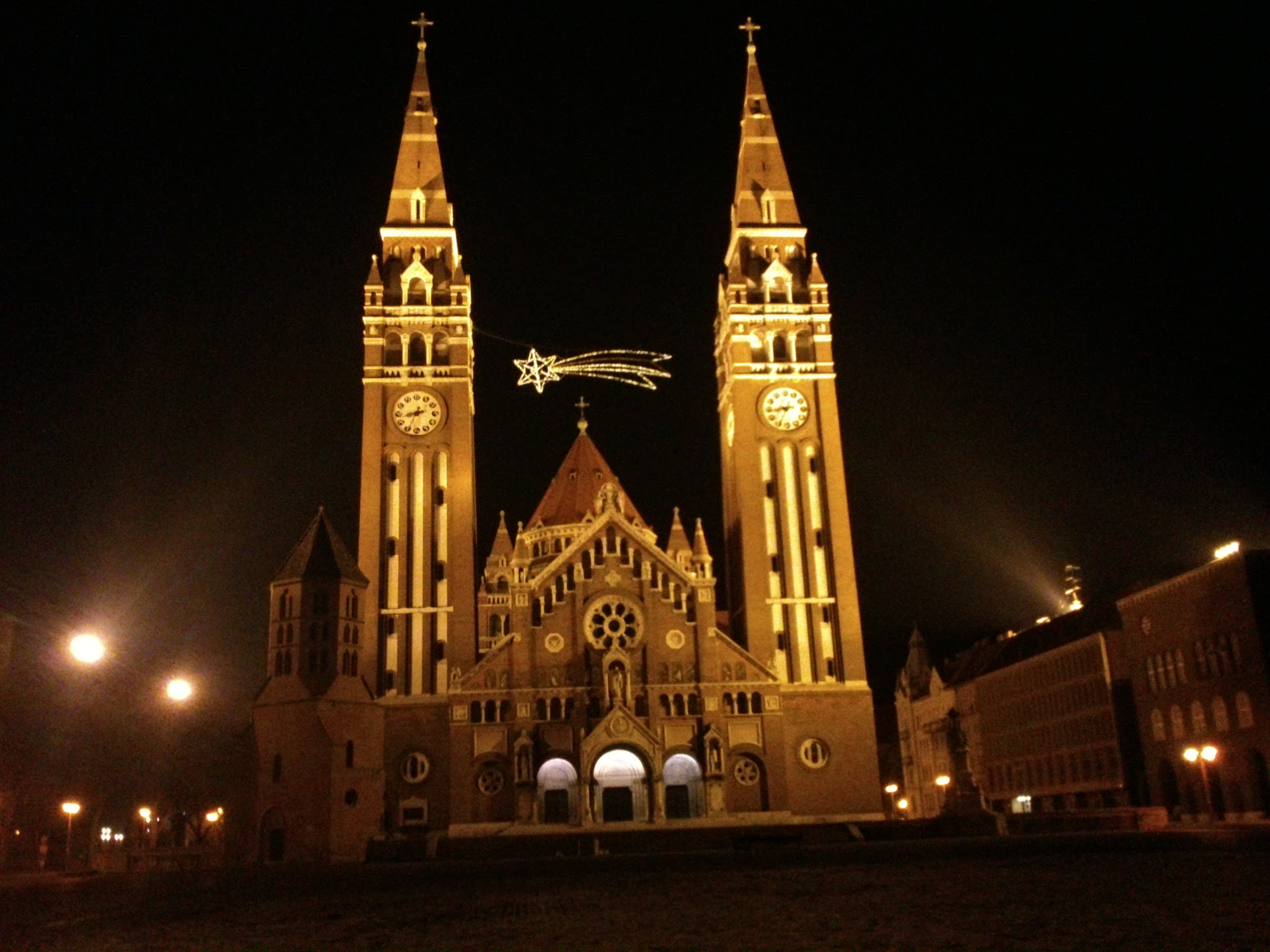
A betlehemi csillaggal díszített székesegyház.
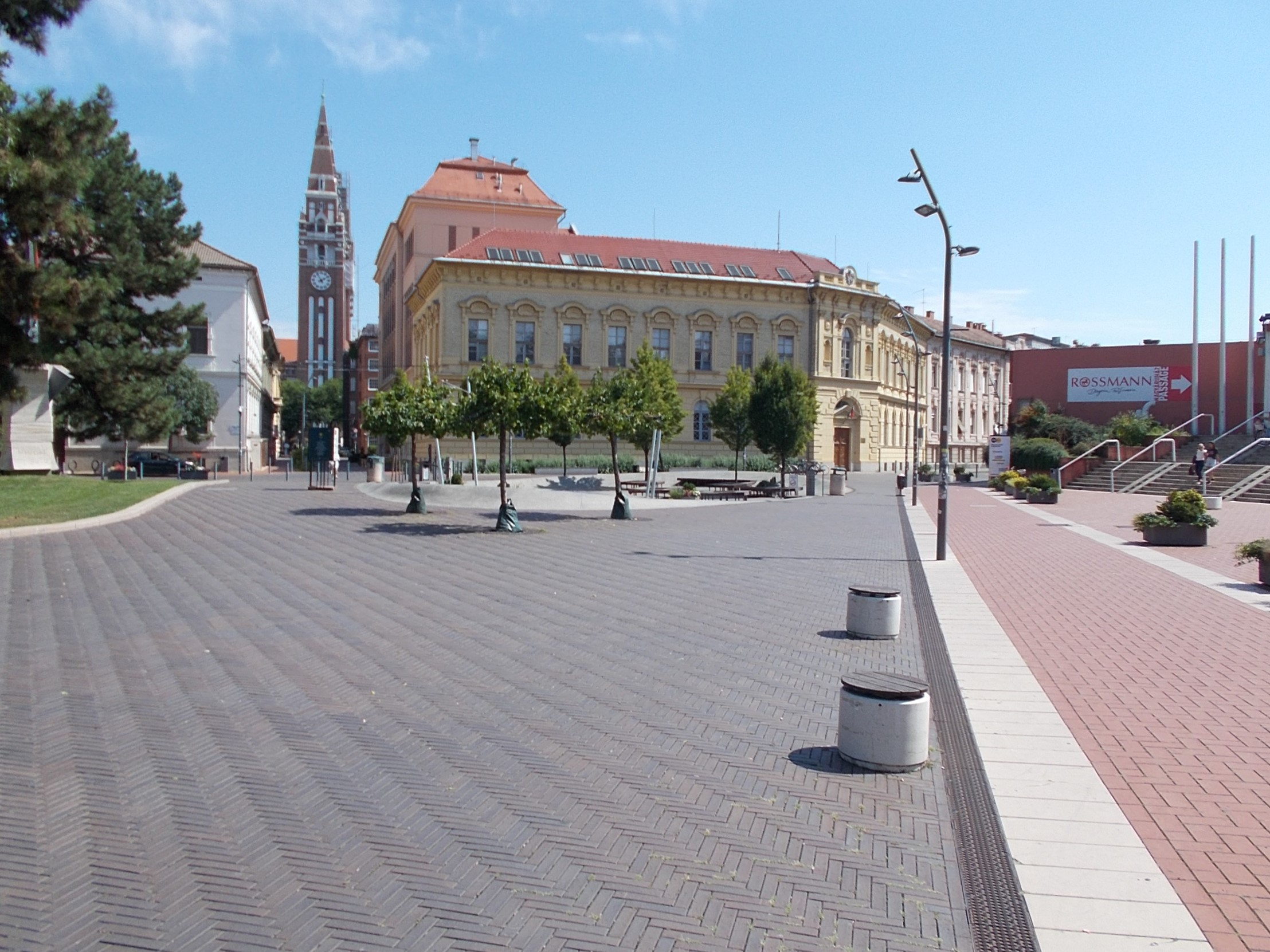
A tornyok láthatósága a Dugonics és Árpád tér felől.
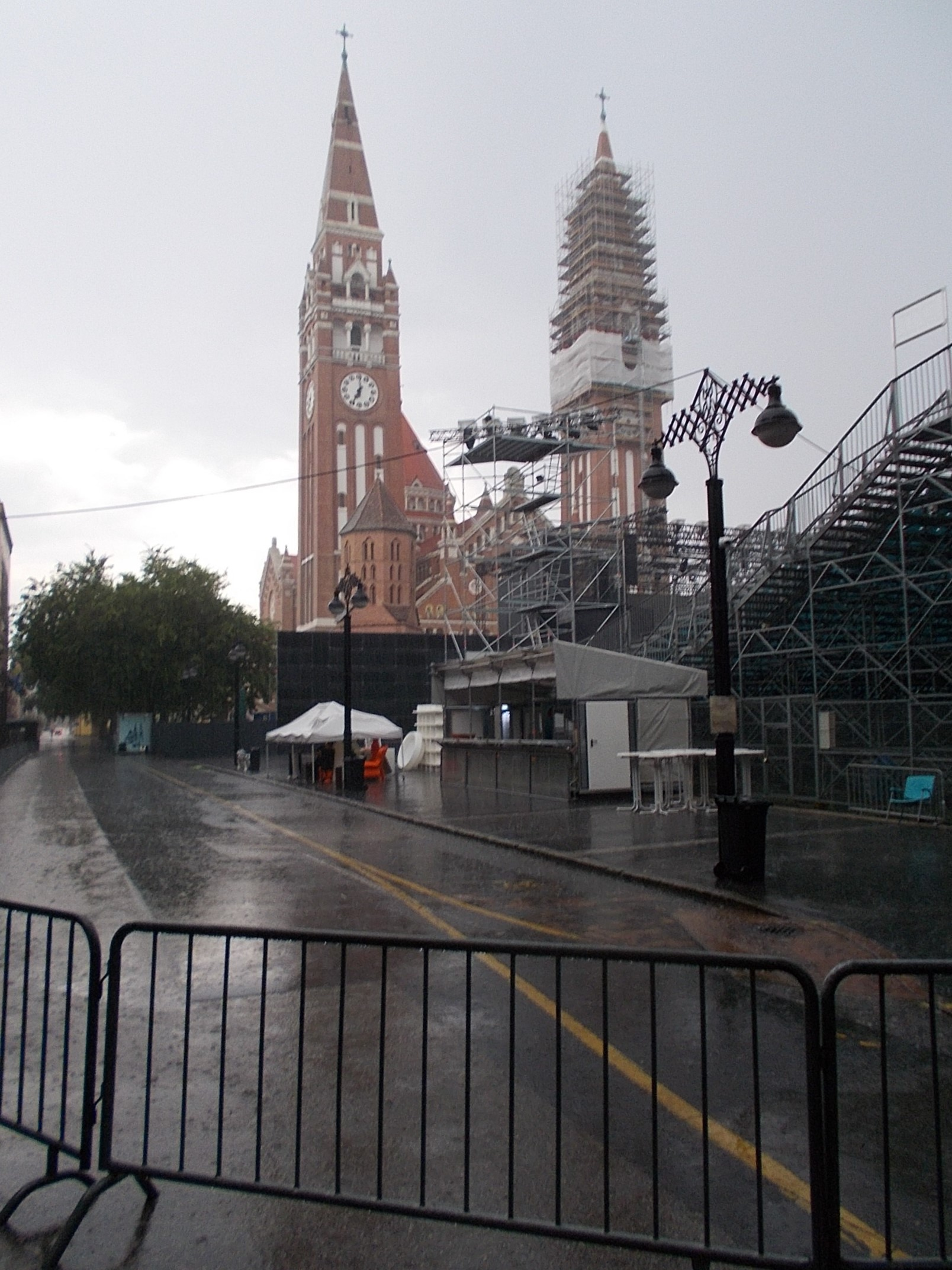
Felállványozva a 2023-as garanciális javítások alatt.
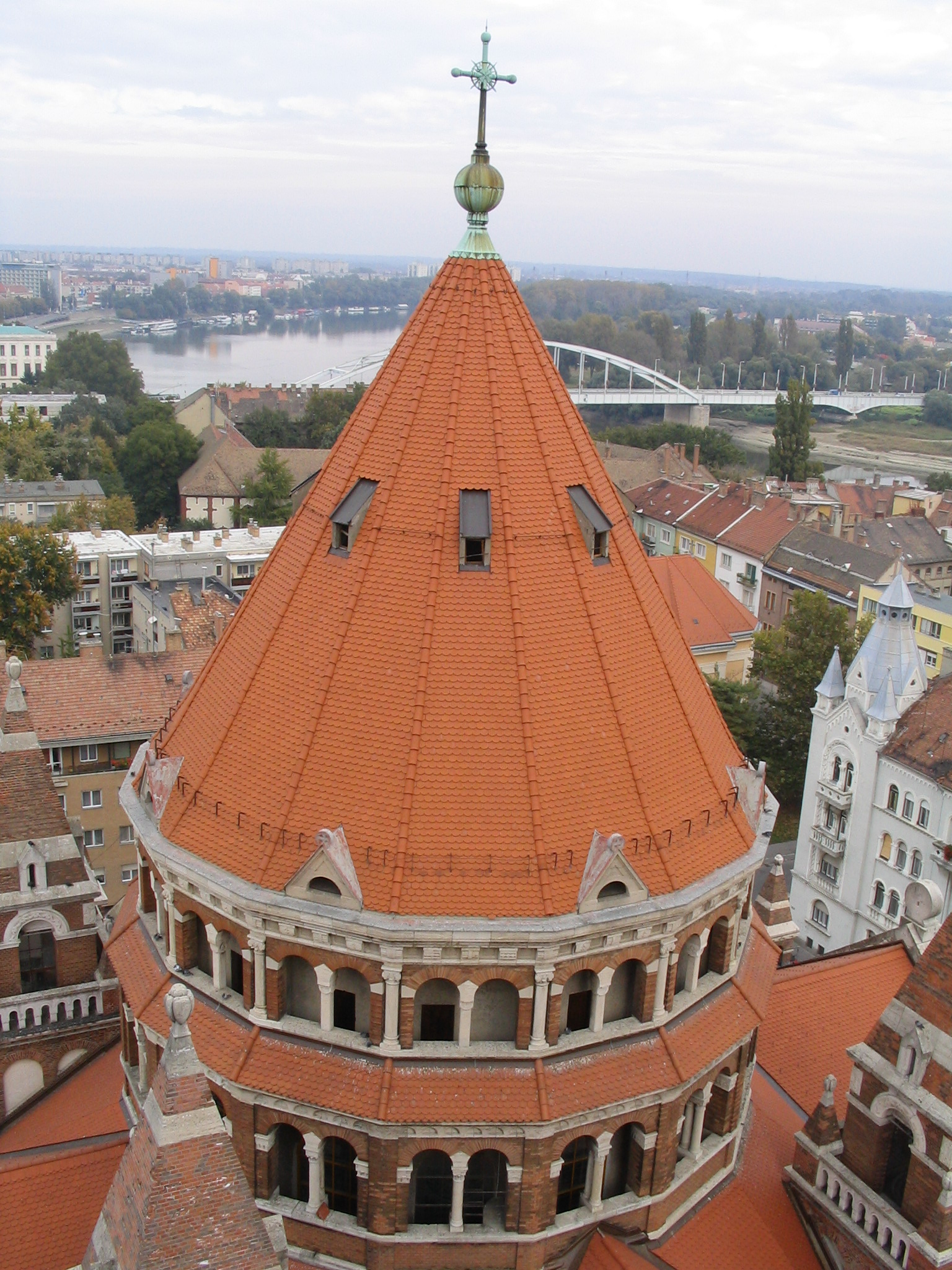
A kupola a toronykilátóból nézve.
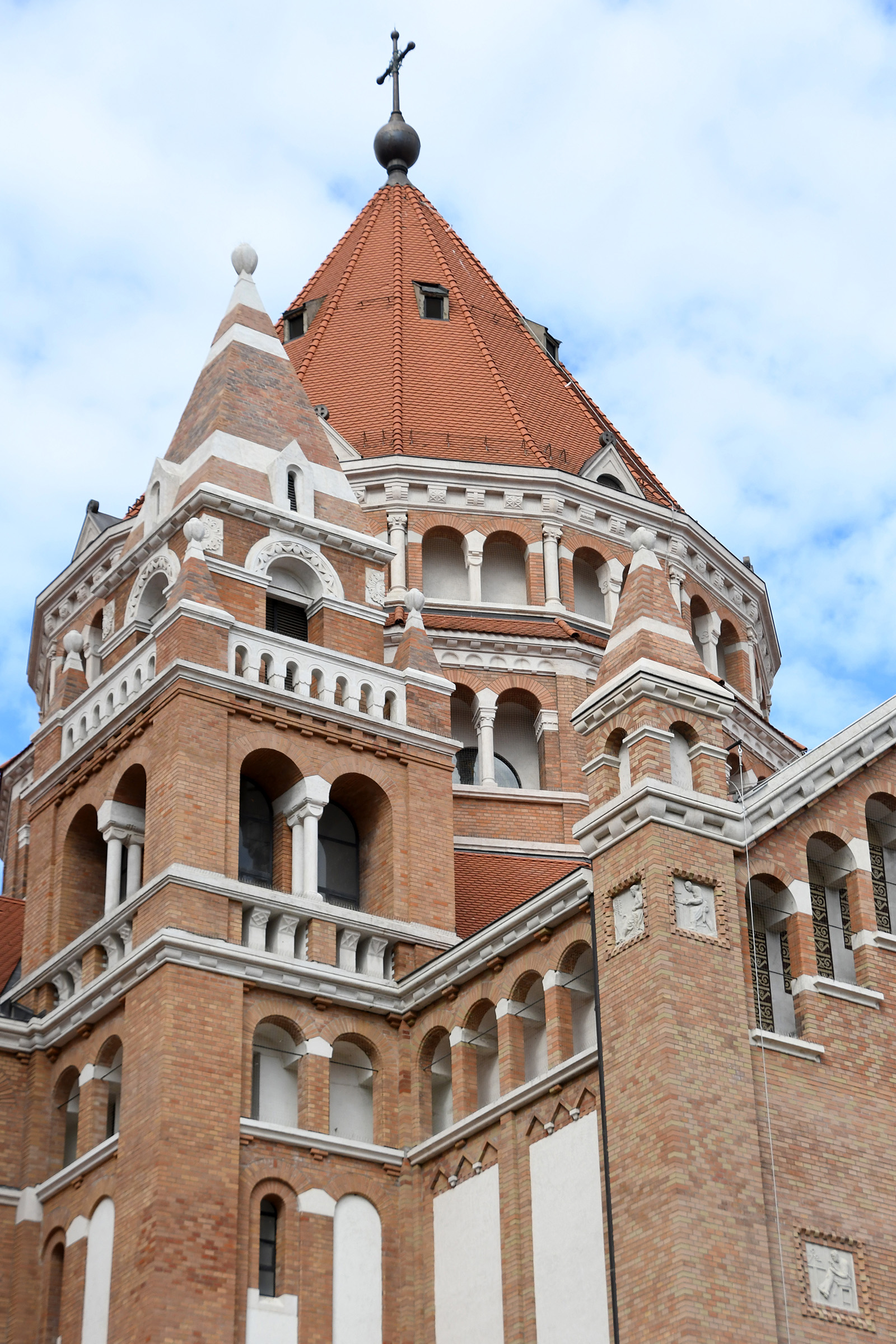
A takarásban lévő körgalériák.

## A székesegyház belseje

### Az előcsarnok
A főhomlokzat kapui felől belépve a látogató az előcsarnokba, más néven narthexbe érkezik, amely a hosszház körülbelül harmadát teszi ki. Az előcsarnok hosszúsága két boltozatnyi, míg szélességben 5 darab, kifelé szimmetrikusan keskenyedő boltozat alkotja. A főbejárathoz és a két mellékbejárathoz elnyújtott csehsüvegboltozatok, míg a mellékhajók tengelyében módosított keresztboltozatok találhatók, melyek a fölöttük lévő karzatot és a hatalmas orgonát tartják. A szélsők boltozatok a mellékhajókra jellemző módon halványsárga színűek, míg a középsők élénk világoskékek, melyet a sárga és narancssárga minták, valamint gazdag bizánci, román és népies stílusú festések díszítenek. A bejáratok fölötti félköríves mezőkben narancssárga alapon a kereszt és a szőlőtőke motívumait ábrázolták, a körülötte húzódó világoskék sávokban pedig aranyozott betűkkel felírt zsoltáridézetek olvashatók. Ez alatt a falak halványsárga és világosszürke műkőborítást kaptak, a mindennapokban is használt két oldalsó bejárat pedig egy-egy üvegablakokkal teli lengőajtós, fából készült szélfogót kapott.
A narthex szobrászati elemekben is gazdag. A főbejárat után középen egy-egy keskeny kőoszlopáll, amelyeket viszont részletgazdag oszlopfők koronáznak. A bal oldalin a Szentháromság és angyalok faragványai láthatók, míg a jobb oldalon ördögök és a pokolban szenvedő lelkek. A mellettük lévő oszlopok már jóval vastagabbak, és mindegyikük két-két egymásnak háttal álló evangélista másfélszeres életnagyságú szobrát tartalmazza, melyek a főhajóval merőlegesen állnak, kezükben könyvvel, bal lábuknál a rájuk jellemző apró attribútum állattal, a fejük felett pedig egy-egy szoborfülkéhez hasonlító apró tetővel. Az alakok sorrendje balról jobbra: Szent Márk és Szent Lukács, illetve Szent János és Szent Máté.

Az előcsarnokot a főhajótól elválasztó 4 oszlopból a két szélső a boltíveket tartó hagyományos pillér, viszont a két középső szintén különösen díszes. Mindegyikük a középen lévő kőoszlopokkal megegyező kialakítású, ám kettesével állnak, és a közöttük lévő térben további szentek háromnegyedes életnagyságú szobrai kaptak helyet, melyek az Árpád-korhoz kötődnek. A bal oldalon két nő, míg a jobb oldalon két püspök alakja látható, ezek sorrendje balról jobbra: Árpád-házi Szent Erzsébet, Árpád-házi Szent Margit, illetve Szent Gellért és Szent Mór püspökök. Az összes szobor fehér ruskicai márványból készült, és Tóth István alkotása, míg a kapu felőli oldalon álló szenteltvíztartókat Taiszer József faragta.

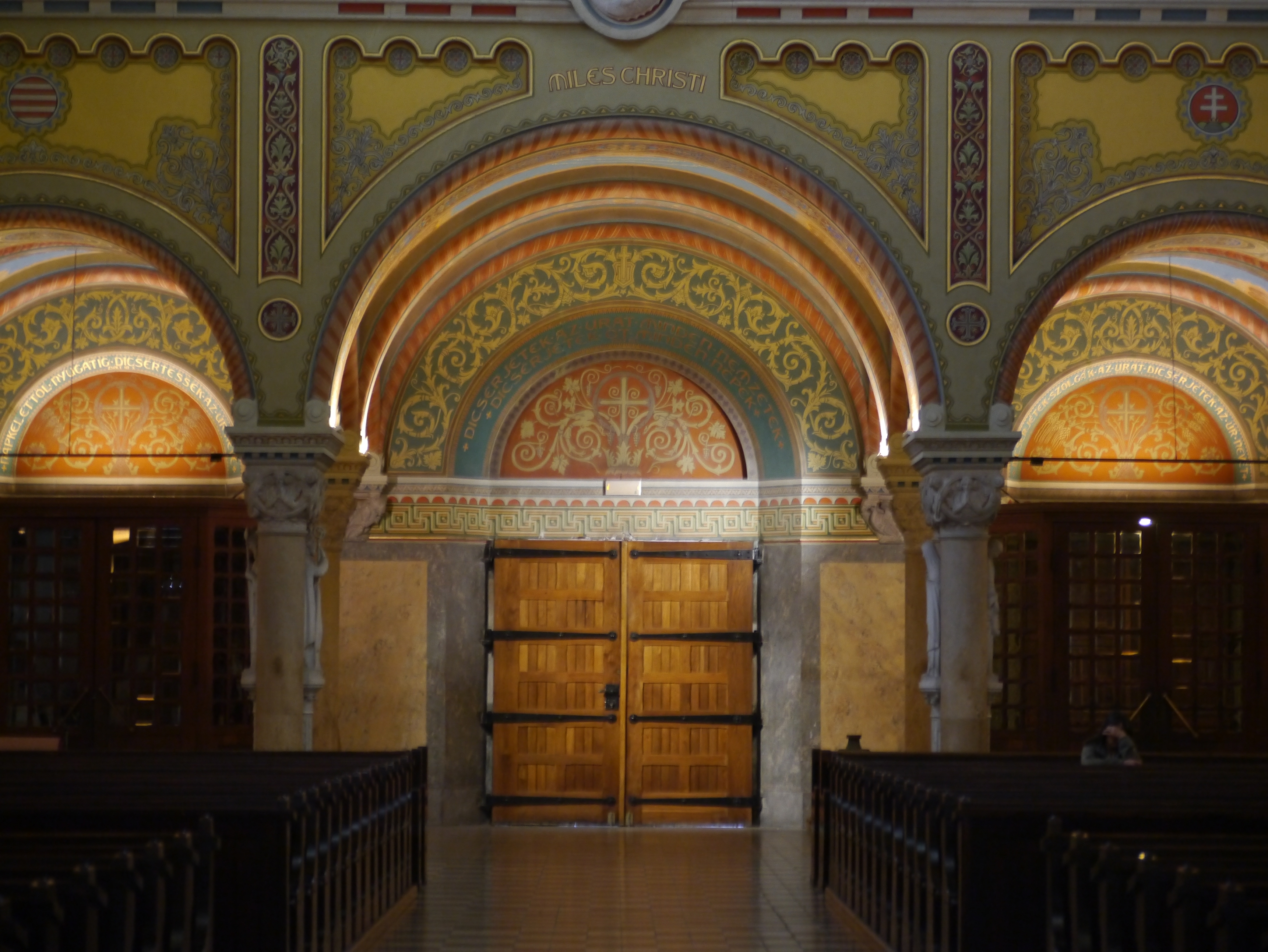
A díszkapu és a két szélfogós bejárat
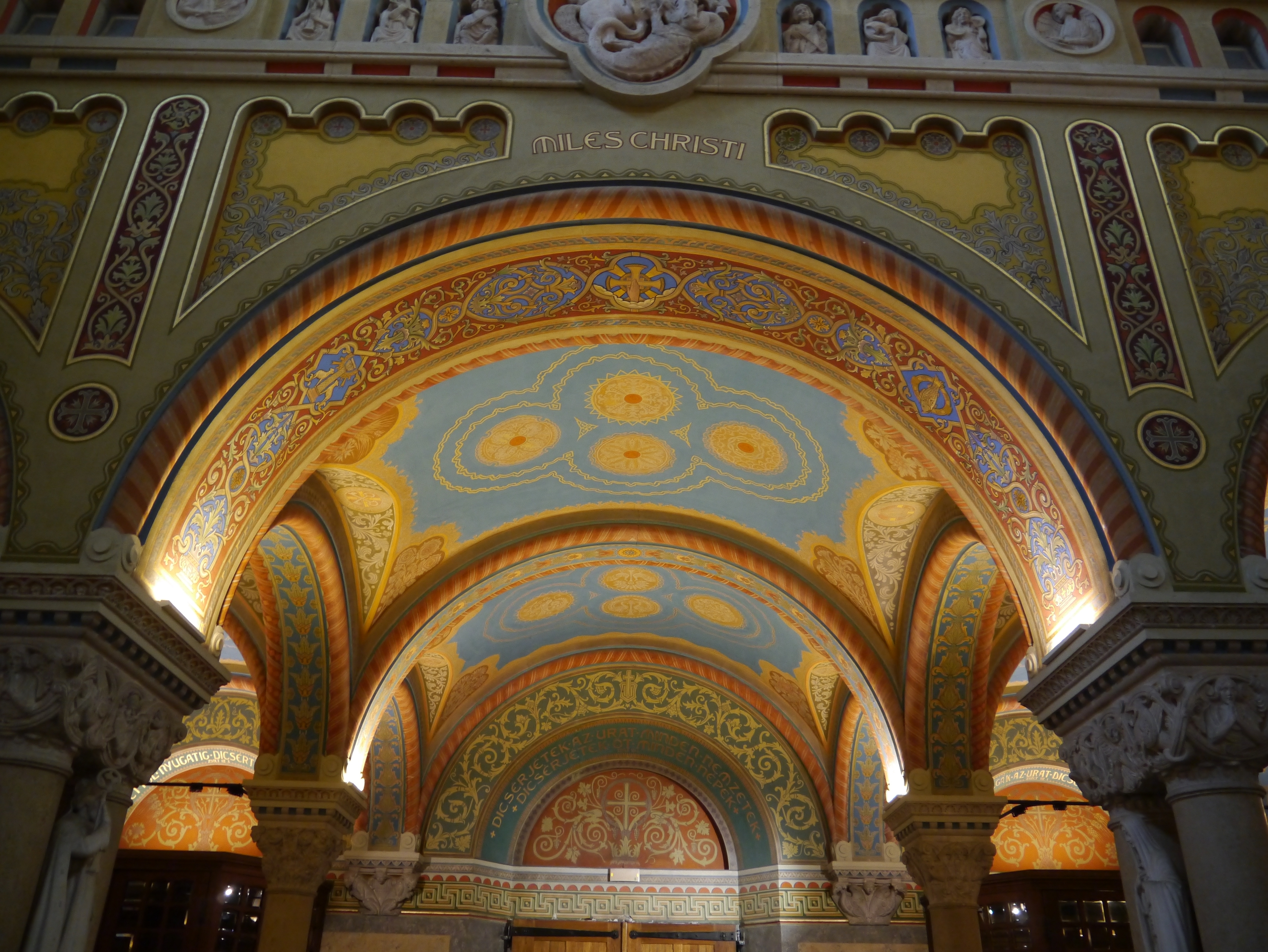
Az előcsarnok középső boltozatainak díszítése

### A főhajó
A főhajó az épülethez képest viszonylag rövid, mindössze két boltozatnyi térből áll, amelyhez még a karzat és az előtér egy boltozatnyi területtel csatlakozik. A dongaboltozatos mennyezetet aranysárga alapon világosabb sárga növényi ornamentikus festés díszíti. A boltozatok közepén az Üdvözlégy Mária imádság némileg módosított latin kezdőszavai olvashatóak: a karzat fölött az Ave, a főhajóban a Maria és Mater szavak (ez utóbbi nem szerepel a klasszikus latin imádságban), a bal oldali kereszthajóban a Gratia, míg a jobb oldaliban a Plena szó került fel a mennyezetre. A főhajó két boltívét, illetve a rózsaablak feletti dupla boltívet is a 12 állatövi jegy szimbólumai díszítik, melyek 6+6 kiosztásban kerültek fel, a boltív közepén pedig egy kereszt található. Mindegyik figura kétszer szerepel, de csoportonként csak egyszer fordul elő.
A főhajó két-két pillér közötti falrészeinek kialakítása minden esetben megegyezik, ám a díszítés részletei eltérnek egymástól. A pilléreken függőleges irányban lombard szíjfonatos díszítések húzódnak végig. Ezek egyfelől illeszkednek a templom külsejét meghatározó lombard stílushoz, másfelől viszont már Szent István korában is elterjedtek Magyarországon. Mivel Foerk az építkezés előtt már számos templom restaurálásánál és feltárásánál dolgozott, így jól ismerte ezeket, az általa rögzített zalavári fonatos motívumot fel is használta a dómhoz. Ennek több oka is volt: a stíluson kívül a dóm szimbolikájába is jól illeszkedett, mivel Szent Gellért két segítője is a zalavári apátságból származott. A boltozaton egy másik félköríves boltívből nyílnak a hármas osztatú ablakok, fölöttük két angyal festménye látható, akik páronként egyforma ruhát viselnek. Az ablakok és a pillérek közötti nagy félköríves boltozat közti felületet egy 5 boltozatból álló trifórium foglalja el, a mögöttük nyíló élénk narancssárga fal felső felét több sornyi gazdagon rakott, zöld és narancs farkasfogas díszítés ékesíti. A galéria és az ablakok közti zöld mezőkben bibliai idézetek olvashatók, a jobb- és baloldalon pedig egy-egy szent teljes alakos képe látható, akik hasonló erényeik alapján lettek párba állítva, alattuk pedig egy-egy rájuk jellemző erényhez kapcsolódó nyolc boldogság tulajdonságainak szimbolikus ábrázolása egészíti ki a teológiai és művészeti programot. Glattfelder korábban hasonló gondolatmenet alapján építtette meg Foerkkel a temesvári szeminárium kápolnáját is. A bejárattól jobbra húzódó falon sorrendben az alábbi szentek és erények találhatóak: Szent Márton – irgalmasság, Goretti Szent Mária – szívtisztaság, Nagy Szent Leó pápa – békeszeretet, Szent Ignác – béketűrés. A jobb oldali falon szereplő alakok: Szent Ágoston – igazság, Mária Magdolna – töredelmesség, Lisieux-i Szent Teréz – szelídség, és Assisi Szent Ferenc – alázatosság. A nagy boltívek belsejének díszítése minden esetben hasonló elrendezésű, de egyedi motívumokkal díszített. Az ív legfelső 3 nyolcadánál egy-egy körbe festett díszes kereszt található, a közöttük megmaradó felületet pedig vörös alapon gazdag növényi ornamentikájú díszítés tölti ki. Ezek közül a szőlő és búza Jézusra utaló motívum, míg a rózsa és liliom Szűz Máriához köthető, így ezzel szimbolikusan folytatódik a bejárat és a homlokzat kettős jelképrendszere.

A főhajóban két fából készült padsor található, melyek nem összefüggően helyezkednek el, hanem a jobb közlekedés érdekében a sorok közepén kimaradt néhány padnyi hely, hogy biztosítsák a híveknek a kereszt irányú átjutást. A templom padlóját fekete és fehér járólapokkal borítják, melyek sakktáblaszerű mintákat alkotnak.

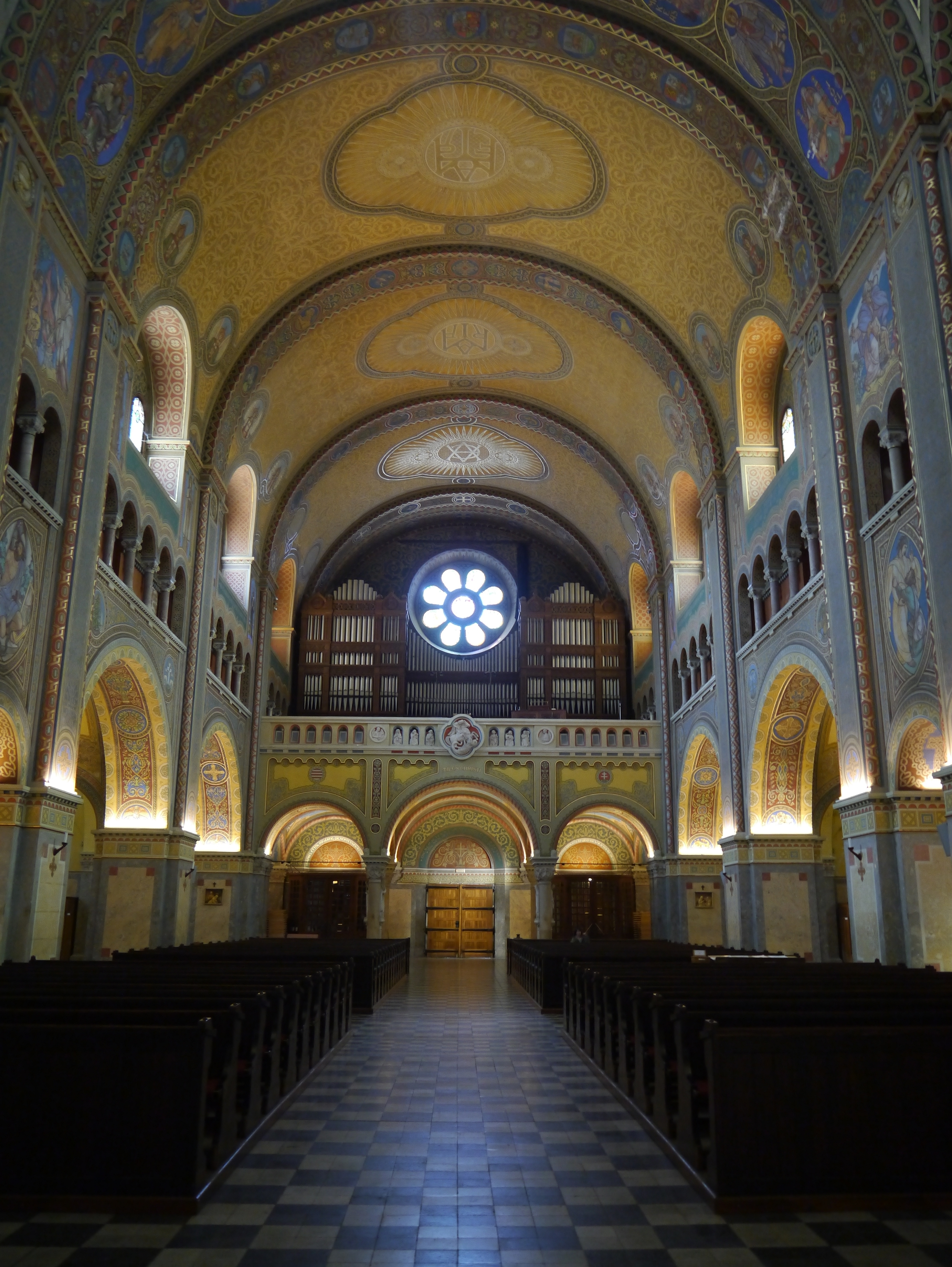
A főhajó a négyezet felől nézve.
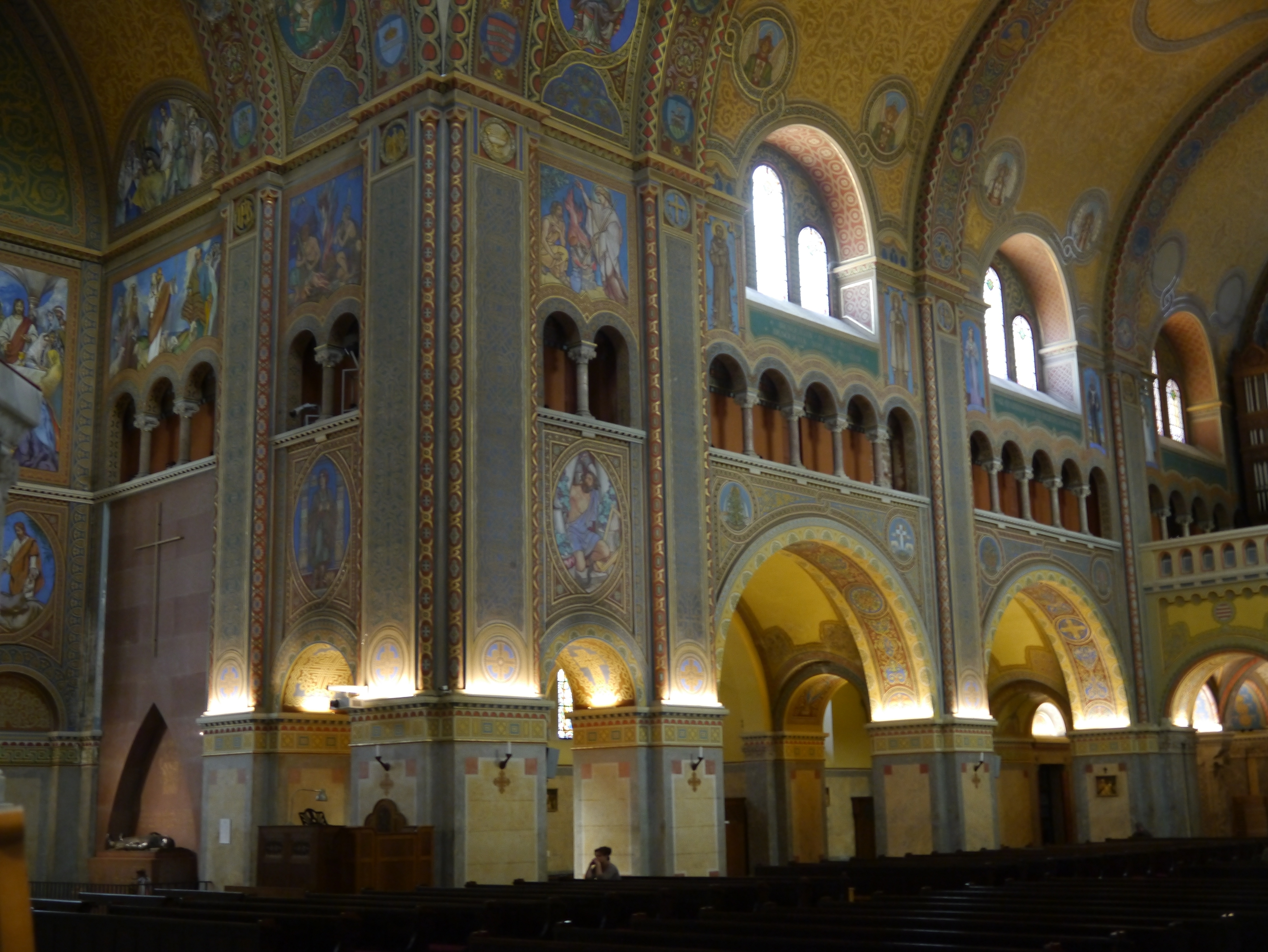
A főhajó és a kereszthajó mérete és elrendezése közötti különbség.
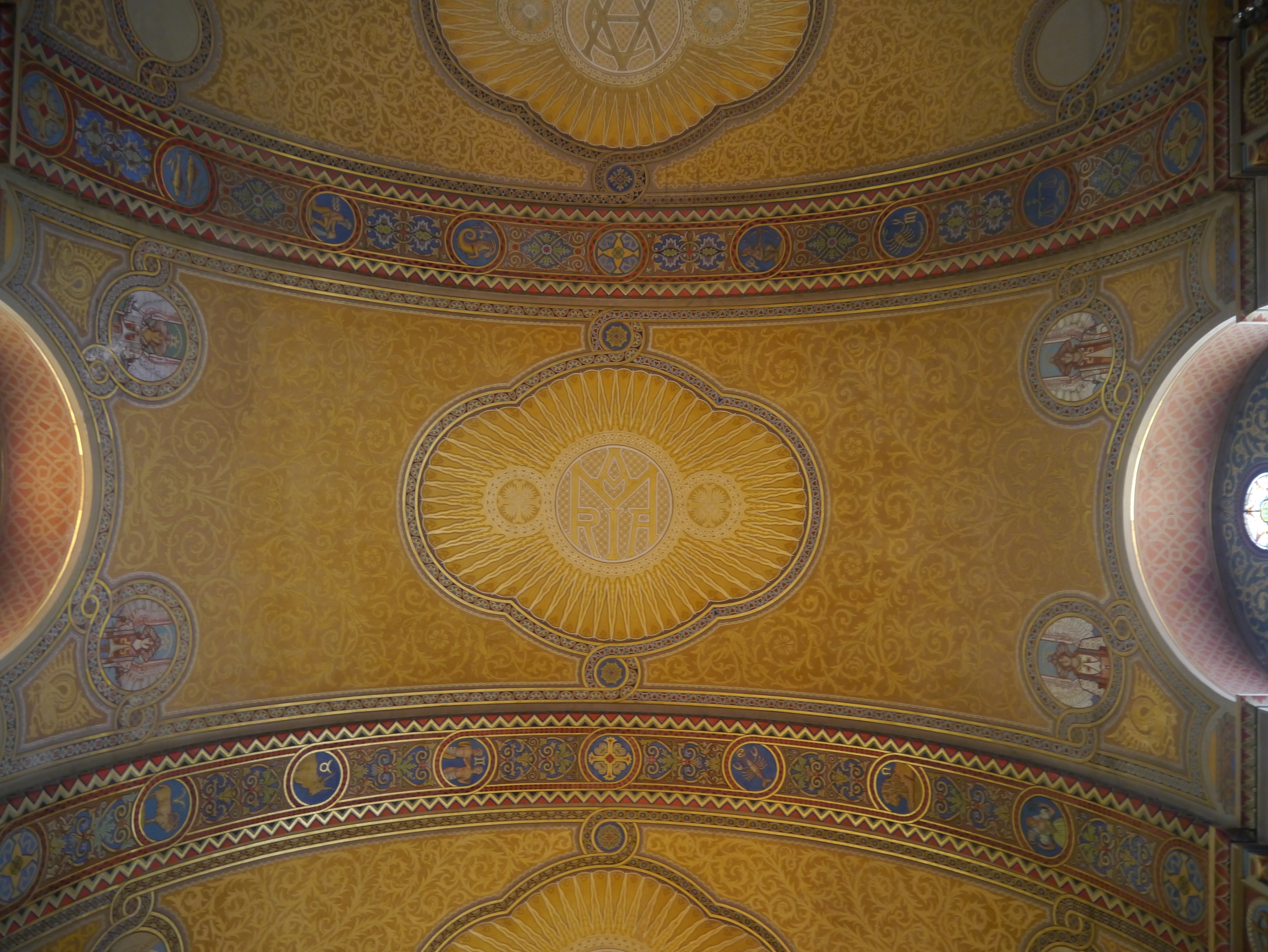
Mária-monogram a dongaboltozat festésén.
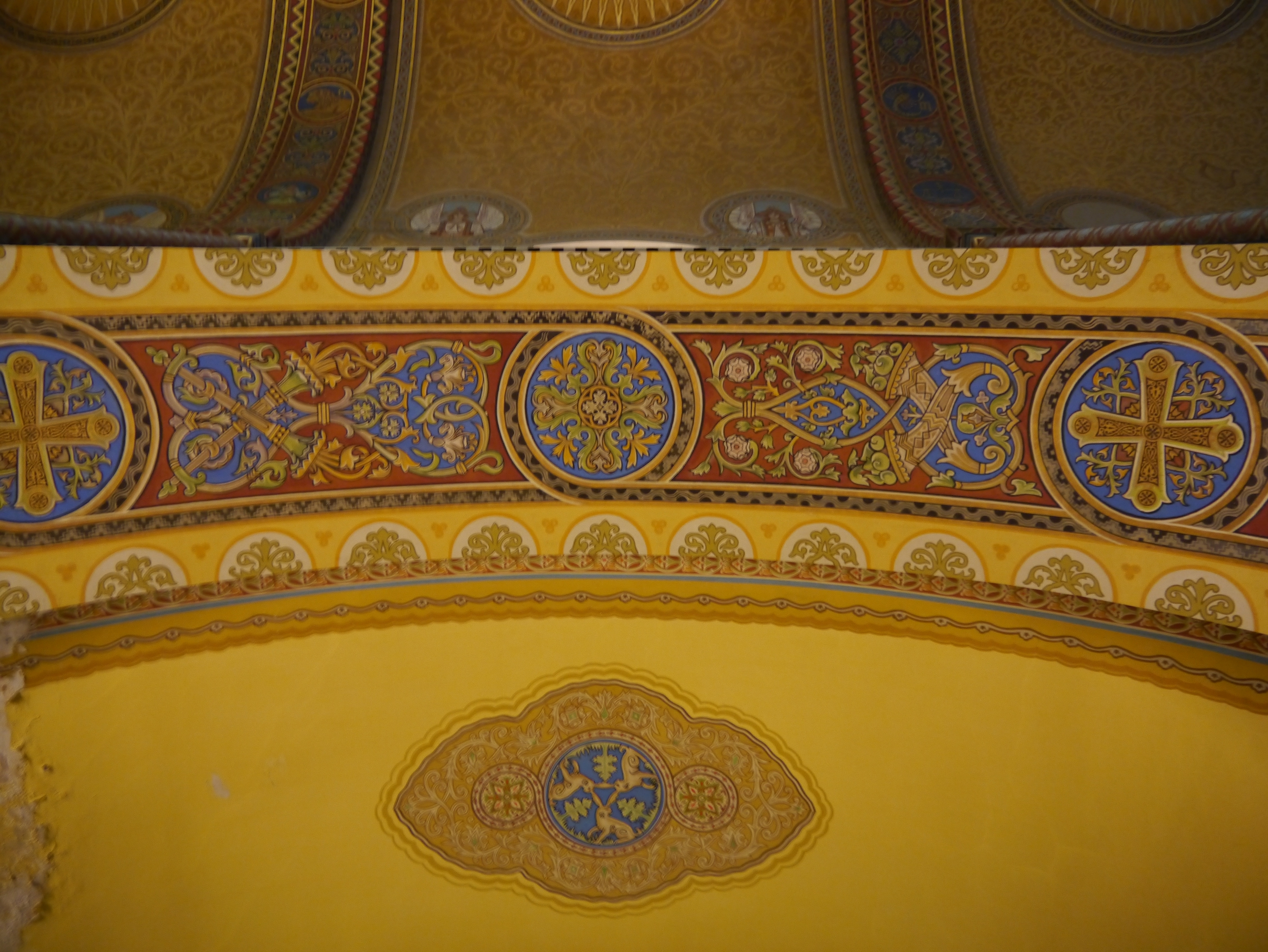
A nagy boltívek díszítőfestése.
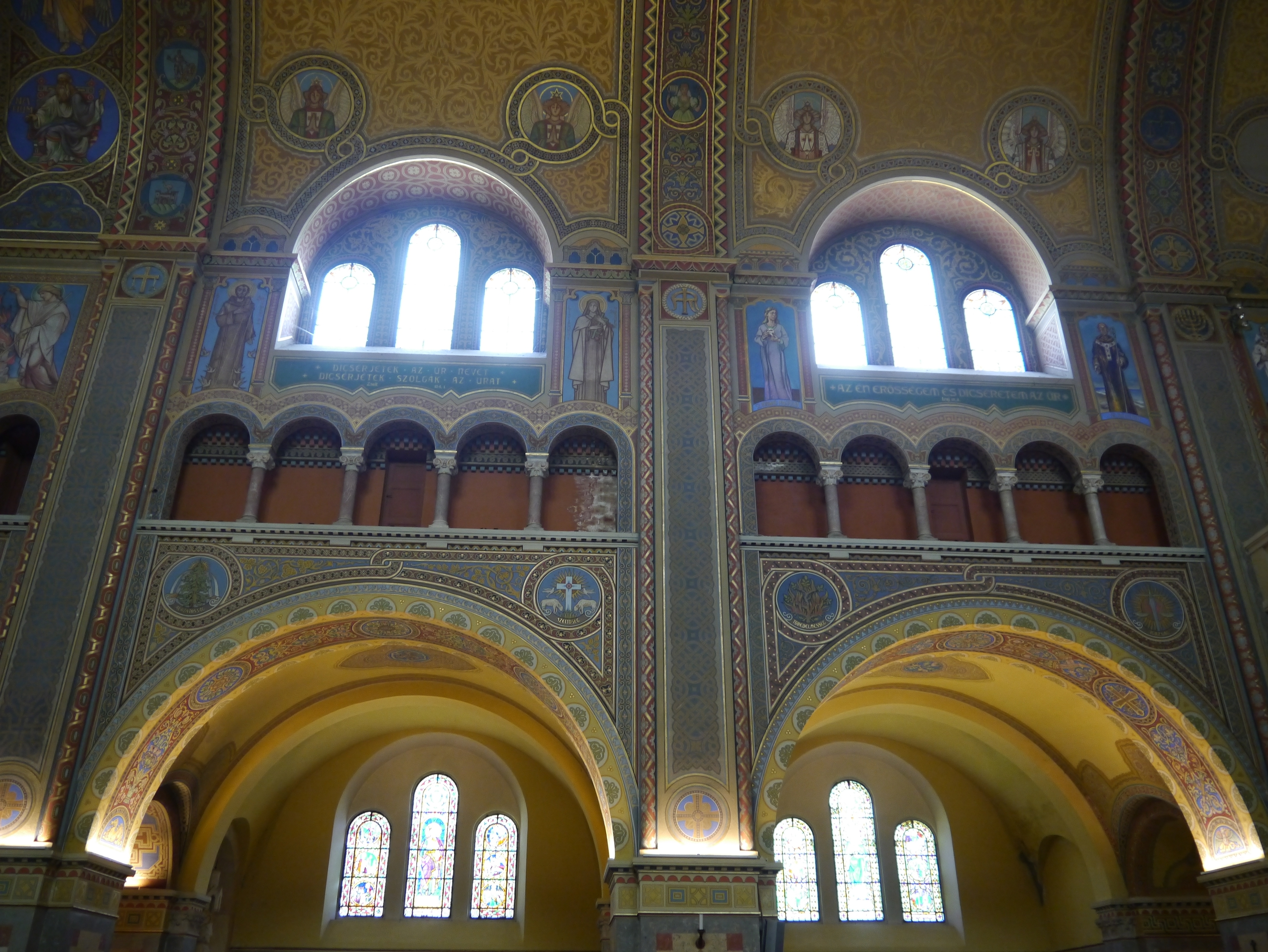
A főhajó falainak elrendezése.

### A kupolabelső és a négyezet boltíveinek díszítése
A kupola ugyan kívülről 53 méter 60 centiméter magasságú, ám a belső magassága jóval alacsonyabb, 33 méter 40 centiméter. A belső kupola félgömb alakú, melyet oldalról 16 ablak tör át, közepe viszont nincs áttörve, nem rendelkezik opaionnal. Az ablakok alatt egy korlátokkal szegélyezett keskeny folyosó fut körbe a belső oldalon, ez azonban nem látogatható.
A kupola belseje volt az utolsó nagyobb falfelület, amelyet nem festettek ki. Végül ezt a munkát a többi hiányzó alkotást is elkészítő Patay László végezte el. A mestert a munkálatok során további 8 fő segítette, köztük az „öregsegédje” és veje Siklósi Attila, valamint Domján Gábor, Gyarmati András és Polyák Péter. A szekkó elkészítése közel 4 hónapon át tartott, végül 2000. augusztus 20-án leplezték le, és Szent Gellért napján, szeptember 24-én szentelte meg Gyulay Endre megyéspüspök. Ez a művész életművének legjelentősebb alkotása, mivel kevesebb mint másfél évvel a kupola elkészülte után 70 évesen elhunyt.
Patay László hatalmas, 282 négyzetméteres festményének címe: A Szentlélek eljövetele és kiáradása a magyar egyházra. Az alkotás középpontjában a Szentlélek eljövetelének pillanata áll, amikor megjelenik a bezárkózott apostoloknak és megerősítést ad nekik Jézus feltámadásáról. A kupola közepén a Szentlelket egy aranyozott domborművel ábrázolta, amelyet három ragyogó fénykör vesz körbe, és kisebb fénysugarak áradnak ki belőle. Ezek áttörik az élénk színekkel és villámokkal ábrázolt viharfelhőket, és a lángnyelvek leszállnak a körben összegyűlt apostolokra és Máriára. Ez a második szint a vihar sötét színű hátterével különül el az őt övező másik kettőtől. A főhajó felől nézve Szűz Mária alakja látható a központi helyen, és ő köti össze a szekkó 3 szintjét. Felfelé kinyújtott keze a Szentlélek felé mutat, míg leengedett keze és a tekintete a kupola alján ábrázolt magyar egyház, azon belül is a neki a Szent Koronát felajánló Szent István felé néz. A süvítő szél által fellebbentett hosszú és légies ruhája szintén összekapcsolja a kompozíció részeit. A kupola alja mentén a magyar szentek alakjai láthatóak, valamint a 7 szentség különböző történelmi korokon át való megjelenítése.
A kupola és az azt tartó boltívek átmeneténél négy darab csegely található, melyekbe a négy sarkalatos erény szimbolikus alakjai kerültek. Ezek az alábbiak: Justitia (igazságosság), Temperantia (mértékletesség), Prudentia (bölcsesség), és Fortitudo (lelki erősség).
A csegelyek alatt találhatók a kupolát tartó kettős boltívek. Ezek mindegyike 9 részre osztott, és a díszítéseik is eszerint tagolódnak. A boltívek közepén 5-5 próféta alakja látható, két próféta között pedig 1-1 angyalé. A szentély felőli boltíven Ezékiel, Jeremiás, Keresztelő Szent János, Izajás és Simeon; a keleti kereszthajón Jónás, Elizeus, Zakariás, Habakuk és Aggeus; a főhajó felől Náhum, Ozeás, Ámos, Mikeás és Joel; a nyugati kereszthajón pedig Abdiás, Szofoniás, Illés, Dániel és Báruk próféták alakja látható. A figurákat két oldalról közrefogó kiugró boltíveken a 63 történelmi magyar vármegye címere látható, szintén kilencesével elhelyezve. Mivel a szentély felőli boltív egyben diadalív is, és kialakítása eltér a többitől, így ott csak 9 címer látható, így jön ki a 7x9=63 címer szabályos elosztása. A címerek egységet teremtenek a Dóm térrel, ahol szintén megtalálhatóak a történelmi vármegyecímerek faragványai.
Az ószövetségi tematika folytatódik a boltíveket tartó pillérek közti falakon is, melyeket itt a trifórium ikerboltívei tagolnak. Az ószövetségi alakok a bibliai történetek mellett a magyarság sorsát is szimbolizálják, teológiai és művészeti programjukat Glattfelder püspök állította össze, majd Muhits Sándor vezetésével készültek el. A szentély felőli boltív bal oldalán fölül Mózes és Áron alakja látható, alul pedig Mózes, amint a tízparancsolat kőtábláit tartja a kezében. Szimbolikusnak tekinthető, hogy kezével éppen a 7. parancsolatra mutat, aminek az üzenete: Ne lopj! Mivel a templom 1930-ban készült el, értelmezhető ez a trianoni béke miatti területvesztés elleni tiltakozásként is. A két kép tematikája az isteni törvényekre és uralomra utal, míg vele szemben a világi, királyi hatalom ábrázolásai láthatók. A fenti képen Sámuel felkeni Sault a zsidók első királyává, alatta pedig Dávid király játszik hárfán. Mivel ehhez hasonlóan a magyar királyok koronázásakor is felkenik olajjal az új uralkodót, így ez a kép is utalhat arra, hogy az alkotók a következő magyar koronázótemplomnak szánták a dómot.
A jobb oldali kereszthajó bal oldali pillérén felül Rafael arkangyal látható Tóbiással, aki halat tart a kezében. Teológiailag ezt általában ezt hitetlen Tamás történetének elődjeként szokták értelmezni, ám Glattferder itt vélhetően a segítő és mentoráló Rafael alakját akarta kiemelni. Alul a kezében kenyeret és boros kelyhet tartó zsidó főpap, Melkizedek alakja áll, így a két kép klasszikusan értelmezhető a hit és az Eucharisztia előzetes szimbólumának is, de az új értelmezés szerint a tanácsadó főpap Szent Gellértre is utalhat. Az utóbbi értelmezéshez kétféleképpen is illeszkedhet a vele szemben lévő oldal, melyen fölül az égő áldozatot bemutató Káin és Ábel látható, míg alatta az ószövetségi zsidó ősatya, József alakja. Az egyszerűbb értelmezés szerint mindkét történet középpontjában a testvérek közötti kegyetlen harc áll, ami hasonló lehet a magyarok közötti belharcokhoz, köztük a Vata-féle lázadáshoz, melynek során Gellértet is megölték. Horváth rámutat, hogy az összetett szimbólumok Szent István királyra is utalhatnak. István szintén egy Koppány elleni családi harc keretében került hatalomra, és másik rokonával, Vazullal is meg kellett küzdenie. József alakja mögött egyiptomi díszítésű oszlopok állnak, lábainál pedig a 7 kövér és 7 sovány búzakalász, ő maga pedig kezével a 3. sovány évet számolja. Glattfelder prédikációiban többször is kifejtette, hogy az éhező nép József kezébe helyezte a sorsát, akárcsak a magyarság Szent István jobb kezébe.
A főhajó felől nézve annak jobb oldali pillérén a Bírák könyvéből látható két jelenet, ezekben az a közös, hogy főszereplőik mindkétszer a reménytelen túlerővel szemben tudtak győzni Isten segítségével. Fölül Gedeon látható, amint az Úrnak égő áldozatot mutat be. Az ábrázolásmód hűen követi a bibliai leírást: a bal felső sarokban látható a terebinfa, alatta a térdre ereszkedett Gedeon, középen az oltárra fektetett kecske, kovásztalan kenyér és a korsó leves, míg jobb oldalon áll az angyal, aki botjával az oltár felé mutat, amitől lángnyelvek csapnak fel abból. Alul egy másik bíra, a vak Sámson alakja látható, amint kezével összedönti a filiszteusok palotájának oszlopait. Alakja a Trianon utáni ideális Magyarország megszemélyesítője, mivel elbizakodottsága miatt elvesztette erejét, de később belátta hibáját és idővel visszanyerte azt. Hiába vak, felfelé tekint, ami az Istenben való bizalomra hívja fel a figyelmet. Az oszlopokat szőlők futják be, ami utal egyrészt a véráldozatára, másrészt összekötő elem a Dóm tér kinti részeivel, mivel a Dömötör-tornyot, több egyetemi épületet és a püspöki palotát is vadszőlővel futtatták be, amelynek szintén szimbolikus okai voltak. A bal oldali pilléren Mózes első könyvéből származó jelenetek láthatók, szereplőjük két ősatya. A felső képén az a jelenet látható, amikor Ábrahám éppen feláldozná a fiát, Izsákot, ám az égi hangra megtorpan. Alul Jákob látható, amint éppen az angyallal harcol. A 4 kép tematikusan is összeillik: felül egy-egy áldozatbemutatás látható, amely aztán jelentős következménnyel járt, alul pedig egy-egy személyes küzdelem, amelyek győzelemmel végződtek, és meghatározták Izrael népének későbbi sorsát.

A bal oldali kereszthajó négyezet felőli jobb oldalán felül Jób és a vele vitázó három alak, alatta pedig Eszter látható. Mindkettőjüknek jó sora volt, amely aztán rosszra fordult, ám hitükkel sikerült azt megváltoztatniuk. Jób könyve a szenvedés kiállásáról szól, míg Eszter könyve a zsidók elleni összeesküvést, majd a nép önvédelmét és megmenekülését, és a purim ünnep eredetét beszéli el, amelyek szintén párhuzamba állíthatók az első világháború utáni Magyarország sorsával. Velük szemben a bal oldali pillér felső képén Noé és fiai építik a bárkát, míg alattuk Józsué látható kezében Dávid-csillagos pajzzsal, mögötte pedig Jerikó falai, és az égen megálló nap és hold látható. Mindkét történet szereplői hallgattak Isten szavára, és aszerint cselekedtek, legyőzve ezáltal a náluk jóval erősebb veszedelmet. Ezzel optimista módon a szemben lévő képekhez hasonlóan Magyarország remélt szebb és igazságosabb jövőjét szimbolizálják.

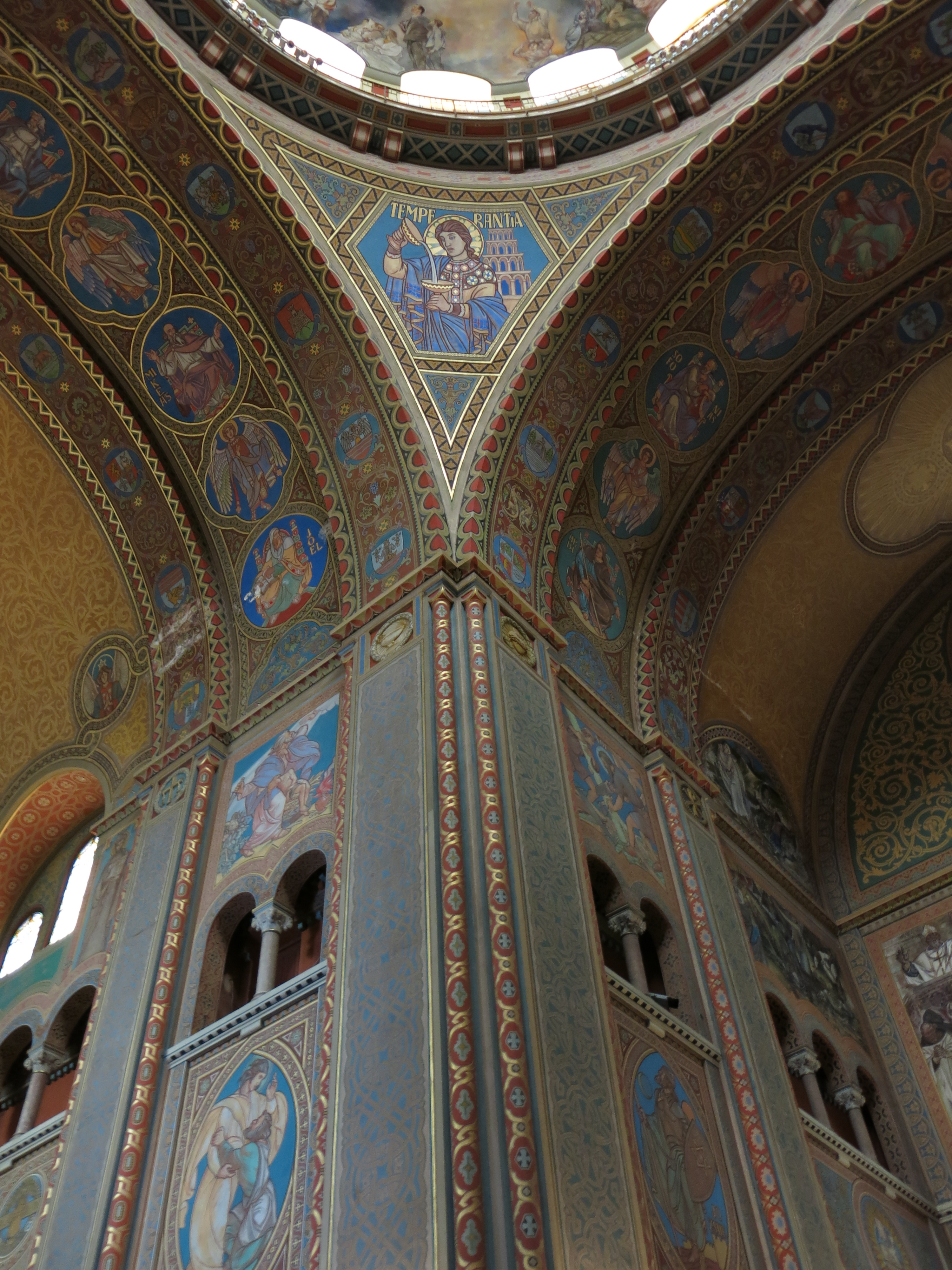
Az egyik négyezeti pillér.
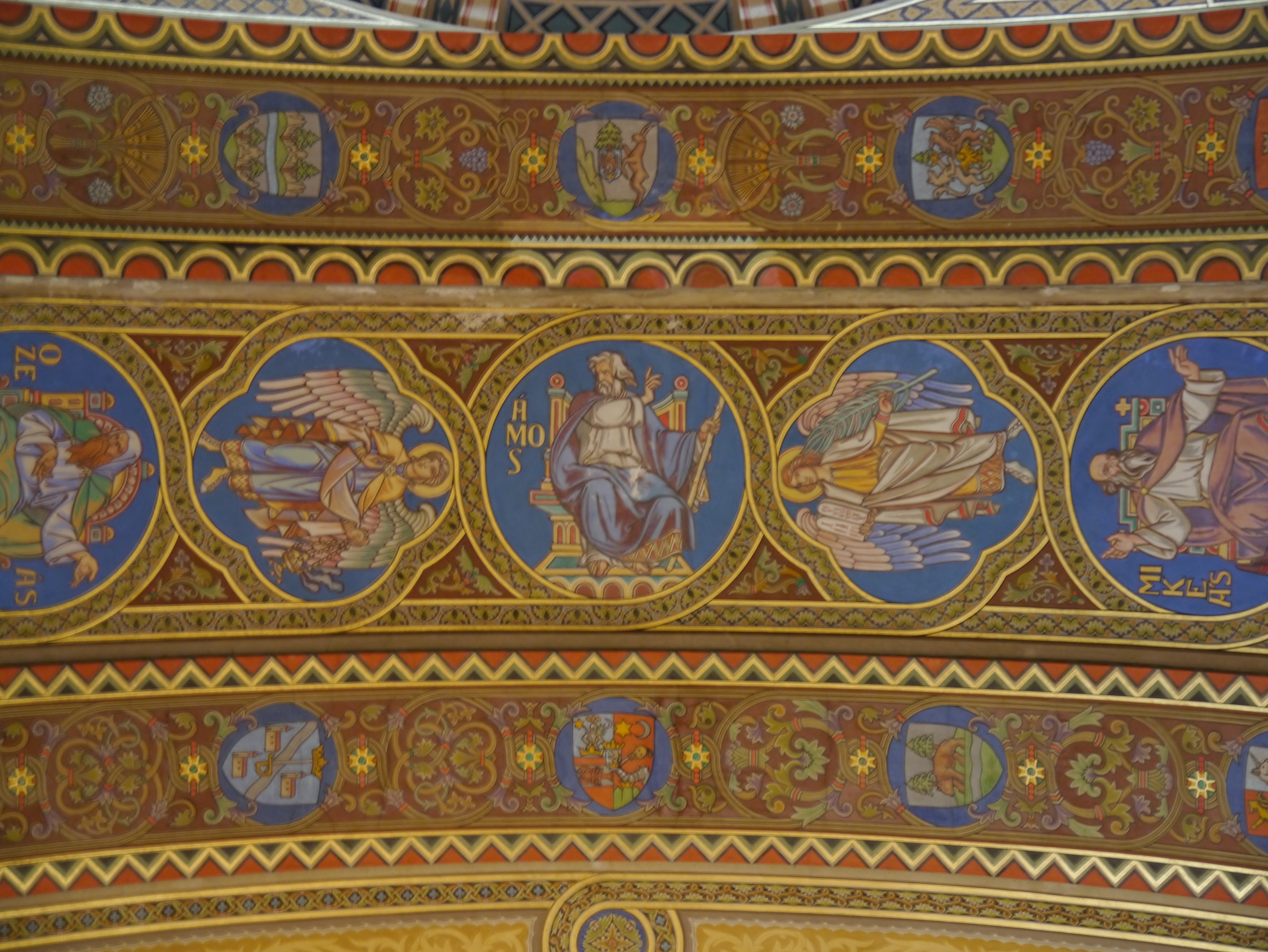
Részlet a boltívek festéséből.
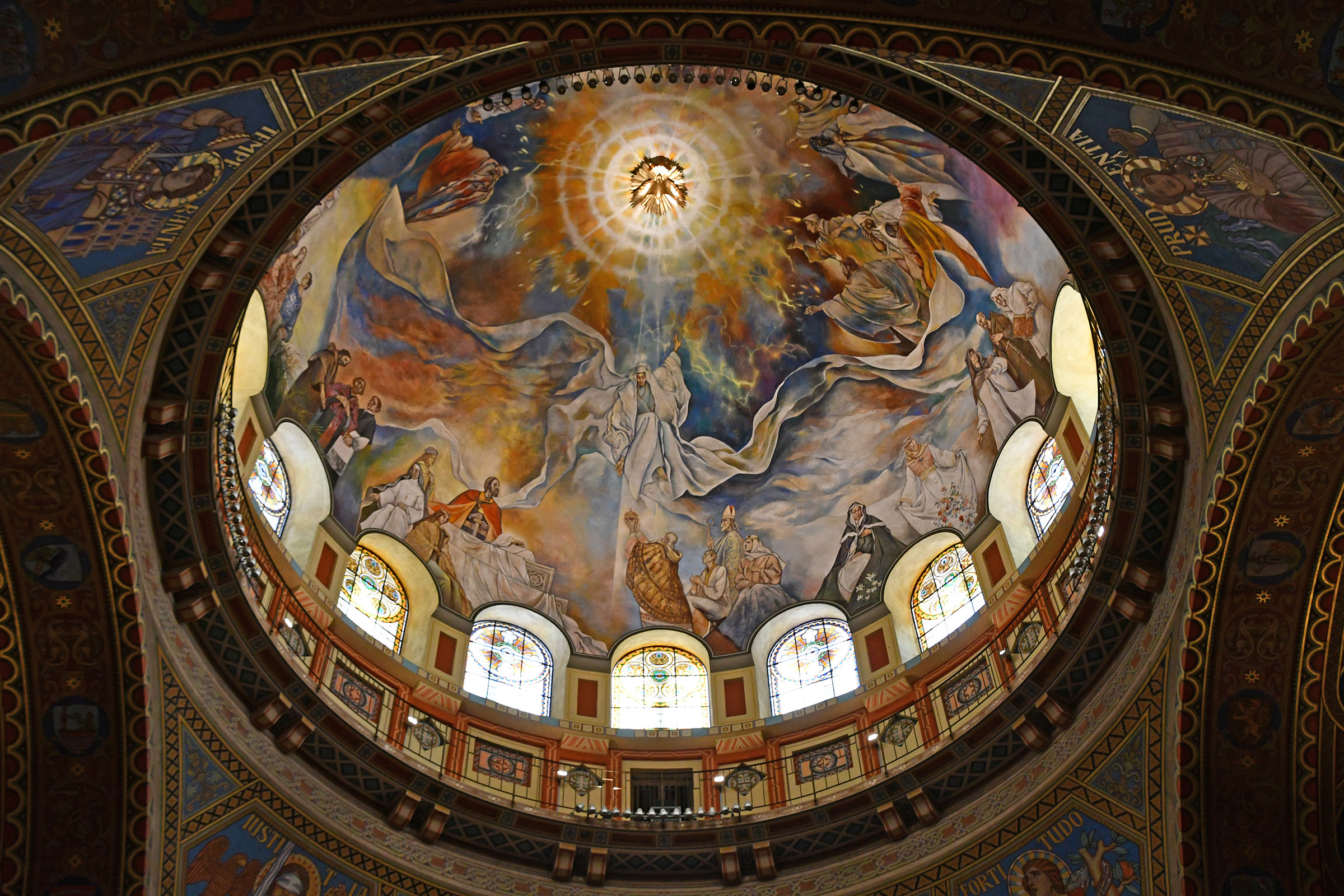
A kupola látképe a főhajóból.
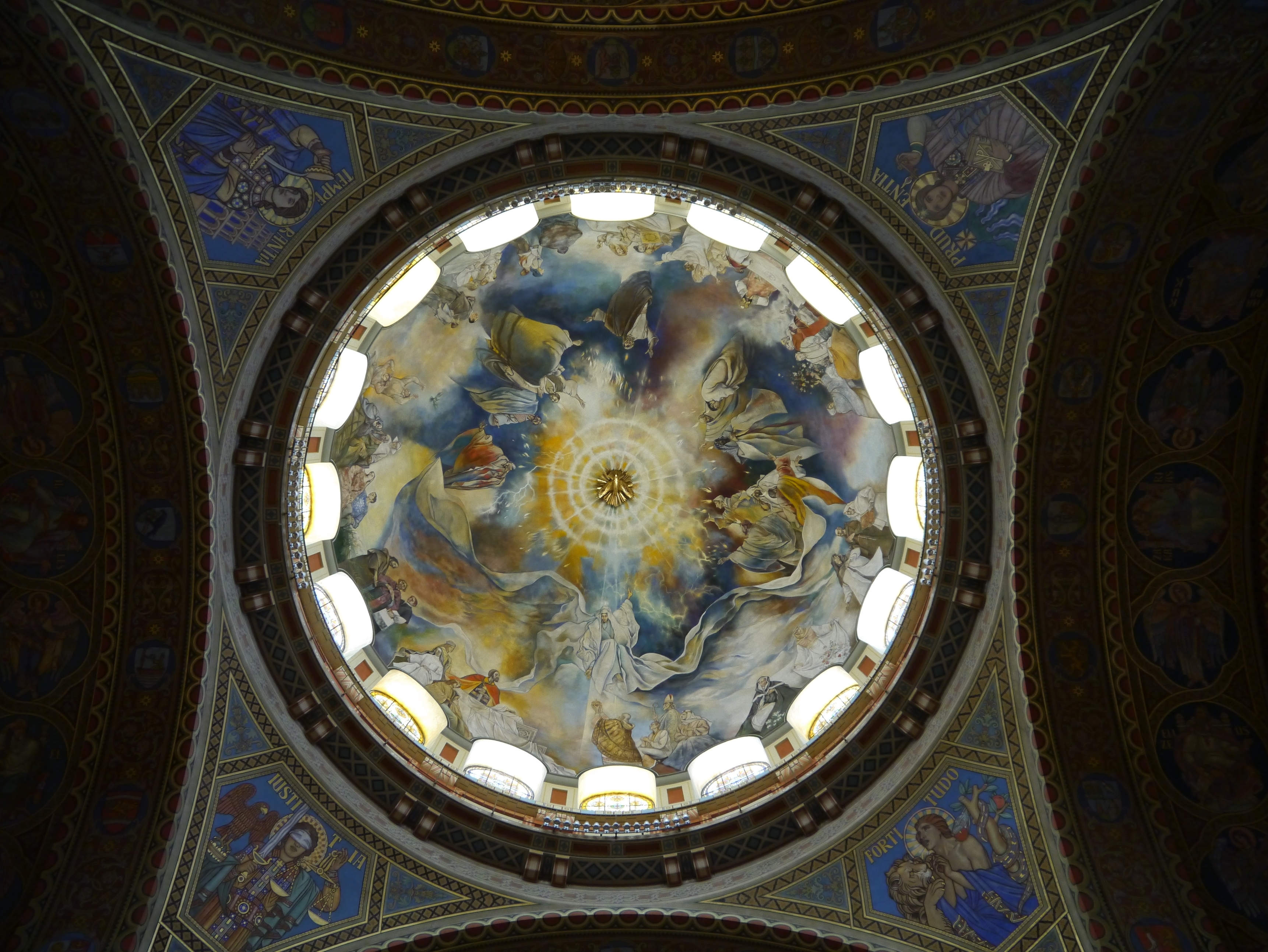
A szekkó és a csegelyek.

### Az új főoltár és a baldachin
A templom négyezetének közepén, a kupolatér alatt található a székesegyház főoltára, valamint fölötte a ruskicai fehér márványból épített baldachin (régebbi kifejezéssel cibórium). A baldachin eredetileg nem volt része a terveknek, csupán Foerk 1913-as vázlatain jelent meg. Eredetileg a Glattfelder által készíttetett háttalmiséző főoltár fölött állt a szentély apszisában. Kialakítása és elhelyezése leginkább az isztriai Euphrasius-bazilikáéhoz hasonlítható. Maga a baldachin négy márványoszlopon nyugszik, melyek gazdagon faragott oszlopfőkben végződnek. Ezek faragványai az oltáriszentségre és Krisztusra utaló szimbólumok: unikornis, griff és galamb, mely motívumok a templom keresztházának falain és a főhajó boltíveinek alján is megismétlődnek. A baldachin belső felülete egy félgömbhöz hasonló csehsüvegboltozat, míg a külső oldalai egy 1:2 arányú téglalapnak. A kupolát tartó félkör alakú boltíveken a templomban már többször is felhasznált szőlőindák kanyarognak, melyekbe 4-4 üres kör ékelődik be. A boltív alján szemből balra Mózes, jobbra pedig Keresztelő János szobra áll, a boltív tetején pedig az Isten Báránya (Agnus Dei) alakja, a többi oldalon pedig a két próféta szobrának helyén angyalok ábrázolása található. A fennmaradó felületeket a Krisztusra utaló alfa és ómega betűk töltik ki. A baldachin alsó részét egy faragott párkány zárja, amelyből egy átmeneti tetőt követően csatlakozik a nyolcszögletű kupola, ezt a nyolc darab szabályos háromszögből összeálló tető zárja le, melyet legfelül egy a kinti homlokzatéhoz hasonló kőkereszt díszít. A háromszögletű oldalakon további négy egyenlő oldalú háromszög található, míg a nyolcoldalú átmeneti részen található négyzet- és háromszög-díszítés motívuma az alatta lévő eredeti főoltár szélein ismétlődött meg. Ezek a fekete-fehér-vörös geometrikus díszítések visszaköszönnek a Szent Márk-székesegyház szentélyében és baldachinján, viszont a szegedi felépítmény tetejének anyaghasználata és felépítése a firenzei Szent János-keresztelőkápolnára hasonlít. Az áthelyezést követően az oltárt kisebbre építették át, és a díszítést tartalmazó széleiből alakították ki a szentségi kápolna új szembemiséző oltárát. A baldachin belsejét üvegmozaik díszíti. A templom kupolájához hasonlóan itt is csegelyekkel oldották meg a kupolába való átmenetet. A kör alakú piros csegelyeken horgony, méhkas, szökőkút és Noé bárkája látható, ezek az egyház ősi szimbólumai, ezeket 3-3 kék és arany színű elnyújtott háromszög fogja közre. A kék alapszínű boltozat szegélyét szecessziós virágmotívumok és csillagok díszítik, míg a közepén arany sugarak közepén a Szentlélek látható galamb képében.
A baldachin elhelyezkedése és az építkezés közben eszközölt változtatások előnytelenné tették a szentély kinézetét. Maga Foerk sem így képzelte el eredetileg a szentély kinézetét, ő még 1924-ben is 5 ablakkal tervezte meg azt, amelyből a középsőt utólag falaztatták be a Mária-mozaik miatt. Mivel a baldachin túl közel került az apszis végéhez, így kitakarta a mögötte lévő alkotásokat, például a fogadalmat megörökítő Tóth István-féle reliefsorozatot, a Magyarok Nagyasszonya-mozaikképet és az ablakokat. A második vatikáni zsinat után a liturgiában bekövetkező változások következtében a faltól elválasztott, körüljárható, szembemisézésre is alkalmas oltárok használata népszerűvé vált, így az eredeti baldachinos oltáron nem mutattak be szentmiseáldozatot, csupán a tabernákulum szerepét töltötte be. A 2015-ös felújítás során végzett legnagyobb változtatás a baldachint érintette, amelyet 23,5 méterrel előrébb helyeztek át, éppen a kupolatér közepébe. Ezzel a dóm kialakítása a római Szent Péter-bazilikához és Bernini baldachinjához vált hasonlóvá, a miséző papot így már a kereszthajókból is jobban láthatják a hívek. Az áthelyezés rendkívül összetett folyamat volt, mivel az oszlopok eltávolítása után is a szerkezet teljes tömege megközelítette az 54 tonnát, magassága 7,8 méter volt. A művelet összesen két hétbe telt, ezalatt acél- és fagerenda-állványzattal, valamint gipsszel stabilizálták a kupolát, majd kiemelték az oszlopokat alóla. A leemelt baldachint eredetileg 16 darab normál, kézi működtetésű, egyenként 10 tonna teherbírású hidraulikus munkahengerrel tervezték megemelni. A művelet közben viszont kiderült, hogy a gyakorlatban egy-egy henger emelőkapacitása nem volt több 4 tonnánál, így alig haladta meg a szükséges határértéke. A baldachin felemeléséhez ez ugyan elegendő volt, ám a 30 centiméteres szintkülönbség leküzdéséhez és a végső leeresztéshez már alkalmatlannak bizonyult, így új megoldást kellett a mérnököknek találniuk. A problémát végül a Hollandiából erre a célra hozatott 8 hidraulikus emelő- és két továbbítóhengerből álló rendszerrel tudták megoldani. Ezzel mozgatták egy sínpálya mentén óránként 64 centiméteres sebességgel. Végül az újonnan épített talapzatra visszahelyezték az eredeti oszlopokat, és ráengedték a tetőt.

A korábbi faltól elválasztott, körüljárható, szembemisézésre is alkalmas oltárt és az ambót elbontották, helyettük egy szintén ruskicai márványból készült oltárt helyeztek el a baldachin alatt. Az egyszerű, téglatest formájú tömb oldalait rendkívül gazdagon díszített kőfaragványok borítják, melyek ismétlődő népies motívumokat alkotnak. A precíz vágást igénylő elemeket vízsugaras vágóval készítették. A felújítás óta változott az új szentély képe, mivel eredetileg az ambó és a celebránsok székei a régi szentélyben maradtak. A fából készült ambót utólag szintén a baldachin alá helyezték el a miséző pap felőli bal oldalon elöl, míg a jobb hátsó oszlop mellé egy kisebb asztal került, ahol a liturgiához szükséges eszközöket lehet tárolni. A talapzatot hátsó irányban egy fából készült emelvénnyel megtoldották, ide kerültek át az új székek és a püspöki trón.

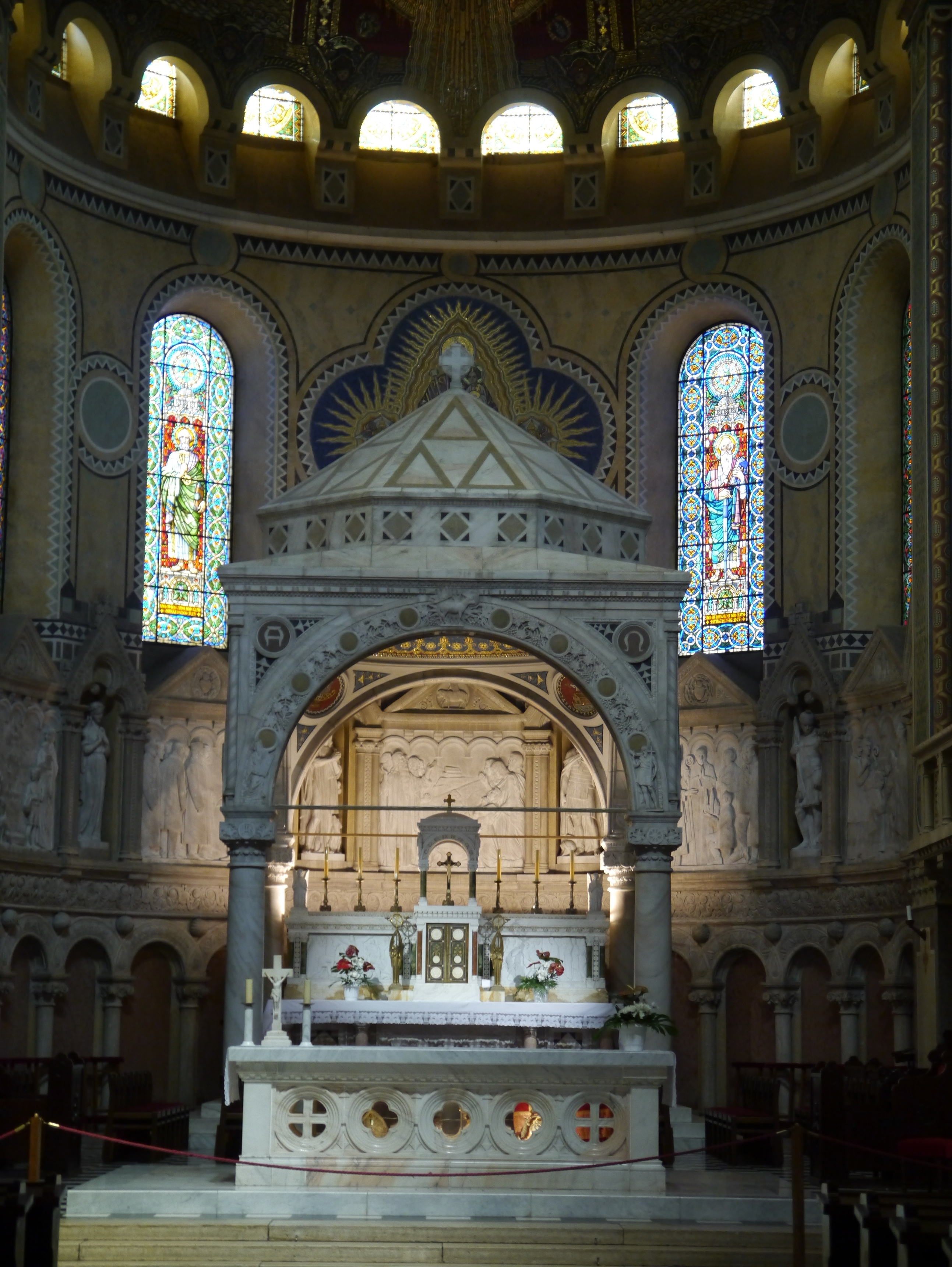
A baldachin és a szentély az átépítés előtt az apszis végén...
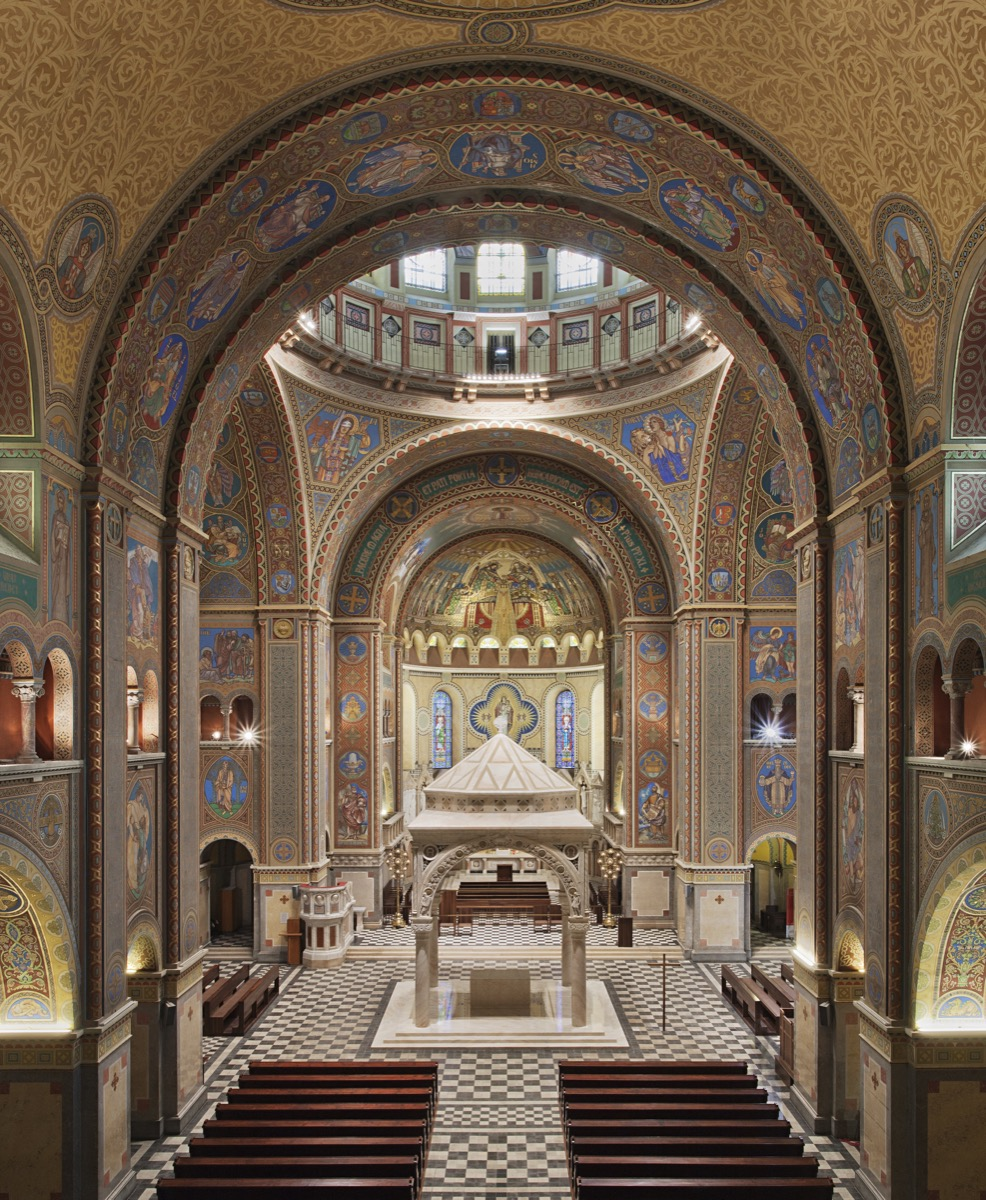
...és után, a négyezet közepén.
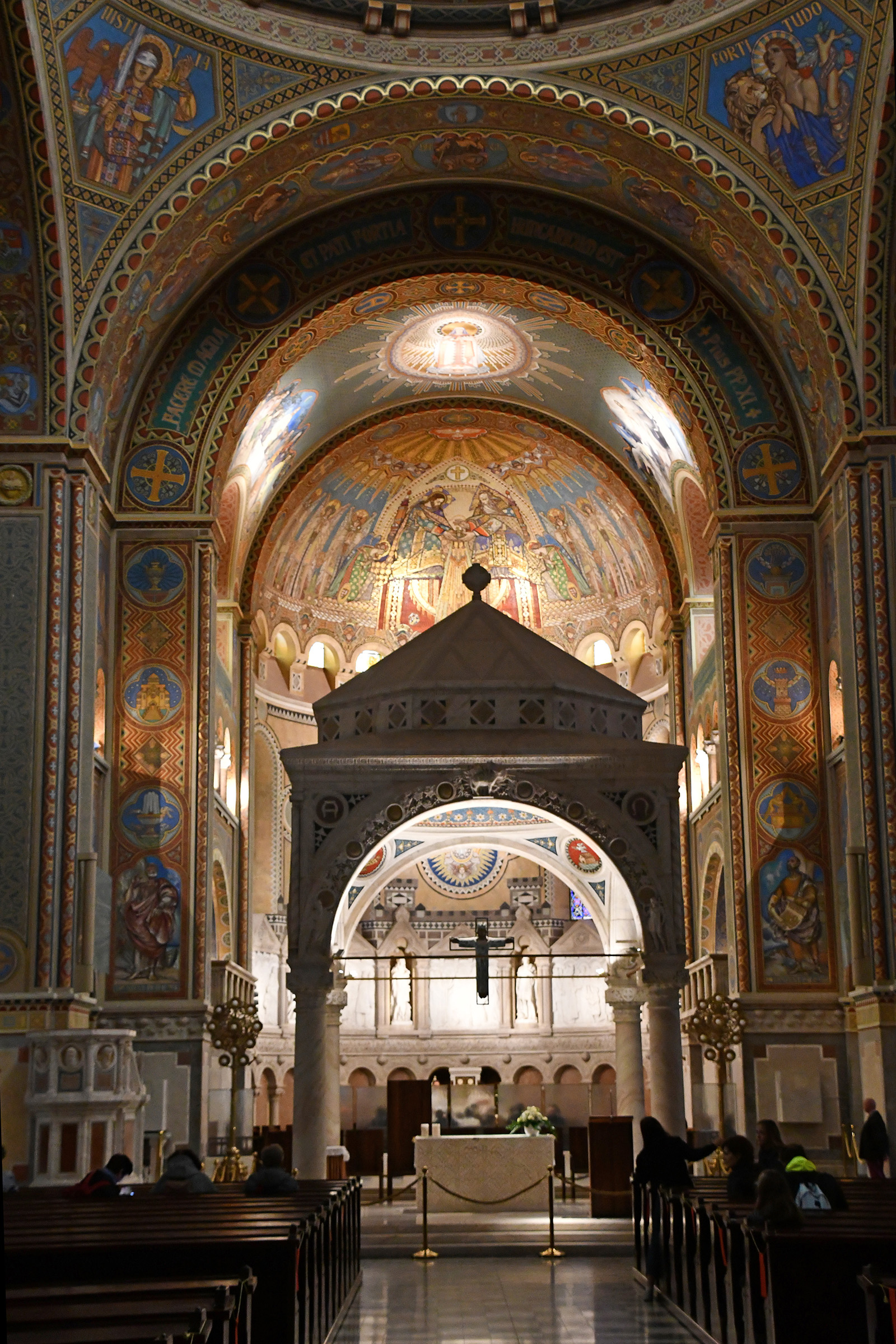
2021-ben, immár áthelyezett ambóval és székekkel.
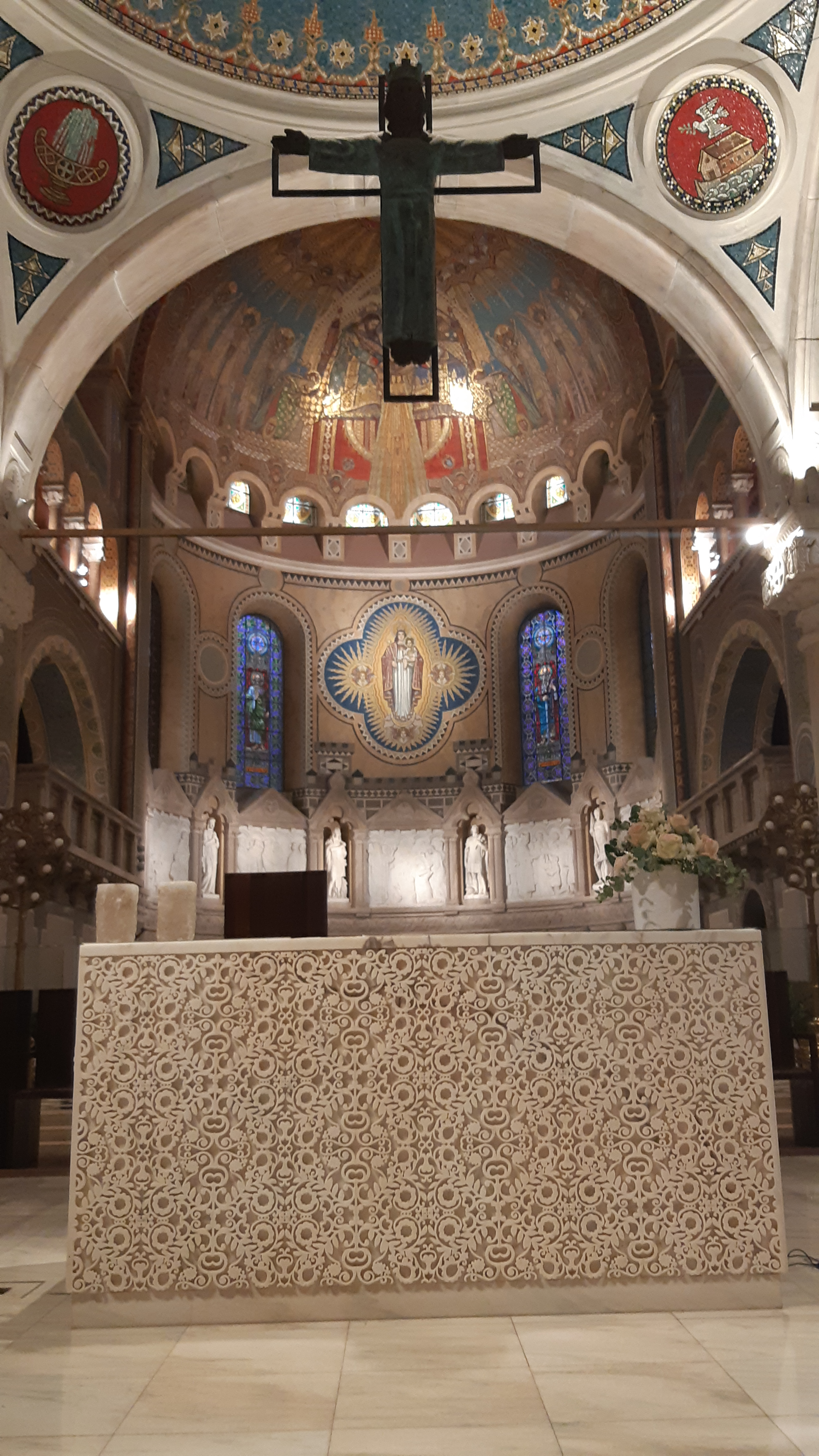
Az új főoltár.
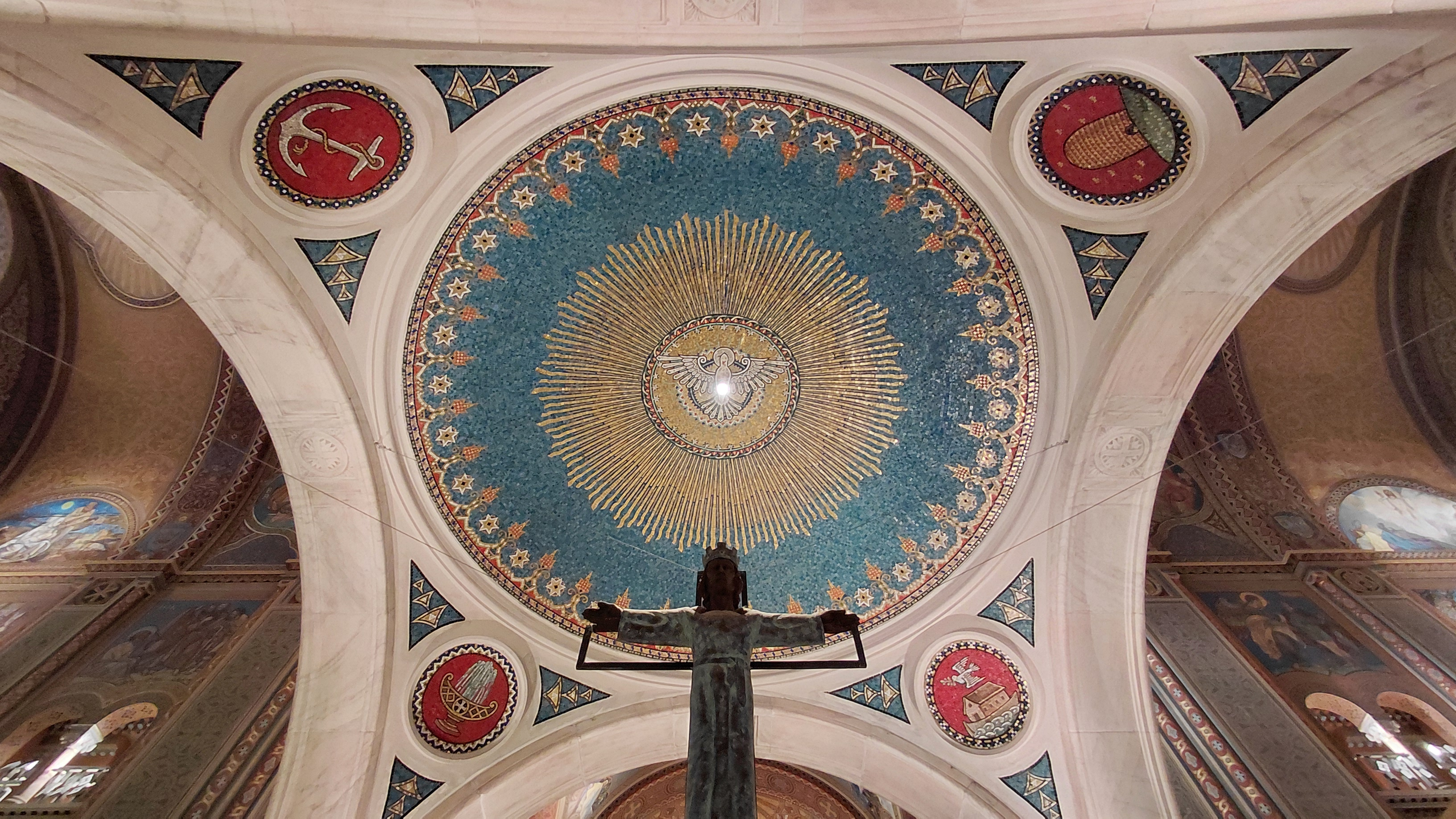
A baldachin belsejét díszítő mozaikok.

### Az egykori szentély (szentségi kápolna)
A székesegyház eredeti kialakítása szerint a főoltár az apszis centrumában helyezkedett el, fölötte a fehér márvány baldachinnal. Az eredeti tervek szerint a szentély többi részében kapott volna helyet a püspöki trón, a káptalan stallumai, valamint a segítők székei, ez végül eltérő formában, de megvalósult. A mélyen benyúló szentély miatt a kereszthajókból nem lehetett volna rálátni a misére, így a főhajó padsorai egészen a kupola közepéig benyúltak, hogy elég ülőhelyet biztosítsanak a híveknek. A második vatikáni zsinat után ideiglenes fa faltól elválasztott, körüljárható, szembemisézésére is alkalmas oltárt állítottak fel, végül 1992-ben az elbontott fehér márvány áldoztatórács elemeiből készült el a stílusban hozzáillő oltár és ambó, a többi elemből pedig a Szent Gellért-oltár elé emeltek korlátot. A 2014-től kezdődő felújítás során a szentélyt és funkcióját teljesen átértelmezték: áthelyezték belőle a baldachint, a nagy főoltárt visszabontották, az ambót és a faltól elválasztott, körüljárható szembemisézésre is alkalmas oltárt pedig teljesen elbontották. A korábbi püspöki trón, térdeplők, stallumok, székek és padok egyvelege helyett egységesebb új fa padokat helyeztek el. A terület új funkciót kapott, és itt alakították ki a dóm turisták elől elzárt szentségi kápolnáját, melyet imádkozási és elmélkedési célra lehet használni. A főhajótól egy újonnan kialakított modern, letisztult szentélyrekesztő választja le, melynek két szélén kapuk találhatók. A fa és üveg szentélyrekesztőt számos dísznövénnyel tették látványosabbá, hogy kevésbé tűnjön fel a jelenléte.

#### A diadalív festményei
A dóm szentélyének kezdetét és elválasztását a négyezettől a diadalív alkotja, amely egyben le is szűkíti a szentély szélességét. A diadalív félköríves boltívén egy latin idézet olvasható: „FACERE MAGNA ET PATI FORTIA HUNGARORUM EST + Pius PP. XI. +” (Nagyot tenni és bátran szenvedni magyar [dolog].) A szöveg zöld mezőben fehéren keretezett piros betűkkel lett felírva, így a magyar nemzeti színekre utal. Az idézet vélhetően 1929. december 17-én hangzott el, amikor XI. Piusz pápa aranymiséje előtt köszöntötte őt a magyar küldöttség. A Sala del Consistorioban megrendezett fogadáson Serédi Jusztinián esztergomi hercegprímás köszöntötte a pápát, és kiemelte a keresztény magyar nép elmúlt 1000 évének szenvedéseit. A pápát az ország és a magyar katolikus egyház történetét összefoglaló 1500 kötetes, pergamenes díszkötésű könyvsorozattal ajándékozták meg. Barcza György vatikáni magyar követ franciául üdvözölte a több nyelven is beszélő pápát, ebben kiemelte, hogy az elmúlt évezredben a magyarság milyen bátran harcolt az európai kultúra és a kereszténység oldalán. Végül a pápának átadta Horthy kormányzó saját kézzel írott üdvözlő levelét. A pápa meghatódottan köszönte meg az ajándékot és a beszámolókat, és egy régi latin mondást idézett fel: Et facere et pati fortia Romanum est, viszont ezt a magyarokra vonatkoztatta. Az eredeti mondás Titus Livius ókori római történetíró Ab urbe condita című munkájából származik, amely szerint a kezét a tűzbe tartó Caius Mucius Scaevolától hangzott el. A boltív belsejében 9 nagyobb kör alakú mező, valamint közöttük 8 kisebb elforgatott négyzetben elhelyezett kereszt látható. A páratlan körökbe különféle díszítésű görög keresztek kerültek, míg a párosokba Mária nevének betűi festették fel M-Á-RI-A kiosztásban.
A mennyország kapuját is jelképező diadalíven Szűz Mária hagyományos szimbólumai tűnnek fel, melyek a loretói litániában is szerepelnek: jobb oldalon fölülről lefelé a tömjéntartó (illatos) oltár, Dávid királynak tornya és a frigynek szent szekrénye, míg bal oldalon a manna aranyedénye Áron főpap kirügyezett vesszejével, az aranyház és a lepecsételt forrás ábrázolása látható. Ezek a motívumok egyszerre szimbolizálják Szűz Máriát és Krisztust, és páronként egy-egy Szűz Máriához kötődő ünnepre utalnak. Maga Glattfelder püspök 1929-es körlevélében arról írt a papjainak, hogy Szűz Máriát és Jézust egymástól elválasztani nem lehet.
A diadalív alján két apostol életnagyságú ábrázolása látható, a több mint 50 évig üresen hagyott falfelületet Patay László festette ki 1983-ban. Bal oldalon Szent Péter apostol alakja látható, akit mezítláb ábrázolt a művész, a háttérben az apostol életéhez tartozó halászcsónak és kakas is meg lett festve. A jobb oldalon Szent Pál apostol áll, kezében irattekercset tartva, római szandált viselő lábainál pedig a Mediterráneum térképe látható. A szekkók felülete egyenként 4 négyzetméter.

#### Szentháromság-apszismozaik
Az egykori szentély két kiemelkedő mozaik alkotással rendelkezik, ezek az apszis Szentháromság-mozaikja és a főoltárképnek tekinthető Patrona Hungariae-mozaik. Mindkét alkotás Zsellér Imre munkája, aki ugyan üvegfestő művészként vált nevezetessé, de Róth Miksa műhelyében a mozaikkészítést is elsajátította. Hozzá köthető a legnagyobb magyar festett üvegablak-együttes (Vakok Állami Intézete) és a legnagyobb felületű mozaik (Zugligeti Szent Család-plébániatemplom) elkészítése is. A templom mozaikjainak méretét jól mutatja, hogy Zsellér és 12 mozaikrakó munkatársa hat és fél hónapon át dolgoztak rajra. Minden négyzetméterhez 3-4000 mozaikcsempére volt szükség, melyekből 2800 különböző színárnyalatot használtak fel.
Az apszismozaik kompozíciója, a figurák megjelenítése a kor hazai szecessziós mozaikjaival mutat rokonságot, de magán hordozza a poszthistorizmus vonásait és az a népies stílusjegyet, amely Márton Ferenc „székely festőművészetére” olyannyira jellemző volt. A művész vélhetően a római Santa Maria Maggiore-bazilika apszisának Jacopo Torriti által készített mozaikját vehette alapul.
A mozaikkép Mária mennybevételét és megkoronázását ábrázolja. A kép közepén az Atyaisten és Jézus egymás mellett ülnek egy nagy trónuson, kezükben tartva és megáldva a magyar Szent Koronát. Az ábrázolásuk megfelel a nikaia–konstantinápolyi hitvallásnak: „fölment a mennybe, ott ül az Atyának jobbján, de újra eljön dicsőségben, ítélni élőket és holtakat, és országának nem lesz vége.” Az Atya és a Fiú egyetlen közös trónon ülnek, amely az egylényegűség (homoousziosz) dogmájára utal. Szemből nézve jobbra foglal helyet az Atyaisten, aki kezét áldásra kinyújtva tekint a vele szemben ülő és a felé a magyar Szent Koronát nyújtó Jézusra. A koronából lefelé vastag arany fénysugár árad ki, amely keresztülhalad a két központi alak előtti bíborszőnyegen. Ennek a szőnyegnek az alján két alig látható címert helyeztek el: Szeged városáét és Glattfelder püspökét. A trónus két szélén egy-egy hagyományos faragott magyar kopjafa áll, mögöttük fehér és arany színű háttámla, alattuk pedig vörös és arany díszítésű drapéria lóg le. A trónt két oldalról egy-egy térdelő angyal szegélyezi, akik pajzsán a korona nélküli magyar címer látható, mivel a korona Istennél van. Az apszis legtetején látható a galamb formájában ábrázolt Szentlélek, akitől a kép harmadáig leérő aranysugarak indulnak ki. A kompozícióban három sornyi angyal helyezkedik el szimmetrikusan, amelyek soronként hasonló kinézetűek és méretűek, m a sorok között már jelentős az eltérés. A Szentlélek sugaraiban és legalul az apszis ablakai fölötti csegelyeken 4-4 kis angyal alakját ábrázolták, melyeknek csak a fejük és a szárnyaik látszódnak. A középső sávban 3-3 nagy méretű, kezüket imára összetéve tartó angyal áll, akiknek az ábrázolása jelentősen eltér a hagyományostól. Kinézetüket a szecesszió és a bátor színhasználat határozza meg, és magyaros jellegű díszes mintájú ruhákat viselnek, köpenyük pedig eléggé hasonlít a szentély boltozatának közepén lévő „Szögedi Szűrös Madonna” ruhájára.
A Szentháromság ennyire hangsúlyos ábrázolása szokatlan egy olyan templomban, melynek más a titulusa. Az 1924-ből fennmaradt tervek szerint eredetileg az apszisban a Kis Jézust a kezében tartó Magyarok Nagyasszonya lett volna látható, amint két oldalt térdelve a magyar szentek a közbenjárását kérik. Ekkor még öt nagy ablaka lett volna a szentélynek, és nem volt nyoma külön Mária-mozaiknak a falon, néhány évvel később viszont teljesen megváltozott a koncepció, ezért vált szükségessé a templom patrónusának egy eredetileg nem tervezett ábrázolását is elkészíteni a középső ablak helyén. A templom belső díszítésének megváltoztatott tematikáját a közelmúlt történelmi eseményei mellett az akkori teológiai aktualitások is erősen befolyásolták. A politikai szimbolikát magyarázza, hogy Szent István 1038-ban Szűz Máriának, I. Ferenc József pedig a világháború alatt Jézus Szívének ajánlotta fel az országot, vagyis az Apostoli Magyarország egyszerre lett Mária országa (Regnum Marianum) és Krisztus királysága. Az első világháborút követő békétlenség, számos monarchia és állam összeomlása miatt XI. Piusz pápa az 1925-ben esedékes jubileumi szentév jelmondatának és mottójának a latin „Pax Christi in Regno Christi” (Krisztus békéje Krisztus országában) idézetet választotta. Ezt kiegészítve a jubileumi év ünnepélyes lezárásaként, szinte megkoronázásaként a Quas Primas kezdetű enciklikában meghirdette Krisztus király ünnepét december 11-ére, amely a szentév folytatása, meghosszabbítása kívánt lenni. Ráadásul 1925-ben volt esedékes a niceai zsinat 1600. évfordulója, amely kimondta az egyszülött Fiúnak az Atyával való egylényegűségét, ami Krisztus királyi méltóságát hirdette. Ekkor került bele a nikaia–konstantinápolyi hitvallás szövegébe az „országának nem lesz vége” hitigazság. Az ünnep végül október utolsó vasárnapjára került, azaz az egyházi év utolsó, záró ünnepe lett. A dómot részben emiatt 1930. október 24-25-én, éppen Krisztus király ünnepén szentelték fel Szűz Mária tiszteletére, ami ismét magyarázza a kettős szimbolikát.

#### Patrona Hungariae-mozaik
A templom szentélyében az eredeti tervek szerint öt ablakot építettek volna, amelyek a Budavári Koronázó templomhoz hasonlóan itt is Szent Józsefet, Szent Pétert, Szent Pált és Keresztelő Szent Jánost ábrázolják. Feltételezhető, hogy a középső ablakon Budához hasonlóan Jézus lett volna látható. Az 1925 utáni változtatások során azonban a középső ablak helyét befalazták, és a helyére egy újabb, 6 m²-es mozaikkép került. A négykaréjos, farkasfogakkal díszített keretben elhelyezkedő Magyarok Nagyasszonyát ábrázoló kép Szörényi-Reischl Károly terve alapján készítette Zsellér Imre 1929-ben, és a szintén általa, de Márton Ferenc tervei alapján készített apszismozaikhoz képest egészen más képi világot képvisel. Színhasználata és stílusa is visszafogottabb, nem jelennek meg rajta a szecesszió motívumai, sokkal inkább a klasszikus, Róth Miksa-féle mozaik- és ablakalkotásokhoz hasonlít.
Szűz Mária fejét a Szent Korona díszíti, testét a magyar koronázási palást borítja be, jobb kezében a magyar királyi jogart, balján pedig a Kis Jézust tartja, aki a kezében az országalmát fogja. Ez a Magyarország királynéja ábrázolás még nagyobb hangsúlyt kap azáltal, hogy a Szűz Mária egy vékony, félkör alakú holdsarlón áll, utalva a hazai Mária ábrázolások között nagy hagyománnyal bíró, úgynevezett Sarlós Boldogasszony-típusra. Az ábrázolásmód emellett utal a Napbaöltözött Asszony alakjára, amely a Jelenések könyvében jelenik meg. Erre utal a Máriát körülvevő fénysugarak gyűrűje, valamint az alul, illetve jobb-és baloldalán elhelyezkedő kerubok. Az ábrázolásmód viszont a kultúrpolitikában is jelen volt ekkor, mint például a forgalomban lévő 2 pengős ezüstérmén vagy a 10 pengős bankjegyen (igaz, már ekkoriban is évszázados múltra tekintett vissza az előbbi érme ezen motívuma). Ez a korban népszerű Szent Korona-tannal együtt a király nélküli királyság létjogosultságát próbálta jelképesen igazolni. Ugyanakkor ez a fajta kompozíció a 17. század óta elterjedt és közkedvelt ábrázolásmódnak tekinthető, amely abból az szemléletből ered, amely Szűz Máriát a világ királynőjeként ábrázolja; eredetileg leginkább a jezsuiták ábrázolták Máriát koronával. A magyar koronázási jelvények jelenléte viszont kifejezetten hazai sajátosság, és a Magyarok Nagyasszonyára utal. Máriát négy olyan karéj veszi körül, amelyek farkasfogakkal vannak díszítve, de az egyes karéjok motívumai elkülönülnek egymástól, míg az ablakok körül futó sávok egymásba csavarodnak. A polikróm márványból kialakított ívek egyenként 19 darab háromszögből állnak, ezt néggyel szorozva 76-ot kapunk. A dóm szentélyében nem sokkal a mozaik alatt látható az I. Ferenc József király szegedi látogatását és a város újjáépítésére tett fogadalmát ábrázoló dombormű. Az újjáépítés gyakorlatilag a király látogatásával kezdődött meg 1879. március 17-én, amely az év 76. napja, a díszítés ezt jelképezi.

#### A „Szűrös Madonna” avagy „Papucsos Madonna”
Szokatlan módon a szentélyben egy másik nagy méretű Szűz Mária-ábrázolás is látható, amely szintén Márton Ferenc alkotása. A jelenlegi formájában elkészült 8 m²-es kép Szűz Mária megkoronázását ábrázolja, ám az eredeti tervek szerint egy jóval nagyobb, 115 m²-es kompozíció középső eleme lett volna, melynek témája az Árpád-házi királyok Mária előtti hódolata lett volna. A források szerint az éjszakai nyugalomban magányosan dolgozó művész nem tudta folytatni a munkát, mivel 1930-ban megkezdődött az orgona behangolása, melyet szintén éjjel végeztek. A festmény nem sokkal az elkészülte után, már az 1930-as években a Szűrös Madonna, Papucsos Madonna, vagy Szögedi Madonna nevet kapta.
A kép a szentély dongaboltozatának közepén, díszes fénysugarakkal körülvett ovális keretek belsejében áll. A legkülső réteg hármasával csoportosított arany fénysugarak koszorújából áll, melyet több, a szecesszióra jellemző geometrikus díszítősáv követ. A festmény belsejének háttere térhatású, arany és fehér pávatollmintás díszítésű, míg Mária glóriája már ismét szabályos kör alakú. Alul egy hullámtarajokhoz hasonló talapzat és egy angyal található, utóbbi hajviselete illeszkedik az apszismozaik és a főhajó többi angyalához. Középen áll Szűz Mária alakja, akinek viselete hasonló a szentély többi alakjának magyaros-szecessziós viseletéhez, de azoknál népiesebb. Bár fátyla a hagyományos ábrázolásokhoz hasonlóan világoskék színű, vállán egy hagyományos cifraszűrt visel, és az alatta lévő ruháján is vele azonos mintájú hagyományos zsinórhímzéses díszítés húzódik végig. Az alkotás legkülönlegesebb eleme a lábbeli, mivel Mária egy jellegzetesen helyi, piros színű és hegyes orrú szegedi papucsot visel.
2023 áprilisában a dóm altemplomában kiállítást rendeztek a legszebb szegedi papucsokból, magának a tárlatnak is a festmény ihlette a címét: „Szegeden még Szűz Mária is papucsban jár.” Kondé Lajos plébános a megnyitó beszédében kifejtette, hogy a profánnak tűnő ábrázolásmód valójában a helyi Mária-tisztelet egy bensőséges formájának tekintendő: „Lehet-e nagyobb tisztelet egy közösségtől, mintha a saját ruhájába öltözteti azt, akit tisztel? Amikor a szegediek megfestették a Szűrös Madonnát, és szegedi papucsot adtak a lábára, a legnagyobb tiszteletüket, hódolatukat fejezték ki a város segítője, a boldogságos Szűz Mária előtt.”

#### A szentély domborművei
Az apszis alsó felét Tóth István 5 darab nagy méretű fehér márványból faragott domborműve díszíti, amely az árvíznek és a fogadalomnak állít emléket. Az alkotások közötti teret díszes neogótikus mérművekkel díszített szoborfülkék töltik ki, melyek többségében Szeged városának történelméhez kötődő népszerű szentek életnagyságú szobrai állnak.
Balról az első, Árvízi katasztrófa című dombormű magának a szegedi nagyárvíznek állít emléket. A két szélen az elöntött várost szomorúan szemlélő alakok figyelik a háttérben csónakban mentő embereket. Leghátul a középpontban a régi Szent Demeter-templom alakja sejlik fel. A második alkotás címe: Ferenc József meglátogatja az árvíz által romba döntött várost. A kép középpontjában az uralkodó áll, mögötte a kíséret tagjai, többek közt a mellette álló Tisza István miniszterelnök, míg bal szélen Szeged város elöljárói kérnek segítséget, a legelöl álló Pálfy Ferenc polgármester éppen a kezét nyújtja a király felé. A középső kép némileg eltér a többitől, mivel bibliai jelenetet ábrázol, és csak jelképesen kapcsolódik a szegedi eseményekhez. Ezen a domborművön Noé és családja a vízözön után oltárt épít és hálából égőáldozatot mutat be Istennek, a háttérben pedig az Ararát csúcsán megfeneklett bárka tűnik fel. Ez egyértelműen párhuzamba állítható a szegediek megmenekülésével és a templomépítésre tett fogadalmukkal. A negyedik domborművön a térdelő Foerk Ernő főépítész Glattfelder Gyula püspök felé nyújtja a tervezett Fogadalmi templom modelljét, a háttérben a többi alkotó, többek közt Schulek és maga Tóth is feltűnik. Az ötödik, utolsó dombormű az elkészült templom felszentelését ábrázolja, amelyen Glattfelder és Foerk alakján kívül Somogyi Szilveszter polgármester és Várhelyi József plébános is feltűnik.
A domborművek lapjait szegélyező 6 szobor közül a két szélen, egymással szemben áll balra Ádám, jobbra pedig Éva alakja. A 4 szent szobra balról jobbra: Szent Rozália, aki a korábban itt állt és elköltöztetett Szent Rozália-kápolna névadója; Szent Rókus, a Rókus városrész névadója; Szent Demeter, a korábban itt álló templom patrónusa; valamint Szent Flórián, az árvizek és tűzvészek ellen küzdők védőszentje.

#### A szentély további festményei
A szentély boltozatának közepén a Szűrös Madonna alakja látható, a háttere pedig a hajókkal szemben nem sárga ornamentikájú, hanem aranyszegélyű zöld rombuszok töltik ki. Az ablak feletti területeket már eredetileg is szekkók számára különítették el, ám ezek nem készültek el az 1930-as felszentelésre, sőt évtizedekkel később is csak a fehérre meszelt helyük volt látható. A hiányzó képeket végül a templom többi üresen hagyott helyét is kifestő Patay László készítette el. A város felőli oldalra az utolsó vacsora jelenete került, míg a Tisza felőli falfelületre Jézus feltámadását festette meg. A képek különlegessége hogy (a kereszthajók képeihez hasonlóan) a művész több valós személy arcvonásait is megörökítette a festményeken. Az utolsó vacsora jeleneténél például a tanítványok között látható Gyulay Endre püspök és Ábrahám István kanonok, a templom akkori plébánosa is.

A függőleges falfelületek felosztása a főhajóhoz hasonló: az ablak alatt egy bibliai idézet olvasható, a két szélen szentek állnak, alattuk pedig egy-egy erény szimbóluma látható. A templom másik végének 4 hiányzó szentjéhez hasonlóan ezeket is Patay készítette el. A négyezet felőli bal oldalon Boldog Apor Vilmos püspök és Szent Demeter áll, alájuk pedig az Eszme és Jóság szimbólumai kerültek. A jobb oldali falon Boldog Özséb és Szent György, illetve az Oltalom és Erő tekinthető meg. A négy erény értelmezése évtizedeken át bizonytalanságba ütközött, míg a főhajóban a 8 boldogság egyértelmű volt, ezt a négyest nem lehetett egyértelműen magyarázni. Horváth Gábor több évnyi kutatómunka, az építők levelezése és Glattfelder prédikációi alapján rekonstruálta az eredeti tervekben nem szereplő szimbólumok ábrázolásának okát. A korábbi kiadványok megpróbálták ezeket isteni erényekként leírni, vagy Madách Imre drámájából, Az ember tragédiájából levezetni. Horváth 2017-es tanulmányában levezette, hogy ezek a máshol ilyen összetételben sehol sem megtalálható tulajdonságok az apostoli királyok erényei, és ez magyarázná a dóm többi szimbólumát is, melyekben az eredetileg tervezettnél jóval több nemzeti és királyi téma jelent meg. Ezek alapján a dómot szánták volna az új magyar koronázótemplomnak, ha esetleg ismét királya lett volna az akkor már egy évtizede uralkodó nélküli országnak.

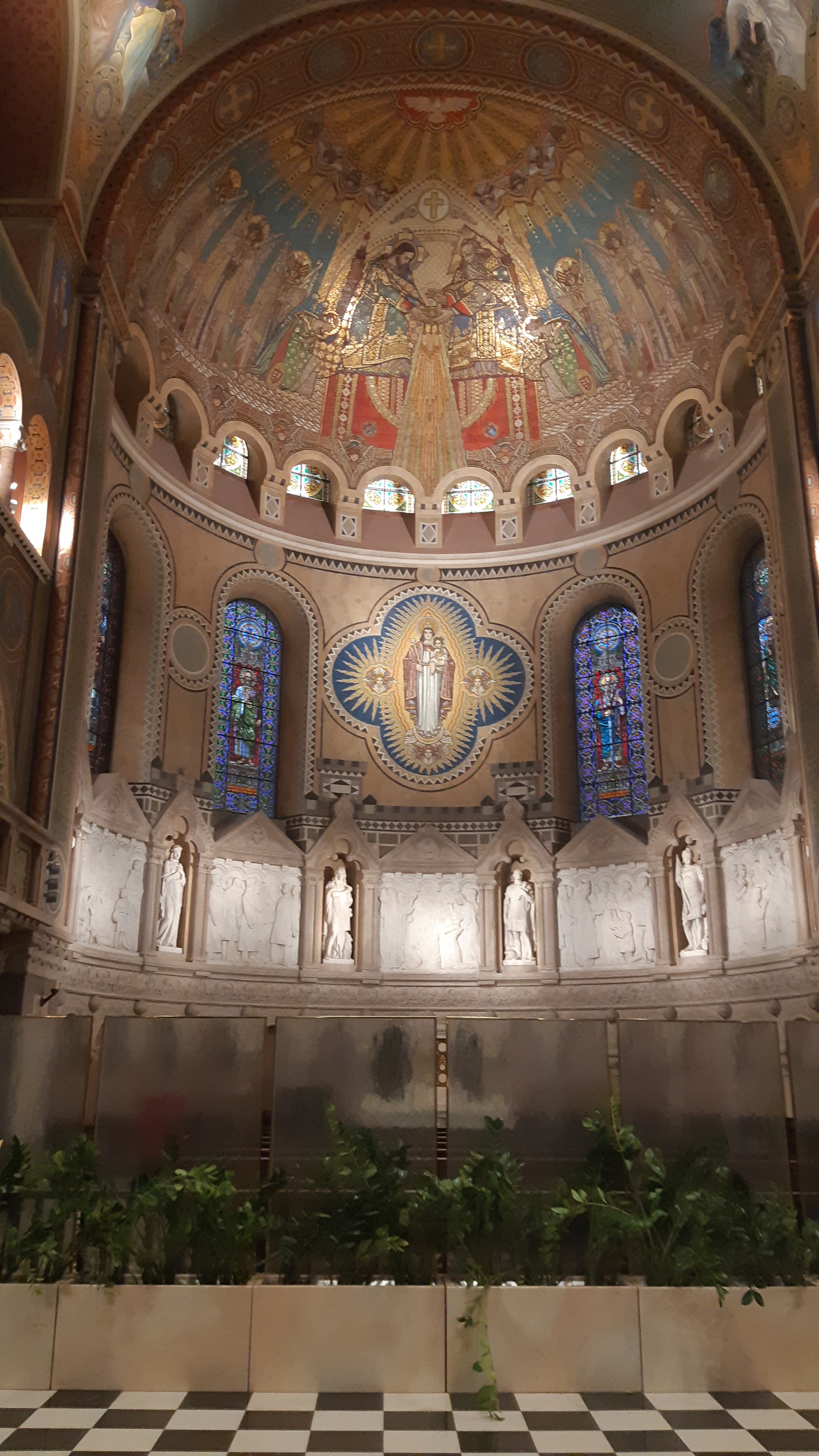
A szentségi kápolnává átalakított egykori szentély
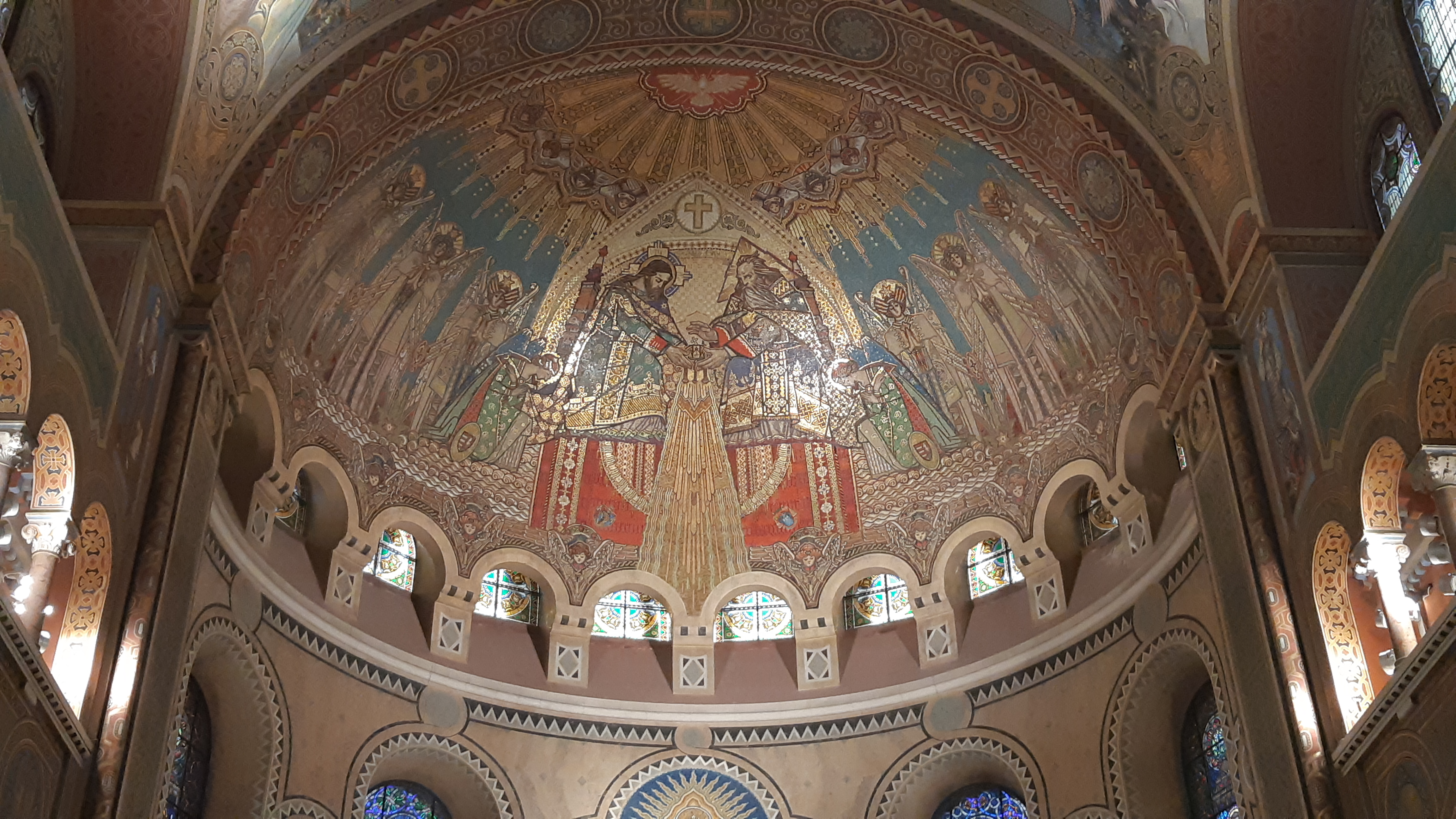
A Szentháromság-apszismozaik
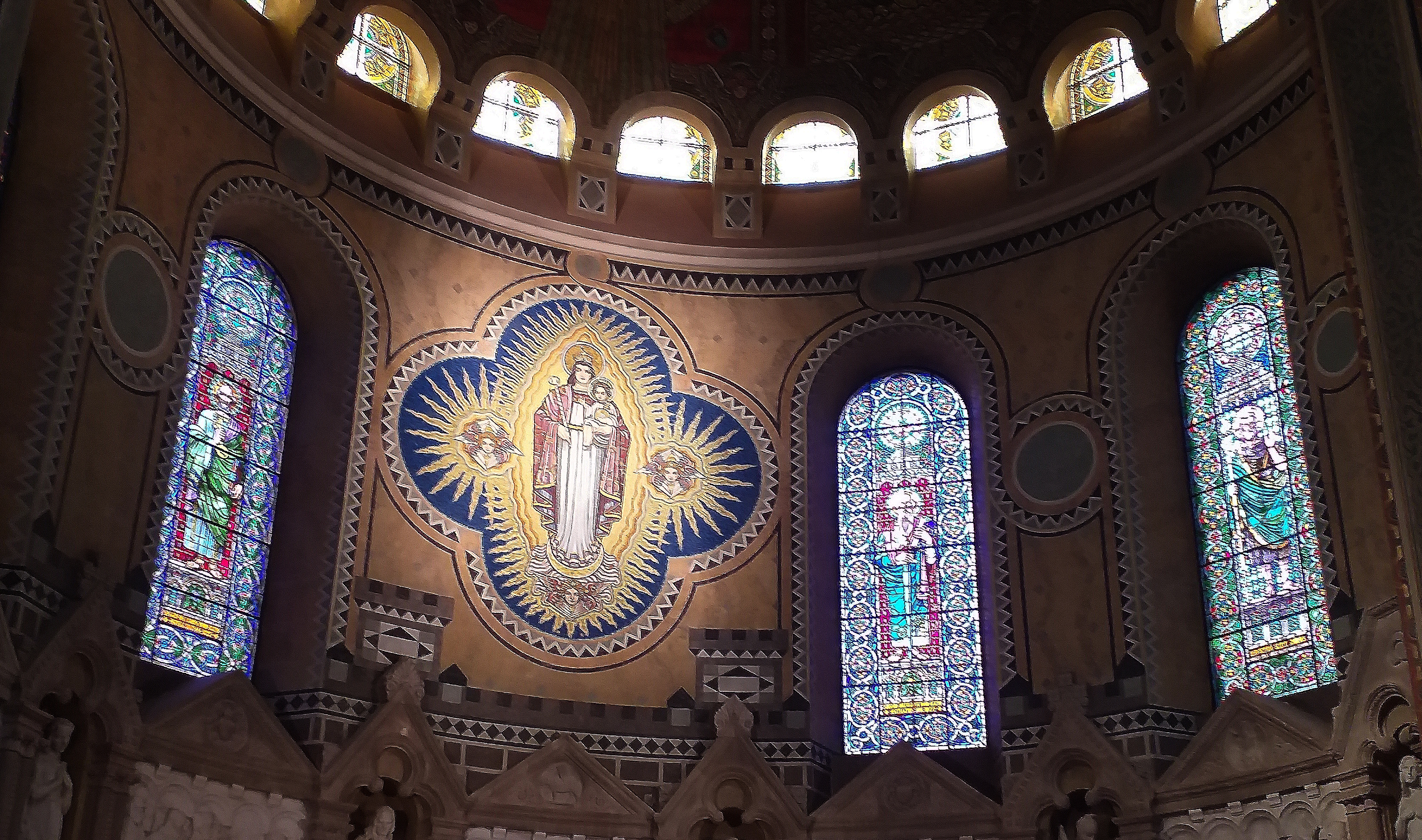
A Magyarok Nagyasszonya-mozaikkép
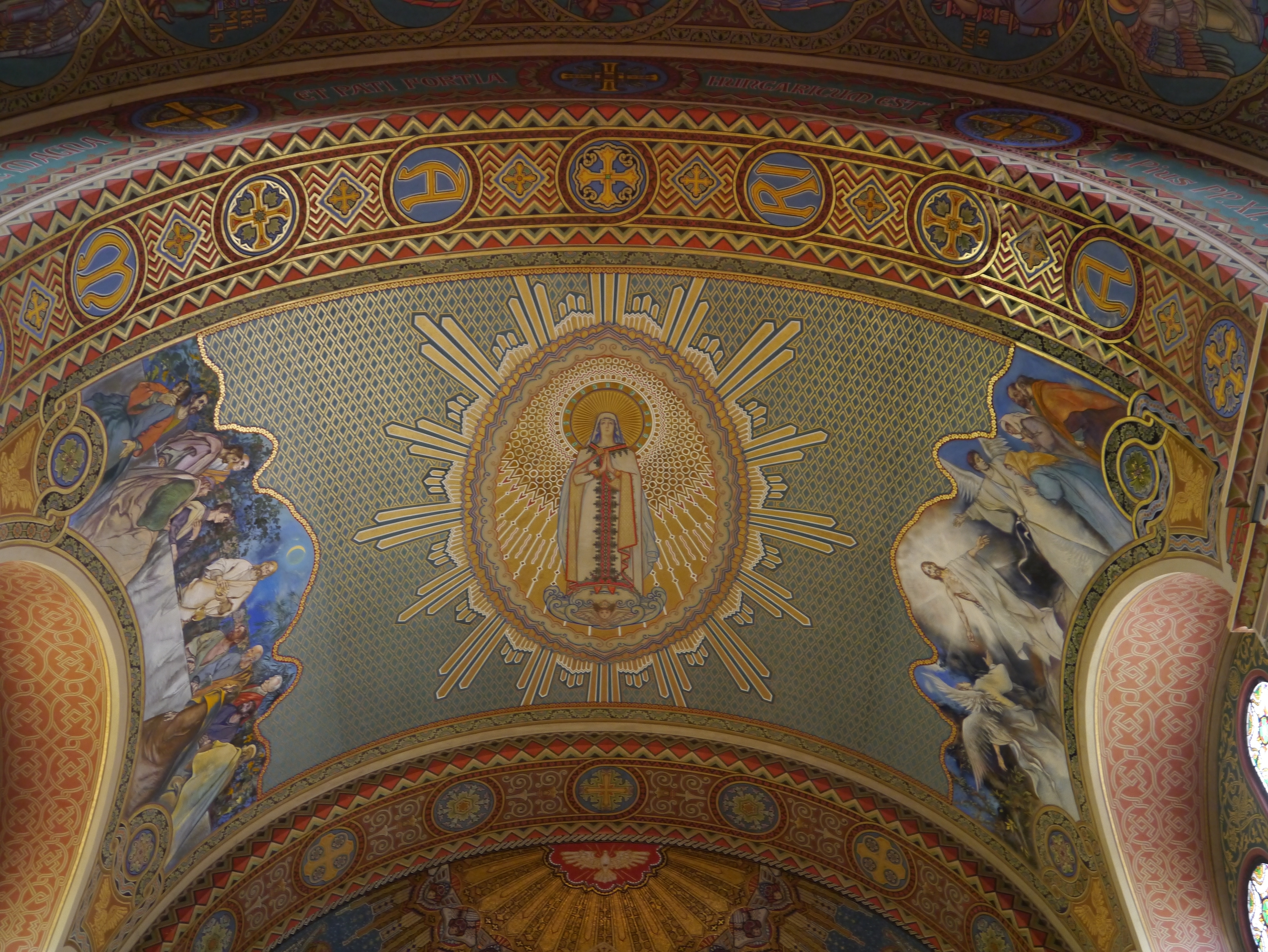
A szentély boltozata, középen a „Szűrös Madonna” alakja
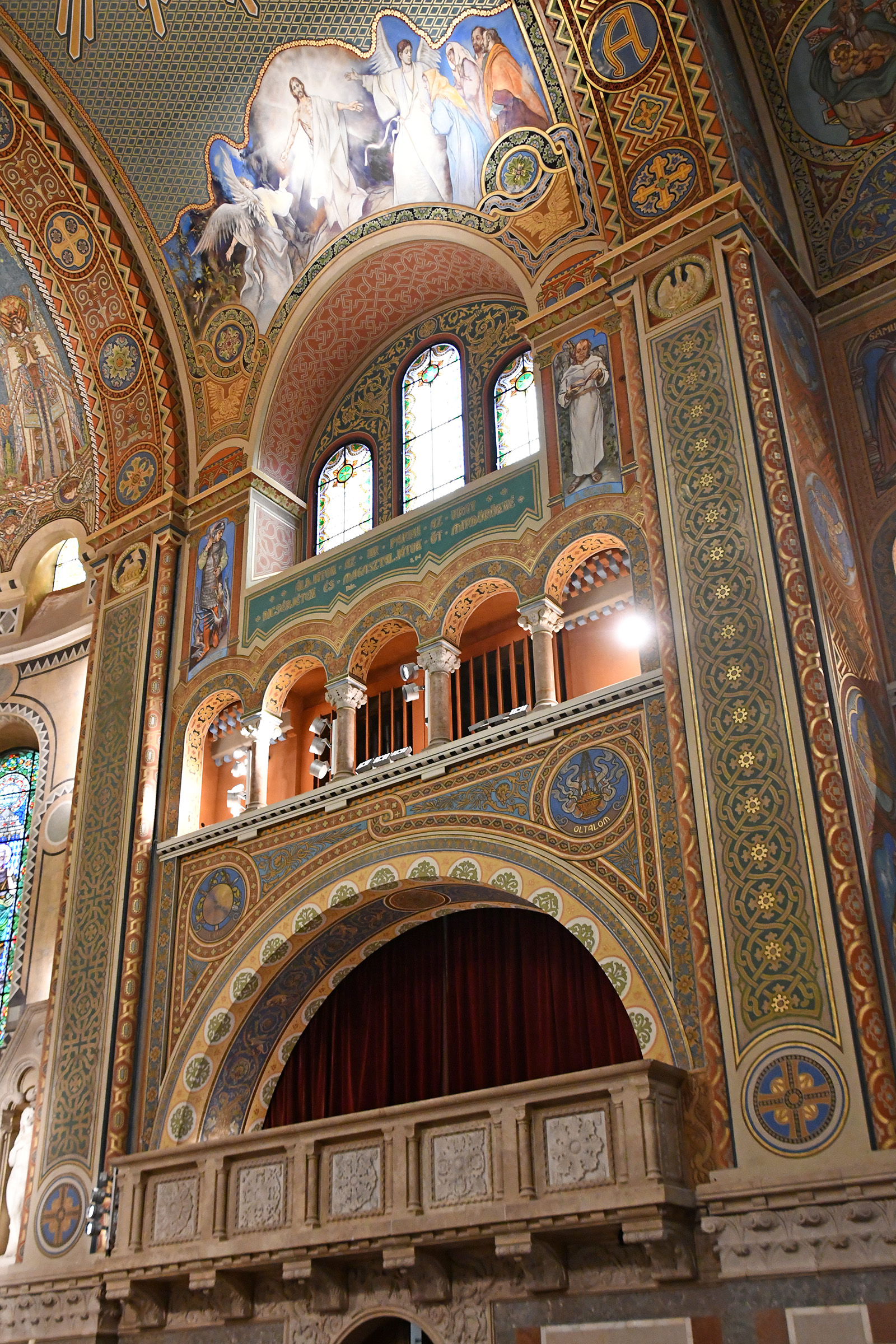
A Tisza felőli fal, a fenti trifóriumban helyezkedik el a karorgona

### A kereszthajók
A négyezetből nyílik a templom két kereszthajója. Ezek keresztmetszetileg megegyeznek a főhajóval, magasságuk és szélességük is azonos, a legnagyobb különbséget az okozza, hogy az egyetlen boltozatuk rövidebb. Ez leginkább a trifóriumon figyelhető meg: míg a főhajóban boltozatonként 5 nyílás található, a mellékhajókban már csak 3, emiatt nincs helye az ott megszokott ablakoknak, a felső részeken freskók helyettesítik azokat. A mellékhajók kialakítása aszimmetrikus: a szentély felőli oldalukon egy-egy kis apszissal és ablakokkal rendelkező kápolna nyílik, míg a főhajó felőli oldal egyenes fallal záródik, mivel annak túloldalán találhatók az oldalsó bejáratok és a hozzájuk tartozó előtér. Ezen falak elé helyezték el a székesegyház legjelentősebb szobrászati alkotásait. A kereszthajókat egy-egy félkör alaprajzú apszis zárja, amelyek azonban fele olyan szélesek, a két oldalon fennmaradó falfelületeket pedig további festmények díszítik. Az apszisok közepén állnak a nagyobb mellékoltárok, mögöttük vakboltívsor húzódik, a falak középmagasságában 3 nagy méretű ablak nyílik, azok fölött egy jóval kisebb ablakokból álló sor következik, melyet aztán egy félgömb alakú félkupola zár le. Az apszis és a kereszthajó közötti boltív feletti félkör alakú falfelületet kék alapon gazdag kacskaringós szőlőmotívum tölti ki, melynek közepén nyílik a rózsaablak. Mindkét kereszthajó díszítése hasonló, ám a tényleges motívumok mindkét oldalon eltérnek egymástól. A szekkókat mindkét oldalon Patay László készítette.

#### A keleti kereszthajó
A főhajó felől nézve jobb oldal kereszthajó 107 négyzetméter összfelületű szekkóit Patay 1999-ben festette meg, témái Jézus életét és csodatetteit mutatják be. A jobb alsó képen az angyali üdvözlet jelenete látható, fölötte pedig Jézus születése Betlehemben, valamint a pásztorok és a napkeleti bölcsek hódolata. A jobb felső mezőben a kánai menyegző és a víz borrá változtatása, alatta pedig a vak meggyógyítása következik. A bal oldali falon a trifórium feletti mezőben a tanító Jézus szerepel, afölött pedig Krisztus színeváltozása. A jobb oldali falon Jézus mint a jó pásztor szerepel, míg felette a Jeruzsálembe való bevonulás.
Az apszisban a Szent-kereszt-mellékoltár áll, mellette pedig egy Szent Antal-szobor. A kisebbik apszisban egy másik, jóval szerényebb méretű Szent Kereszt-oltár áll, tőle balra pedig szürke gránit posztamensen Szent II. János Pál pápa bronz mellszobra, melyet a szegedi születésű és itt is tanuló, majd Szentesre került Csíky László készített 1995-ben, majd a pápa halála után 2005-ben ingyen adományozta a templomnak. Ezekkel szemben, a főhajó felőli falnál áll Klebelsberg Kunó vörös mészkő síremléke.

#### A nyugati kereszthajó
A nyugati kereszthajó zárófalát Patay 1980-ban festette ki, ez az 52 négyzetméteres szekkó volt az első munkája, amelyet aztán még 20 éven át folytatott. Ennek 4 képe Szent Gellért életének állomásait dolgozza fel. A bal alsó képen Gellért az ifjú Szent Imre herceget tanítja, és hátulról Szent István király figyeli őket. Az efölötti mezőben Gellért püspöki ruhájában a szószékről prédikál, miközben az előtérben a pogány magyarokat keresztelik meg. A jobb alsó képen a remeteként elvonulva élő szent látható, amint elmélkedés közben állatok és növények veszik körül. A felső kép Gellért vértanúságát ábrázolja, amikor a pogány lázadók lelökték szekerestől a hegyről, majd leszúrták. A főhajó felőli fal trifórium feletti két festménye a nagyárvíznek állít emléket: felül egy férfi küzd az átszakadó gáttal, míg a síró anya kezében a gyermekével menekül; alattuk már az elárasztott, összedőlő városban rekedteket ladikkal mentők csoportja látható. A szemben lévő két falikép az újjáépítést mutatja be, egyben szimbolikus folytatása az előzőnek: a fenti képmezőben a magaslatra menekült asszony altatja az ölében fekvő kisdedet, míg az apa mögöttük vigyáz rájuk; alul pedig a várost és a Fogadalmi templomot újjáépítőket jelképező személyek állnak.
Az itteni apszisban áll az ereklyéket tartalmazó Szent Gellért-mellékoltár, valamint tőle jobbra Glattfelder Gyula egész alakos bronz domborműve, amely Kalmár Márton alkotása. A kisebbik apszisban egy Jézus Szíve-oltár áll, míg a másik kereszthajó Szent-Antal-szobrával szemben itt egy hozzáillő Szent József-szobrot helyeztek el. A bal oldali fal boltozata alá függesztették fel a Fadrusz-feszületet.

### Mellékoltárok
A dóm kereszthajói félköríves apszisokban záródnak, melyekben nagy méretű mellékoltárok állnak.

#### Szent Gellért-oltár

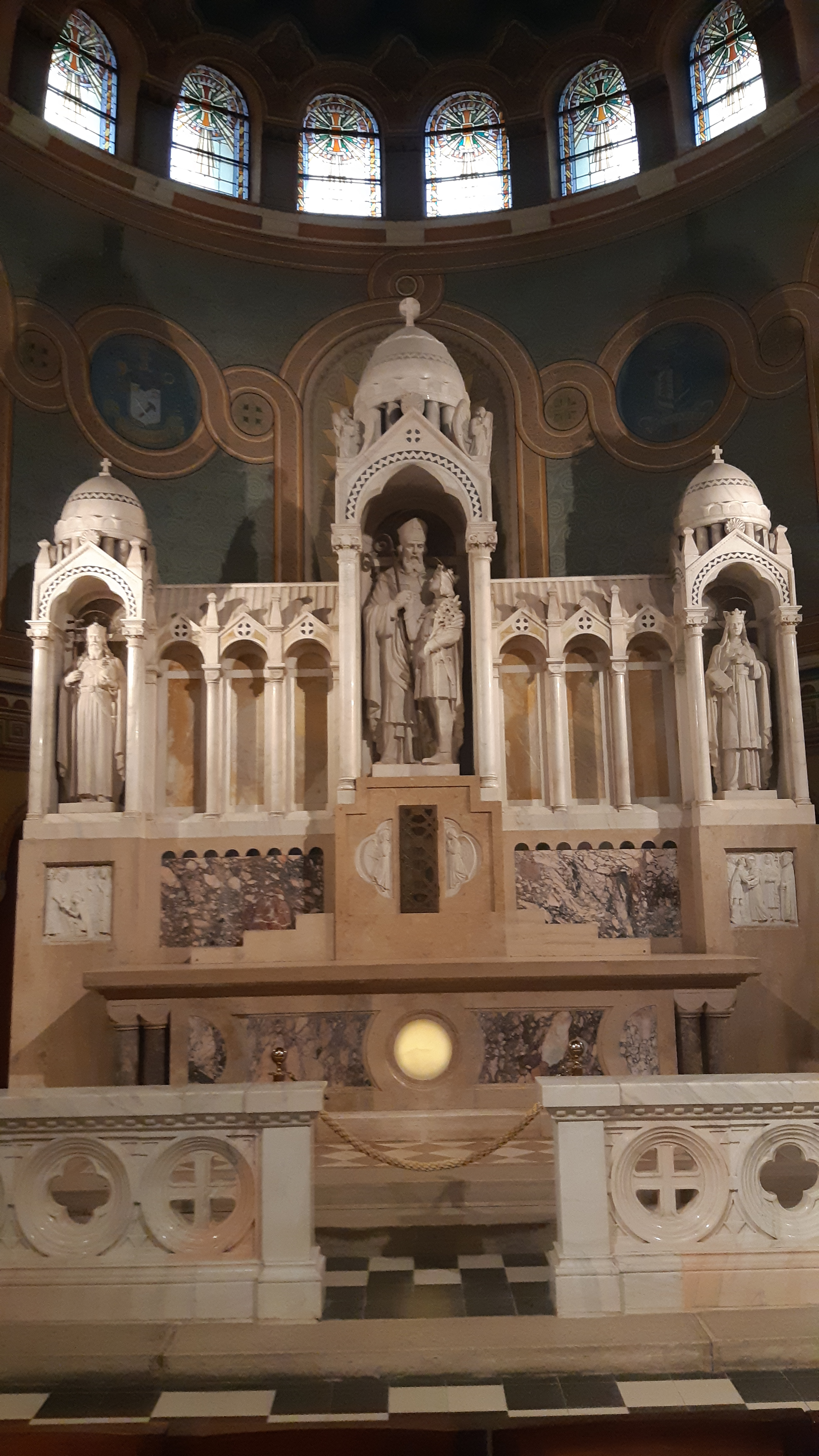
A Szent Gellért-oltár

A templom nyugati oldalán álló Szent Gellért-oltárt 1930-ban a Gesamtkunstwerk jegyében a főépítész Foerk Ernő elgondolása alapján a kor közkedvelt oltárépítője és szobrásza, Krasznai Lajos tervezte és készítette fehér ruskicai márványból. Az oltár középső fülkéjében az egyházmegye első püspökének, Szent Gellértnek és az általa tanított Szent Imrének a szobra áll. A bal oldalon Szent István király, míg a jobb oldalon Boldog Gizella királyné egész alakos szobra lett elhelyezve. Gizella alakjának érdekessége, hogy sírás közeli állapotban van, és a szemében egy könnycsepp látható. Ez vélhetően Glattfelder püspök ötlete lehetett, aki párhuzamba állította Gizella szomorúan végződő életét Zita királynéval, akinek a koronázásán a püspök segédkezett is, ezért a szívéhez közel állt a férjét és országát vesztett királyné sorsa.
A szobrok fölött a pápai tiara és a Szent Korona alakját is megidéző kis méretű kupolák magasodnak, melyeket a gótikus fülkékre hasonlító boltívek és oszlopfőkkel díszített oszlopok tartanak. A fő- és mellékalakokat 3-3 kevésbé díszes félköríves boltív és egyszerűbb oszlopok választják el. Az oldalsó szobrok alatt a Szent Imre életéből vett jeleneteket ábrázoló domborművek láthatók, ezek azokat a jeleneteket örökítik meg, amikor Szent Imre átveszi apja intelmeit, illetve a legenda szerint hét csókkal köszönti a szent életű Mórt. A tabernákulumot két angyal alakja fogja közre. A főoltár és a szentély átépítésével Szent Gellért ereklyéit ide helyezték át, és a mai napig itt őrzik azokat.

#### Szent Kereszt-oltár

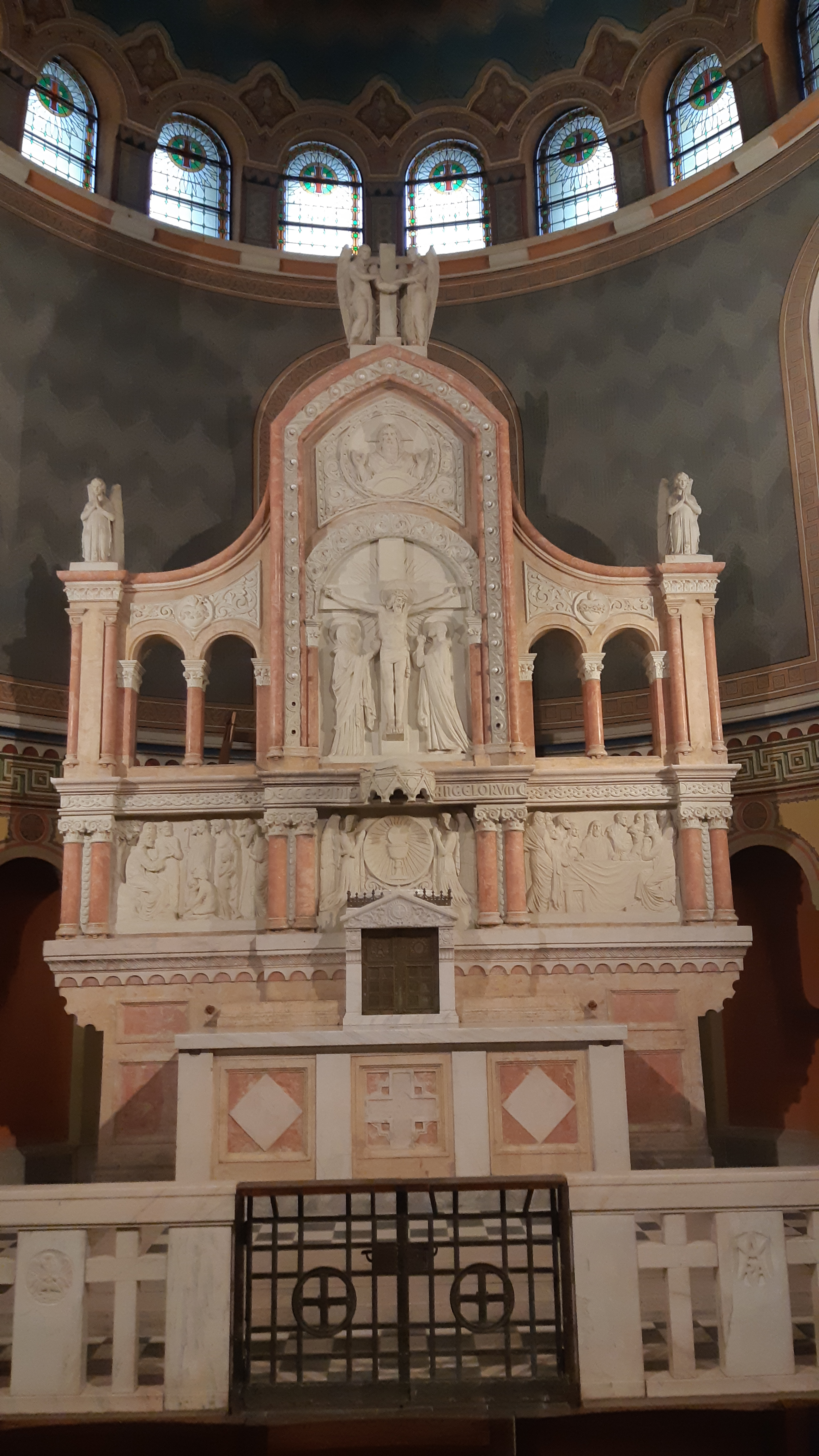
A Szent Kereszt-oltár

A jobb oldali, Tisza felőli kereszthajóban áll a Szent Kereszt-oltár, amely a vele szemben álló Szent Gellért-oltárnál jóval nagyobb, és teljesen kiakarja a mögötte lévő ablakot. Ez az oltár 1930-ban Back Bernát, a gazdag szegedi malomtulajdonos, műgyűjtő és országgyűlési képviselő adományából készült el. Az alkotás Foerk és a külső kisplasztikákat is jegyző Tóth István közös munkája, bár Bálint Sándor szerint igen gyengén sikerült munka, és több kritikus sem volt vele elégedett.
A fehér márvány díszítményeket színes műmárvány részek veszik körül. Az oltár függőlegesen és vízszintesen is több elhatárolható részre tagolódik. A masszív, szögletes talapzat előtt áll az oltárasztal, amelyen a kis timpanonnal díszített tabernákulum található. Mögötte, az oltár középső szekciójában három dombormű található, melyeket ikeroszlopok határolnak oldalról. A középsőn két angyal fogja közre az Eucharisztiát ábrázoló kelyhet és ostyát, melyből sugarak törnek elő. A bal oldali domborművön Jézus tanítja a népet, míg a jobb oldalin az utolsó vacsora jelenetét látható. Az oltár közepén ezután a keresztre feszítés látható, amint Szűz Mária és János apostol a kereszt alatt állnak. Ezt egy növényi mintákkal díszített félkör alakú boltív zárja le, ami fölött az Atyaisten domborműve látható. Ezt a középső szekciót szintén egy kacskaringós növényi ornamentikájú keret fogja körül, amelybe a maga idejében modern módon 31 izzó foglalatot és égőt helyeztek el. Az egész oltár csúcsán két angyal oldaltól tartja a keresztet. Ezt a magasabb középső szekciót szimmetrikusan 2-2 boltívpáros támasztja meg, melyeket oszlopok tartanak. A jobb oldali középső oszloppár fölött Jézus Szívét, míg a bal oldalinál Mária Szívét ábrázoló dombormű található. Az oltár szélein álló két vastagabb oszlop tetején egy-egy imádkozó angyal szobra áll.
Ez volt a Fogadalmi templom elsőként elkészült oltára, amely a dóm teljes befejezéséig ideiglenes főoltárként szolgált. A Szent Demeter templomban 1924 karácsonyának reggelén tartották meg az utolsó szentmisét, de már úgy, hogy kibelezték a bontásra váró épületet. Az új templom kereszthajóját ideiglenesen két oldalról elfalazták, így egy használható liturgikus teret kaptak. Egy rövidebb időre ide helyezték el a kimentett orgonát, oltárokat, szobrokat és padokat. Egy fénykép is fennmaradt erről a korai állapotról, amelyen jól látszanak a még festetlen falak, a két sorban elrendezett padok, a főhajót leválasztó oldalfal és az is, hogy Klebelsberg Kuno kultuszminiszter síremléke helyén ekkor még a Szent Demeter templom egyik barokk oltára állt. Az első ünnepi misét tehát már ennél az oltárnál celebrálta Glattfelder püspök.
A korábbra visszanyúló rossz viszonyra jellemző, hogy az új oltárról Kőmives Kelemen álnéven cikket jelentetett meg Tóbiás László szegedi építész és szabadkőműves, aki hosszú éveken át kitartóan kritizálta Foerk munkásságát a nagy nyilvánosság előtt, és mindenben csak hibát talált. A Szeged napilap 1921. december 21-i számában hosszasan dicsérte az előző templom barokk oltárait és azok művészi színvonalát, majd szóvá tette, hogy az elvileg román stílusú templomba csak román stílusú oltárt lehetne tenni. „Ez az oltár azonban lehet budapesti stilusu, vagy öregasszony-stilü, vagy akármilyen ismeretlen modern „izmusos stilü, de a román stílustól olyan messze esik, mint például ennek az oltárnak a terve Schulek Frigyes művészetétől. Csodálatos, hogy a templom tervezője hogy engedhette meg, hogy nyilván az ő akarata ellenére ezt az oltárt az ő, bár erősen egyéni felfogású, de mégis meglehetősen egységes kompozicióju alkotásába beleépíthessék. Mert ez az oltár valóságos iskolapéldája a stilszerütlenségnek és az olcsó hatásvadászatnak.”

### Egyéb szobrok

#### Fadrusz-feszület

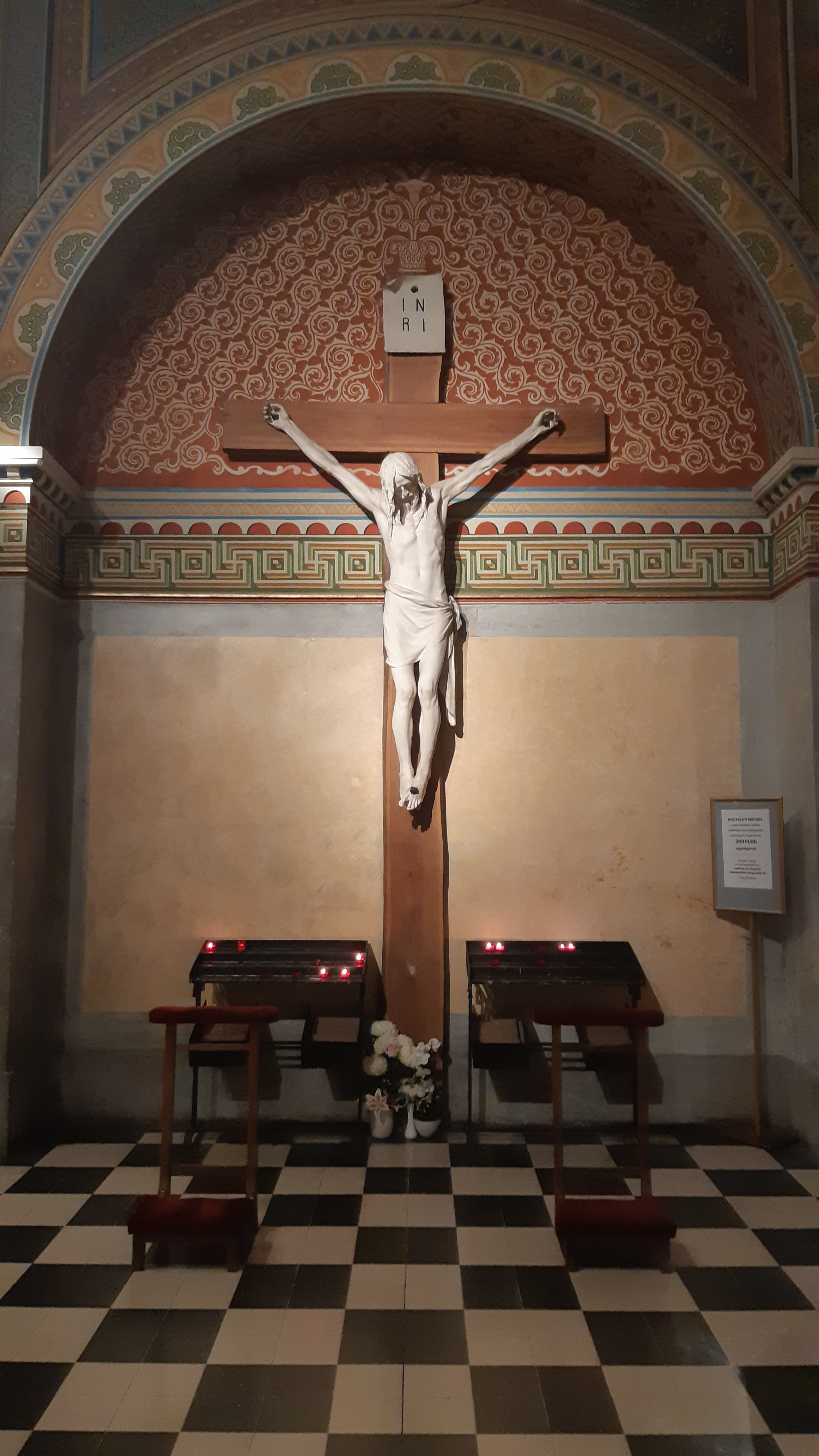
A Fadrusz-feszület

A Fogadalmi templom talán legértékesebb és legkülönlegesebb műalkotása Fadrusz János feszületének egyik eredeti gipsz öntvénye, melyet maga a művész adományozott a városnak. Kiemelkedő művészeti értékén kívül rendkívül érdekes a története is.
Fadrusz a bécsi képzőművészeti akadémiai tanulmányainak vizsgamunkájaként alkotta meg 1891-ben a Krisztus a keresztfán című szobrát. Ehhez először egy modellt kért fel, akinek 10 perc keresztre feszítésért 10 forintot adott volna, ehhez még a zsebóráját is zálogosította. A modell azonban akkora kínokat élt át, hogy a kiabálásra összecsődült a tömeg és a rendőrség is. A művészt testi sértésért 6 hét fogházra ítélték, ráadásul a figyelmetlenül kutakodó rendőrök a készülő művet is összetörték. Ezért Fadrusz más híján saját magát köttette fel egy keresztre, és több fényképállásból megörökíttette magát, majd ezen képek alapján alkotta meg a szobrot.
Bár az egyház eleinte elutasította annak túlságosan emberi ábrázolása miatt, ám a hívők és a művészetkedvelők köreiben hatalmas sikert és hírnevet szerzett vele. A bécsi Képzőművészeti Akadémia ezer forintos első díját, valamint a budapesti Országos Magyar Képzőművészeti Társulat kétezer koronás díját. A szobor az 1900-as párizsi világkiállításon is bemutatásra került, bár a művész itt a kolozsvári Mátyás-szoborral nyerte el a Grand Prix-t. Amikor 1900-ban első alkalommal rendeztek Szegeden országos kiállítást, a Feszületet is bemutatták. A Szegedi Képzőművészeti Egyesület titkára szerette volna megvásárolni az alkotást a tervezett Fogadalmi templom számára, ezért Fadrusztól érdeklődött annak áráról. A művész levélben válaszolt, és kijelentette, hogy az nem eladó, viszont ingyen a leendő templomnak adományozza:
„Ehhez a munkámhoz annyi szenvedés fűződik, a nagy küzdés évei és az első nagy sikerem is hozzá tartozik, nyilvános pályámat ez a Krisztus nyitotta meg, ezért el nem adom soha. De ha Szeged városa elfogadja tőlem szíves ajándékba az újonnan épülő templom számára, akkor nekem is örömet szerez vele.”
A Krisztus-feszület a kiállítás bezárása után 1900 őszén a Kultúrpalota lépcsőházának főfalára került, melyet eredetileg ideiglenes helyszínnek szántak, de tartósan ottmaradt. A múzeumban dolgozó Móra Ferenc is a szoborról szóló 1928-as cikkében megjegyzi, hogy már 25 éve minden nap látja. A Fogadalmi templom rendkívül elhúzódó építkezése ellenére a tervezők és a városatyák megfeledkeztek a felajánlásról, és csak 1958-ban került a szobor a múzeumtól az egyházhoz. 1971-től a Dömötör-templomban állították ki, jelenlegi helyére, a nyugati mellékhajó bal oldali falához a nagyárvíz 100. évfordulója alkalmából helyezték el 1979. március 11-én.
A szegedi példányon kívül számos reprodukció készült az alkotásról. Az elsőt maga Fadrusz adományozta szülővárosának, Pozsonynak, de később többféle anyagú példány készült belőle. Fadrusz-feszület látható többek között a dányi katolikus templomban, a székesfehérvári Szent Imre-templom külsején, a kolozsvári Szent Mihály-templomban, Budapesten a Magyar Nemzeti Galériában és a Hargita téren, illetve Gödöllőn. Fadrusz János Fiumei Úti Sirkertben található sírján is a szobor bronz öntvényét állította fel az utókor, érdekes módon pedig tőle nem messze Heinrich Ferenc sírját is egy Fadrusz-feszület díszíti.

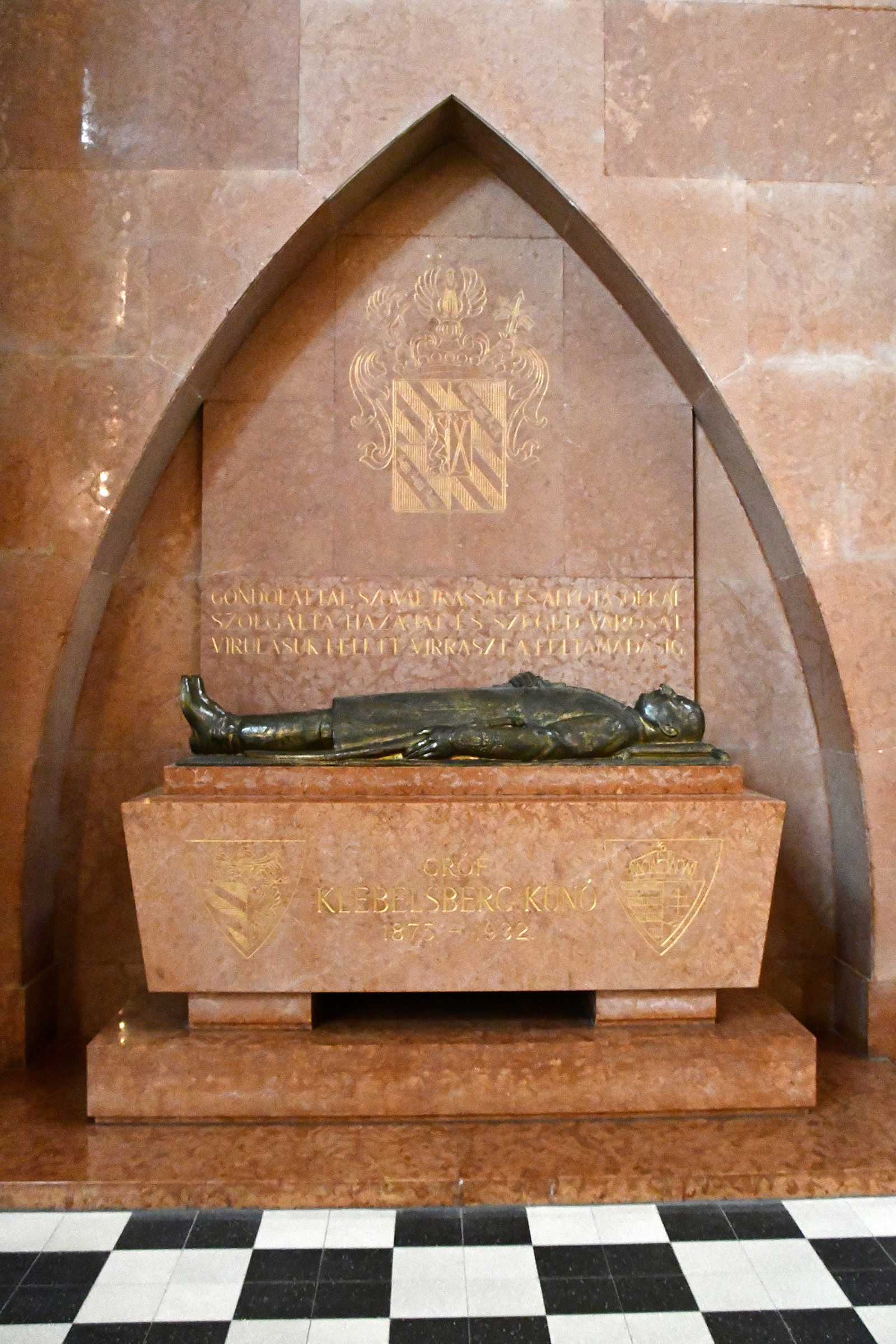
Klebelsberg Kuno síremléke

#### Klebelsberg Kuno síremléke
A jobb oldali kereszthajó jobb oldalánál található Klebelsberg Kuno síremléke. A valóságban ez csupán egy kenotáfium, mivel a minisztert nem ide temették el, tényleges sírja éppen alatta, az altemplomban található. Az emlékmű Ohmann Béla és Kertész K. Róbert államtitkár közös alkotása, mindkettőjük hozzájárult a Dóm téri Nemzeti Pantheon létrehozásához is.
Klebelsberg váratlanul halt meg 1932. október 11-én, kevesebb mint két évvel a templom elkészülte után, és mivel végrendelete szerint Szegeden kívánt temetkezni, így a város az altemplom egyik díszsírhelyét ajánlotta föl erre a célra. Az egykori miniszter búcsúztatása a legnagyobb ilyen esemény volt Kossuth Lajos 1894-es temetése óta. A budapesti ravatalozást és gyászmenetet követően a koporsót október 14-én vonattal vitték Szegedre, ám út közben a nagyobb városok vasútállomásain is a gyászoló tömeg fogadta. A koporsó fogadásán és a másnapi temetésen is több tízezer szegedi vett részt, az egész város gyászba borult, az útvonalak menti házak ablakait gyertyákkal világították ki, és az összes harangot meghúzták. Az ország akkori és korábbi vezetői is részt vettek a temetésen, melyet egykori jóbarátja, Glattfelder püspök celebrált. A síremléket 1935. április 11-én avatták fel ünnepélyes körülmények között, amelyet aztán egy rendkívüli díszközgyűlés követett, melyen a helyi, megyei és országos politika nagyjai emlékeztek meg a gróf életéről és munkásságáról.
Az alkotás a különböző korok síremlékeinek jellegzetességeit egyesíti. A hátteret adó fal egészen a trifóriumig tardosi vörösmárvány-borítást kapott, amelybe ablakszerűen egy gótikus csúcsívet vágtak. Ennek belső falán egy klasszikus aranyozott epitáfium látható, melynek felső részén a Klebelsberg család nemesi címerét ábrázolták. Az alatta olvasható szöveget Szalay József, a Dugonics Társaság elnöke és Szeged rendőrkapitánya fogalmazta meg: „Gondolattal, szóval, írással és alkotásokkal szolgálta hazáját és Szeged városát. Virulásuk felett virraszt a feltámadásig.” Az emlékmű leglátványosabb része a középkori tumbákhoz hasonló, talapzaton álló szarkofág, melynek tetején Klebelsberg bronz szobra díszmagyar viseletben és fekvő pozícióban nyugszik, bal kezét kinyújtva, jobb kezét a mellkasára helyezve. A szarkofág oldalának közepén látható felirat az elhunyt nevéről és életének idejéről (Gróf Klebelsberg Kuno 1875-1932), a bal oldalán Szeged városának, a jobb oldalán pedig a Magyar Királyságnak a címere látható. A talapzat fej alatti oldalán olvasható a készítők neve: „ARCH. KERTÉSZ K. R. SCULP. OHMANN B.”

### Ablakok
A templom üvegművészeti alkotásainak többsége Zsellér Imre alkotása, viszont a kiemelt jelentőségű ablakokat Róth Miksa tervezte, köztük a Szent Gellért-oltár feletti Jézus Szíve-rózsaablakot. Az ablak az 1920-as évek végén készült festett ólomüvegből. A rózsaablak közepén látható Krisztus alakját színes rozetták veszik körül, amelyekben a szívre utaló vörös szín dominál. Szintén Róth Miksa műhelyében készült a Szent Antal-oltár ólomüvegablaka, amely a névadó szentet ábrázolja. A dóm legimpozánsabb üvegművészeti munkái a szentélyben találhatók: az ornamentális lőrésszerű ablakok alatt áll Kapisztrán Szent János és Szent Péter apostol alakja egy-egy félköríves tetejű ablakban, melyet sötét színekből álló neoromán stílusú keretezés fog körül. A Foerk Ernő és Róth Miksa közötti eredeti levelezés is fennmaradt, amely a megrendelt kompozíciók felsorolását részletesen tartalmazza.

Az ablakok teljes körű felújítására a 2015-ös belső renoválás során került sor. Ez magába foglalta az ólomüvegablakok kiszerelését, szakműhelybe szállítását és ottani restaurálását, amely során részletesen dokumentálták az alkotásokat és azok állapotát. Az elhasználódott vas tartószerkezeteket kijavították és korrózió elleni védelemmel látták el. A külső védőüveg-réteget is kicserélték, hogy jobban ellenálljon az időjárásnak. A pályázati forrásokból megvalósított projekt költsége 100 000 000 forint volt, de ebbe beletartozott a lámpák és reflektorok LED-világításra cserélése, az elektromos hálózat átépítése, valamint a baldachin áthelyezéséhez kapcsolódó egyéb belsőépítészeti átalakítások.

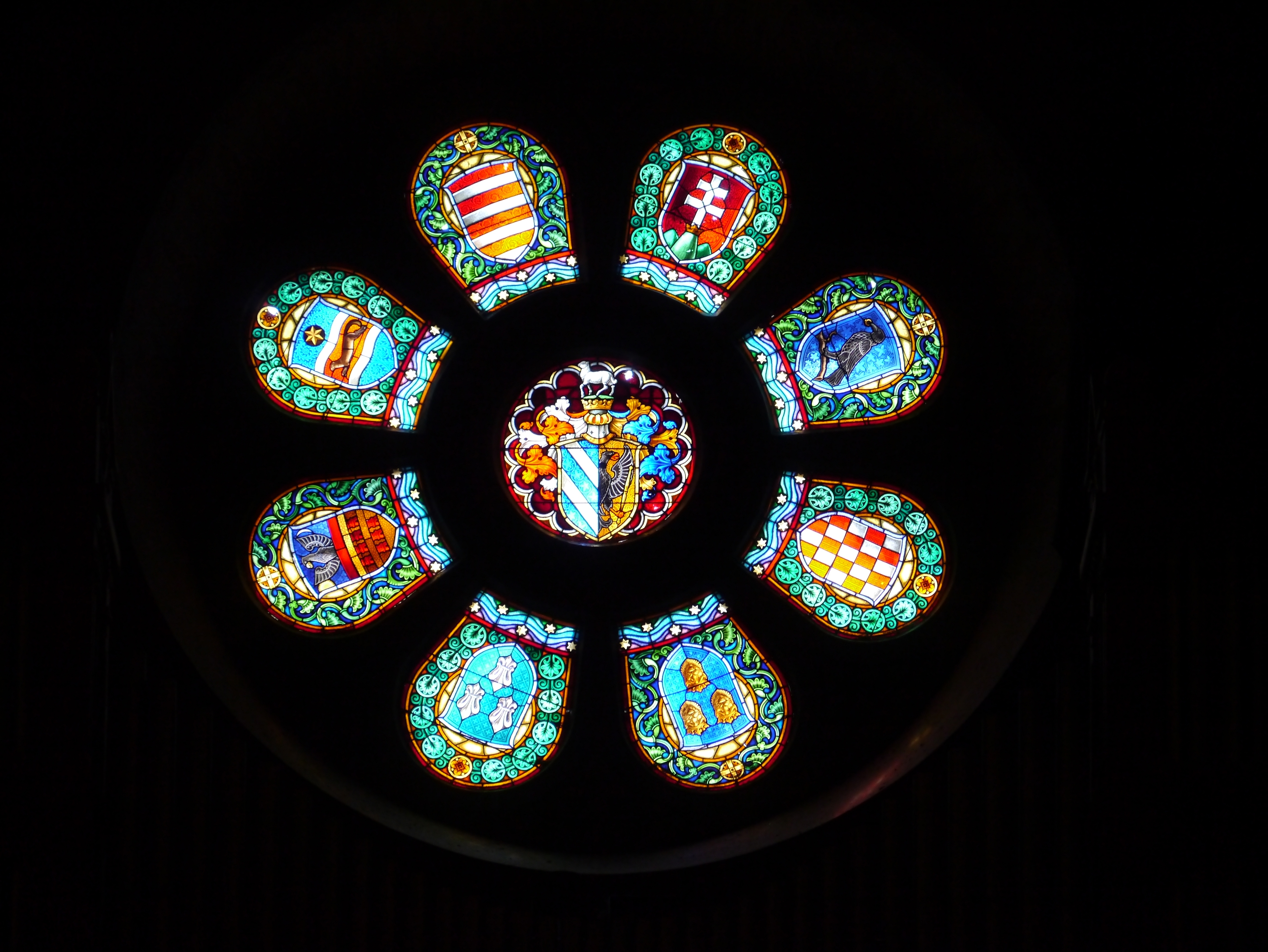
A főhomlokzat rózsaablaka
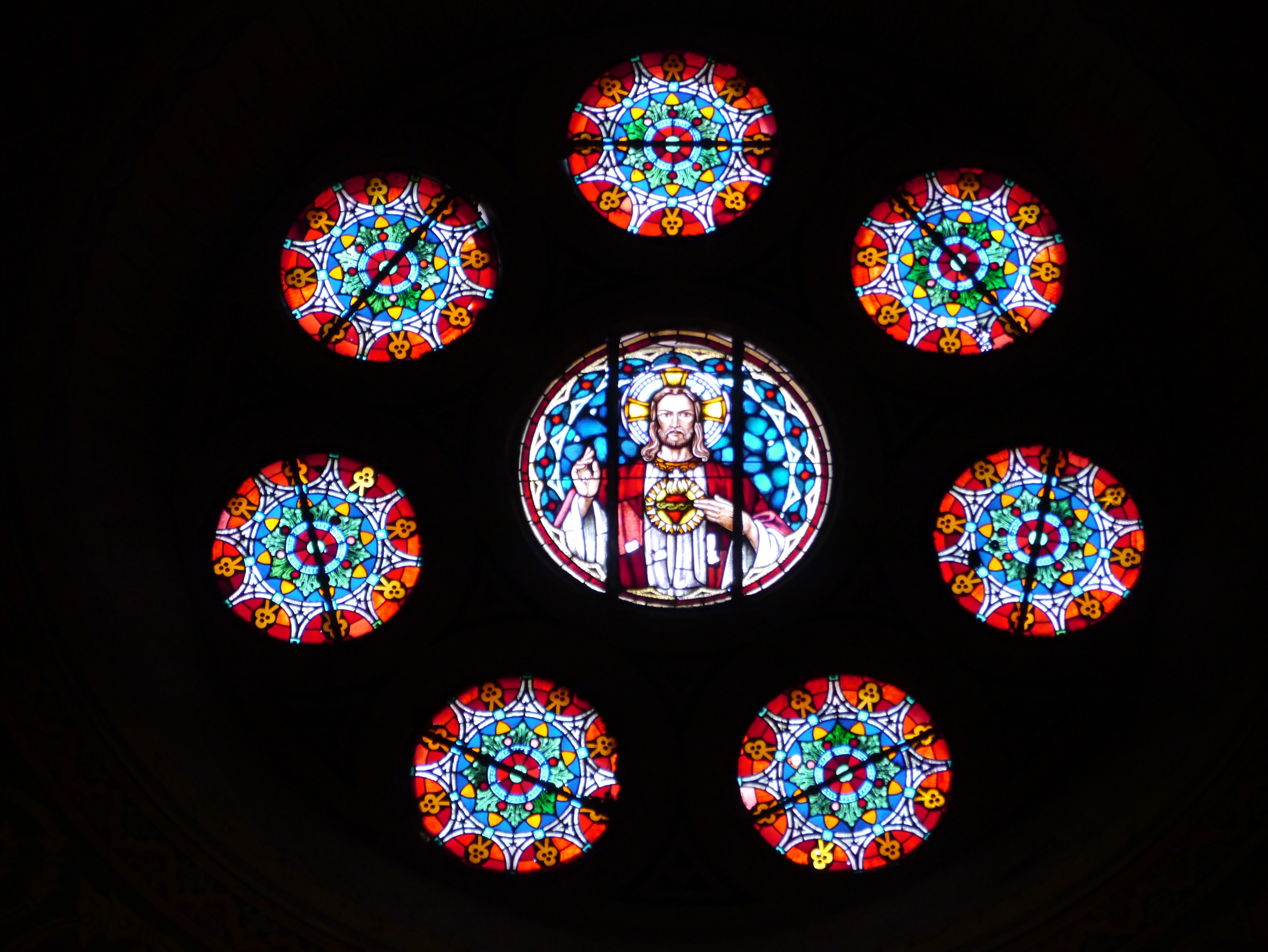
A jobb kereszthajó rózsaablaka
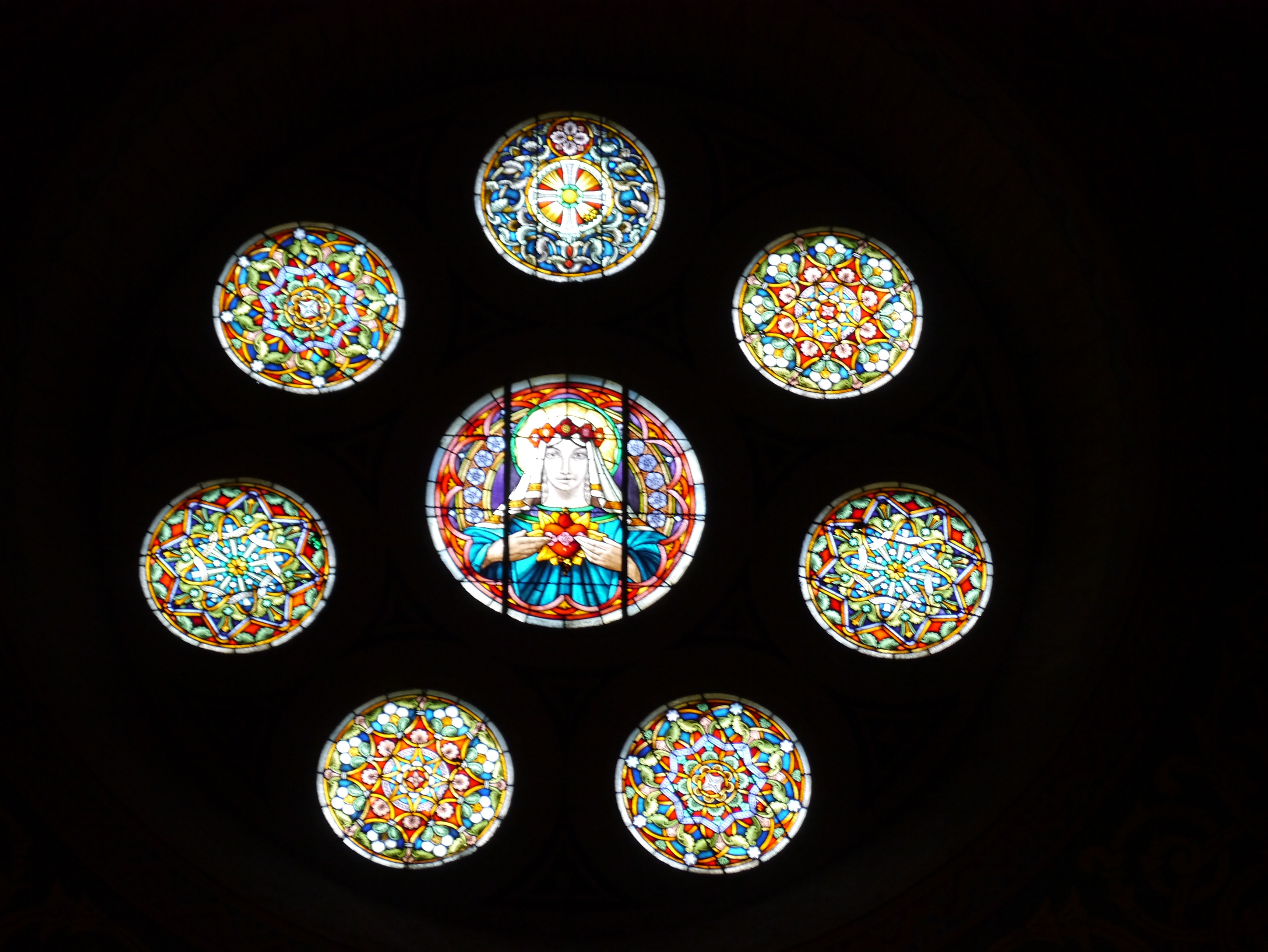
A bal kereszthajó rózsaablaka
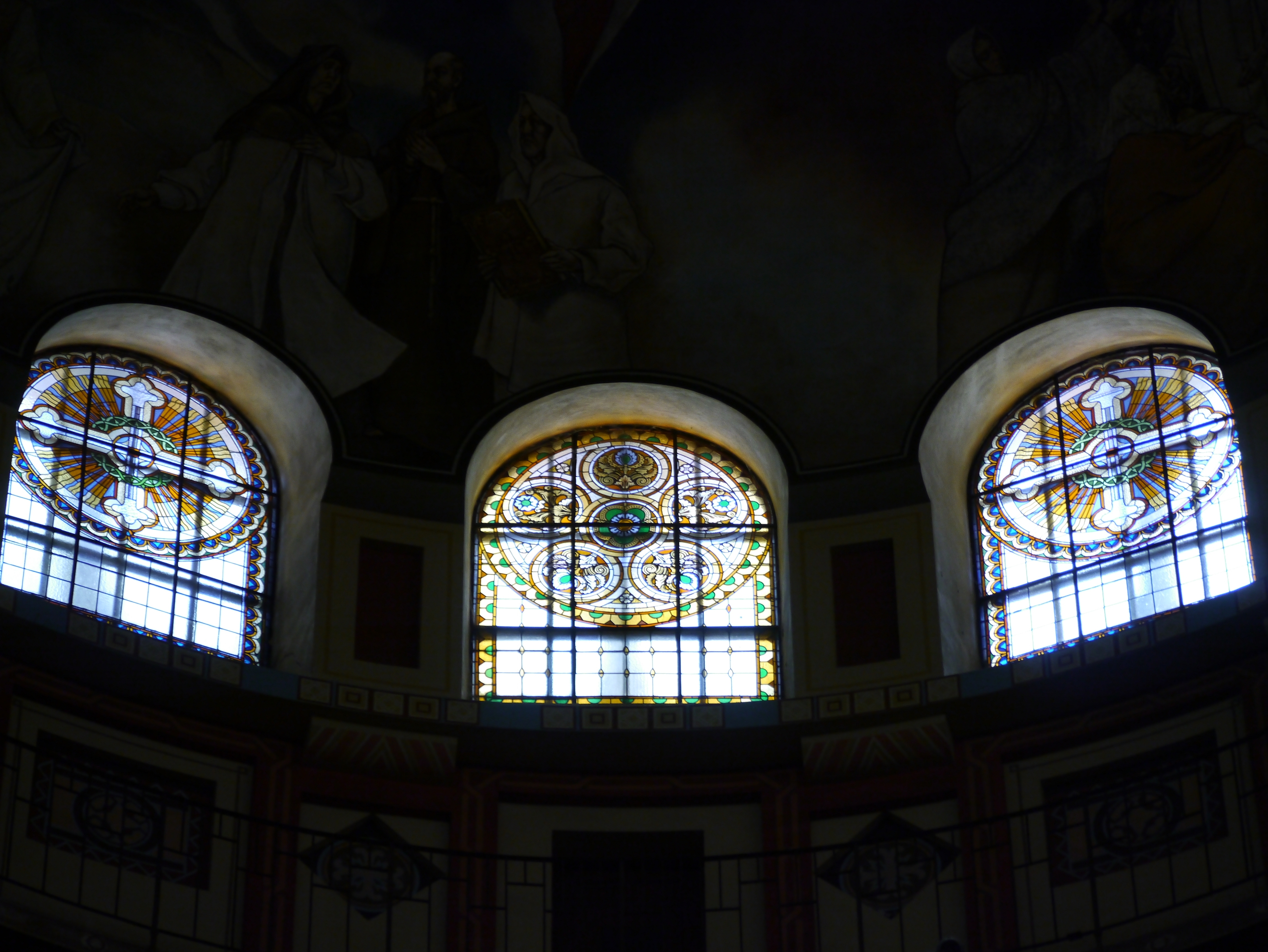
A kupola ablakai
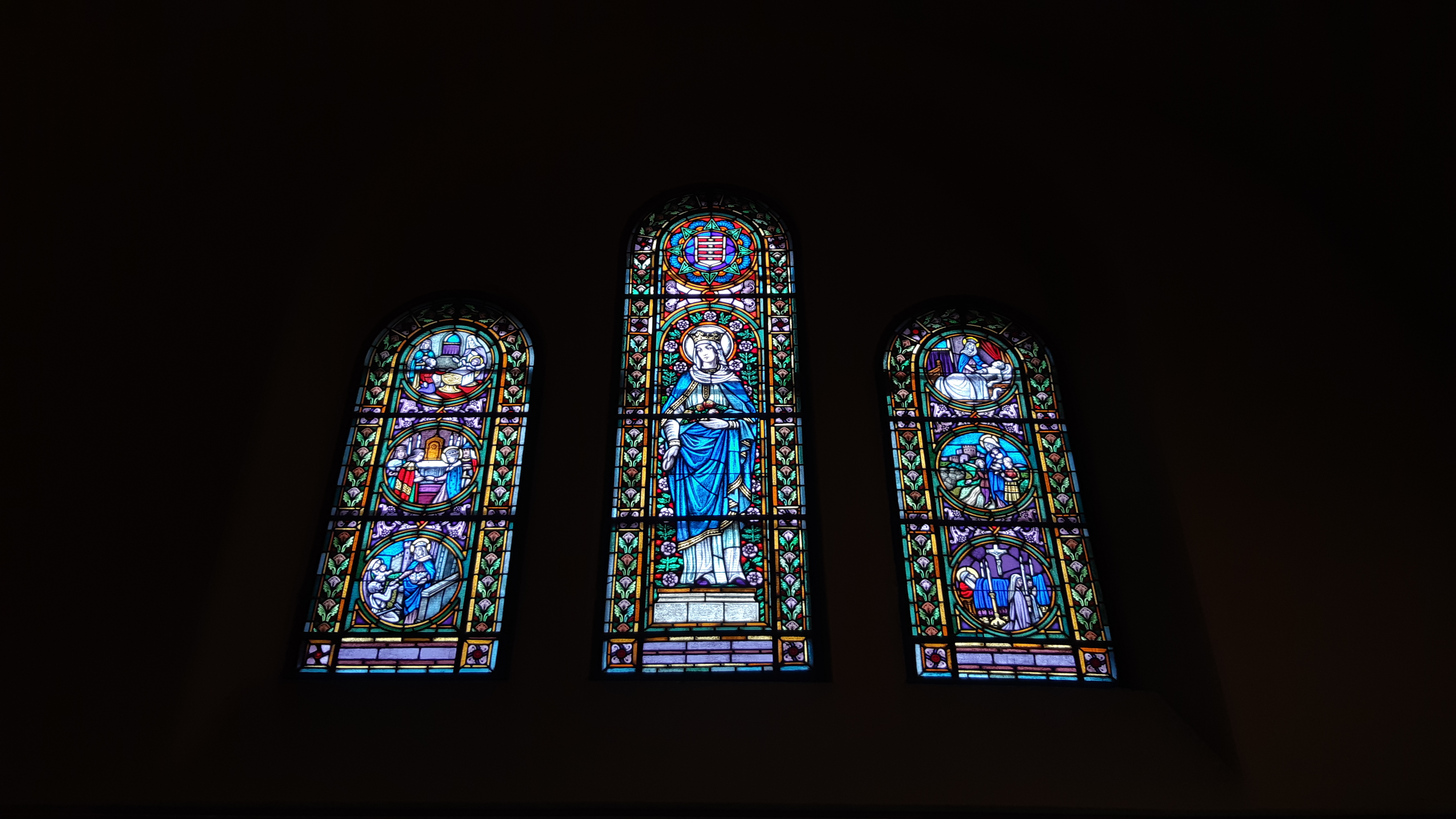
A Szent Erzsébet-ablak
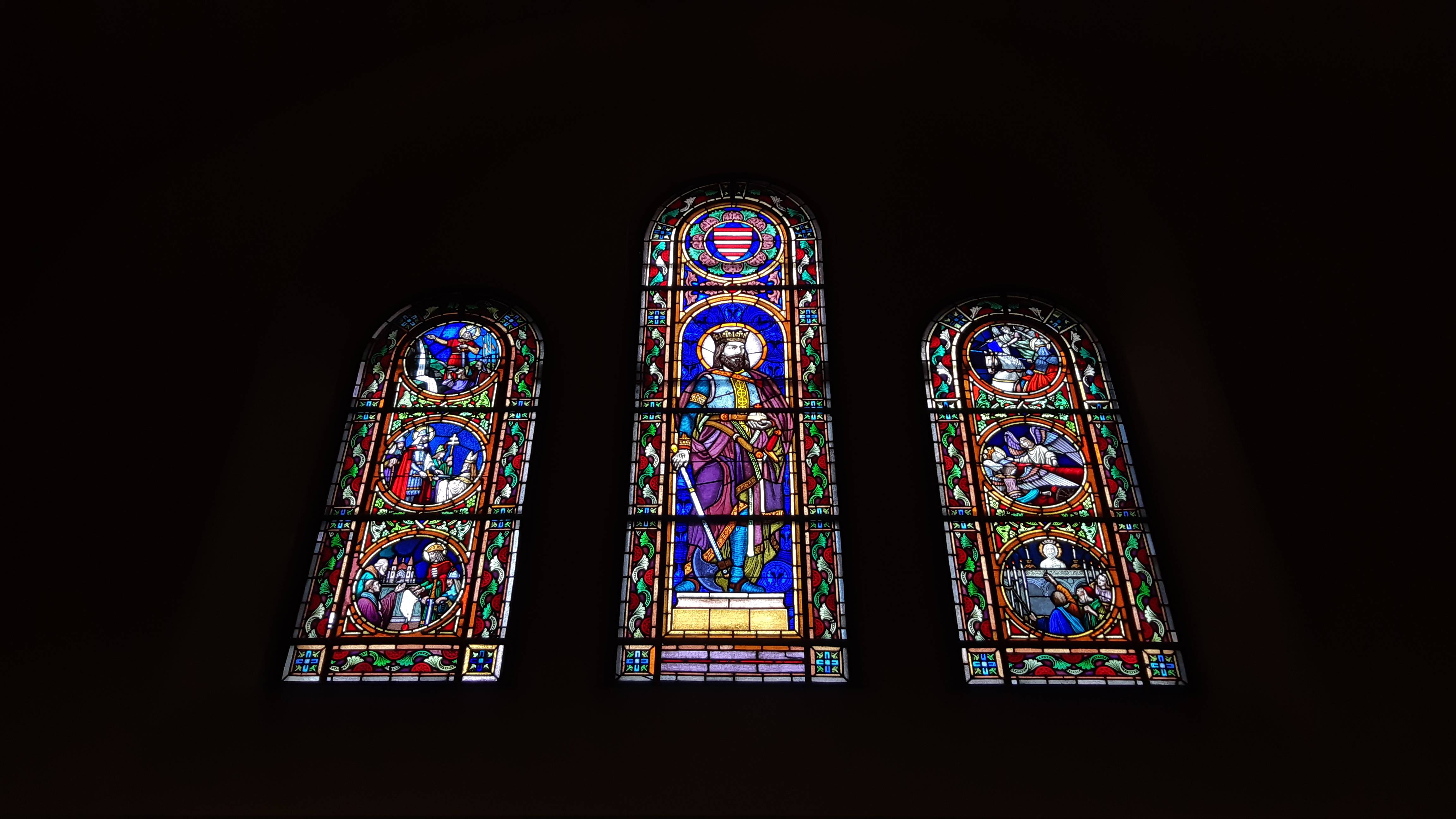
A Szent László-ablak
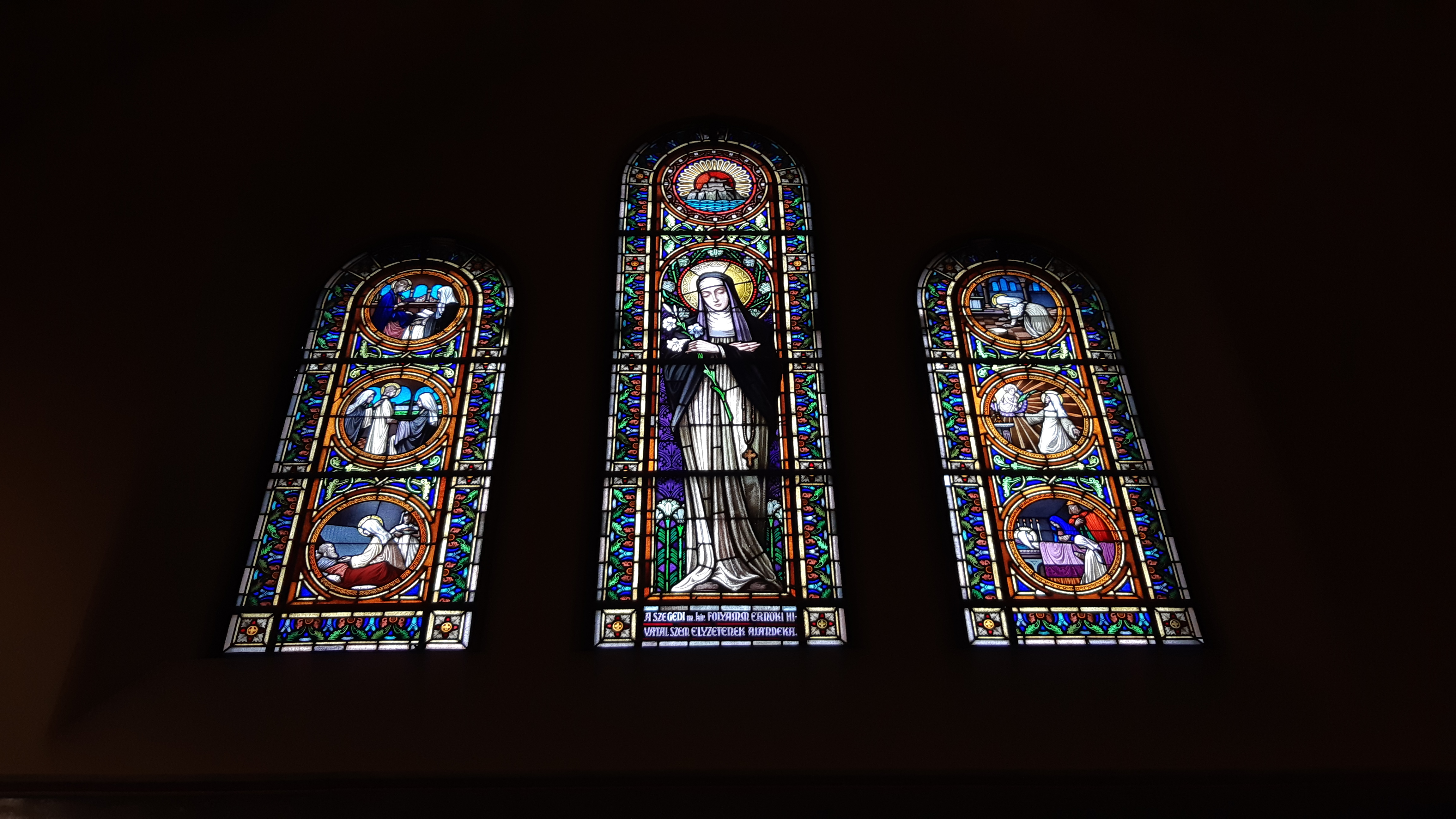
A Szent Margit-ablak
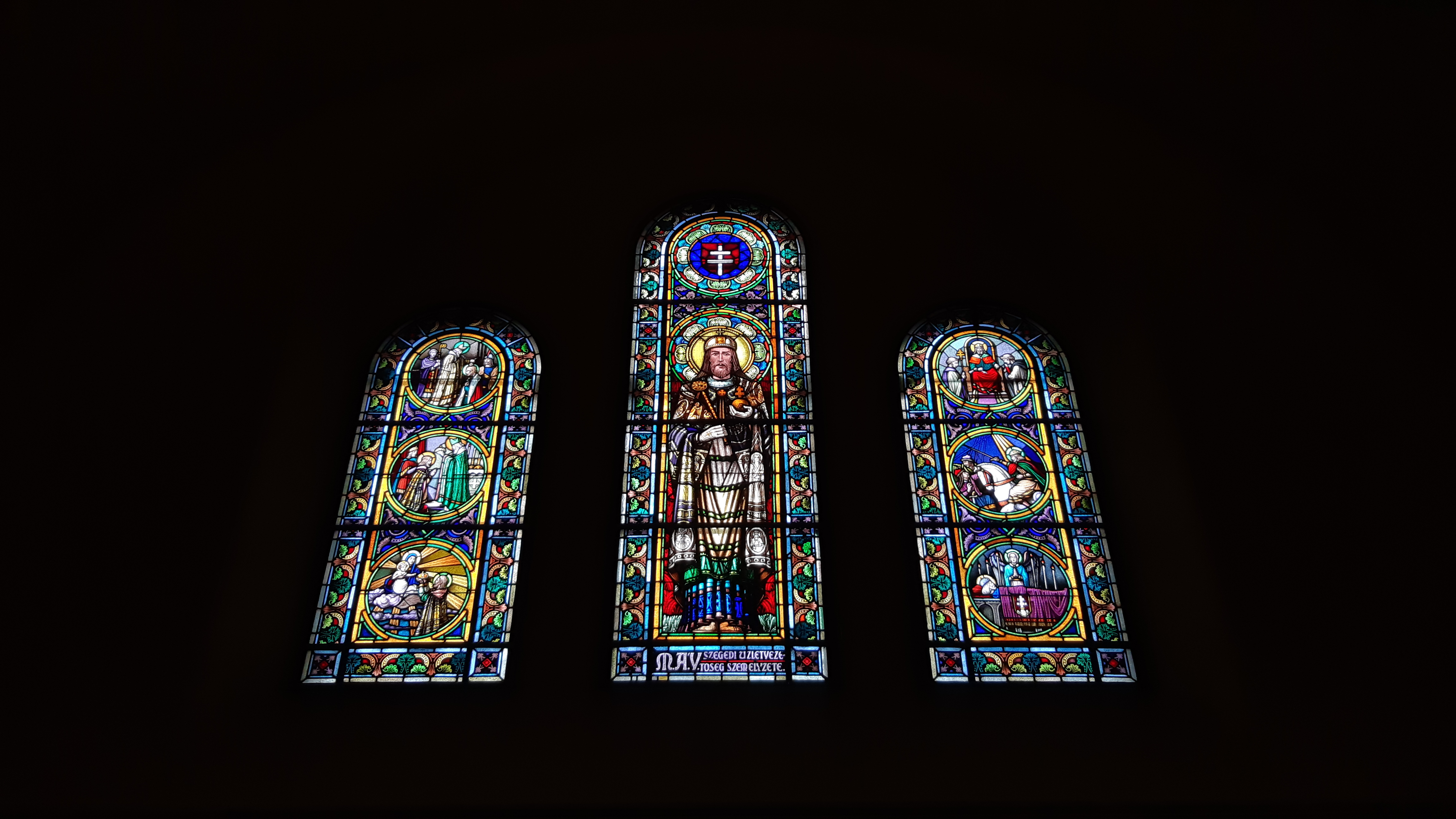
A Szent István-ablak

## Orgona

### Története és jellemzői
A Fogadalmi templom büszkélkedhet Magyarország legnagyobb orgonájával. Az egyedülálló módon 5 manuálos, 9040 síppal és 130 regiszterrel rendelkező 50 tonnás hangszer 1928–1930 között épült a neves pécsi Angster József és Fia Orgonagyárban, és a gyár történetének legjelentősebb darabjának számít. A sípok anyaga cink, a legkisebb mérete körülbelül 1 centiméter, míg a legnagyobb meghaladja az 5 métert. A teljes szerkezet, valamit a sípok túlnyomó többsége a templom karzatán helyezkedik el, ezen kívül tartozik hozzá egy úgynevezett „távmű,” amely a kupolában kapott helyet. Az elkészültekor 99 regiszteres hangszer a passaui székesegyház és a milánói dóm után egész Európa harmadik legnagyobb templomi orgonájának számított. A diszpozícióját Geyer József, korának legnevesebb organológusa tervezte, így a hangszerre néha Geyer–Angster-orgonaként hivatkoznak. Elkészítése Klebelsbergnek is szívügye volt, emiatt számtalan orgonákkal és orgonaépítéssel kapcsolatos szakirodalmat szerzett be, hogy a téma szakértőjévé képezhesse magát, és tudását hasznosíthassa a tervezésnél.
2002-ig az 1930-ban gyártott eredeti játszóasztal maradt használatban, a modernizációs program keretében ezt egy elektronikus játszóasztallal cserélték le, melyet az Angster-gyár szellemi örökösének tekinthető Pécsi Orgonaépítő Manufaktúra Kft. épített. Ennek köszönhetően a korábbi 3 helyett immár 1000 hangszín-kombináció tárolása lett lehetséges. A régi játszóasztal az altemplomban került kiállításra, és a Dóm Látogatóközpontjának egyik látványossága lett. 2003-2004-ben pedig a korábbi elhanyagoltságot pótolva kicserélték 4674 bőrszelepet, melyhez 30 négyzetméternyi gidabőrre volt szükség. Ekkor készült el az új, modern elektronikus vezérlés, a villámvédelem, illetve az elektromos jelfogók is cserélve lettek. A munkálatok összesen másfél évig tartottak.
A székesegyház rendelkezik egy karorgonával is, ez 1931-ben készült, kétmanuálos és 25 hangzó regiszteres, a pedálja pedig basszus-diszkantra osztott. Játszóasztala a négyezetben a főhajó felőli jobb kupolapillér előtt áll. Sípjai a szentély két oldalán helyezkednek el. Általában a hétköznapi szentmiséket, illetve kórusokat kísérik vele. Különlegessége, hogy a karzaton lévő ötmanuálos játszóasztalról is megszólaltatható 1932 óta, ezzel tovább növelve a fő hangszer méretét.

### Diszpozíció
| I. Manuál (C-a3)       | II. Manuál          | III. Manuál         | IV. Manuál          | V. Manuál                | Pedál (C-g1)              |
| Hauptwerk              | Positiv             | Schwellwerk         | Brustwerk           | Solo- Bombardwerk        |                           |
| Praestant 16'          | Quintadena 16'      | Rohrflöte 16'       | Quintadena 8'       | Seraphonbourdon 16' (HD) | Bourdon 32'               |
| Bourdon 16'            | Spitzflöte 8'       | Nachthorn 8'        | Nachthorngedeckt 8' | Seraphonflöte 8'         | Principalbass 16'         |
| Principal 8'           | Gedeckt 8'          | Rohrbourdon 8'      | Flauta 4'           | Sologamba8'              | Contrabass 16'            |
| Gemshorn 8'            | Salicional 8'       | Traversflöte 8'     | Flachflöte 2'       | Doppelflöte 4'           | Subbass 16'               |
| Flute harmon. 8'       | Gemshorn 4'         | Viola di Gamba 8'   | Sexte 2 2/3+1 3/5'  | Grossquint 5 1/3'        | Octavbass 8'              |
| Weitgedeckt 8'         | Flöte 4'            | Vox coelestis 1x 8' | Quart 1 1/3'+1'     | Grossterz 3 1/5'         | Dolcan 8'                 |
| Octav 4'               | Rohrflöte 4'        | Koppelflöte 4'      | Rankett 16'         | Schriari 8x 2 2/3'       | Nachthorngedeckt 8'       |
| Nachthorn 4'           | Blockflöte 2'       | Violine 4'          | Clarinett 8'        | Bombard 16' (HD)         | Quintadena 4'             |
| Superoctav 2'          | Piccolo 2'          | Waldflöte 2'        | Celesta             | Tuba mirabilis 8' (HD)   | Spitzflöte 4'             |
| Koppelflöte 2'         | Gemsquint 2 2/3'    | Koppelquint 2 2/3'  | Tremulant           | Cor harmon. 4' (HD)      | Superoctav 2'             |
| Quint 2 2/3'           | Terz 1 3/5'         | Cornett 3-5x 8'     | IV+V                | V+V Sub                  | Flautino 1'               |
| Rauschpfeife 4x 2 2/3' | Larigot 1 1/3'      | Sifflöten 1 1/3'+1' |                     | V+V Super                | Rohrquint 10 2/3'         |
| Mixtura 6x 1 1/3'      | Septim 1 1/7'       | Cimbel 3x 2/3'      |                     |                          | Quint 5 1/3'              |
| Trompete 8'            | Schwiegel 1'        | Dulcian 16'         |                     | Kuppelwerk               | Harmoniques 3 1/5'+2 2/7' |
| Clarinet 4'            | Quart 2 2/3'+2'     | Trompette harm. 8'  |                     | Bourdon 16'              | Quint 2 2/3'              |
| I+II                   | Acuta 4x 1 1/3'     | Regal 8'            |                     | Diapason 8'              | Sordun 32'                |
| I+III                  | Sordun 16'          | Trichterregal 4'    |                     | Rohrflöte 8'             | Posaune 16'               |
| I+IV                   | Krummhorn 8'        | Tremulant           |                     | Vox angelica 8'+8'       | Fagott 16'                |
| I+V                    | Regal 4'            | III+III Sub         |                     | Fugara 4'                | Trompete 8'               |
| I+III Sub              | Tremulant           | III+III Super       |                     | Flageolet 2'             | Clairon 4'                |
| I+III Super            | II+III              | III+IV              |                     | Plein jeu 3x 2 2/3'      | Cornett 2'                |
| I+V Sub                | II+IV               | III+V               |                     | Trompette 8'             | P+I                       |
| I+V Super              | II+V                |                     |                     | Vox humana 8'            | P+II                      |
|                        |                     | Chorschwellwerk     |                     | Tremulant                | P+III                     |
|                        | Chorhauptwerk       | Keraulophon 8'      |                     |                          | P+IV                      |
|                        | Quintatön 16'       | Flauta 8'           |                     |                          | P+V                       |
|                        | Ital. Principal 8'  | Unda maris 8'       |                     |                          |                           |
|                        | Trichterflöte 8'    | Ital. Octav 4'      |                     |                          | Chorpedal                 |
|                        | Flute octaviante 4' | Spitzgedeckt 4'     |                     |                          | Subbass 16'               |
|                        | Nachthorn 4'        | Nasat 2'            |                     |                          | Octavbass 8'              |
|                        | Quint 2 2/3'        | Flöte 2'            |                     |                          | Quintbass 5 1/3'          |
|                        | Tibia aperta 2'     | Terz 1 3/5'         |                     |                          | Quintadena 4'             |
|                        | Ripieno 5x 1 1/3'   | Larigot 1 1/3'      |                     |                          | Bourdon harmon. 2'        |
|                        | Glockencimbel       | Flageolet 1'        |                     |                          | Posaune 16'               |
|                        |                     | Trompete 8'         |                     |                          |                           |
|                        |                     | Tremulant           |                     |                          | Kup.Pedal                 |
|                        |                     |                     |                     |                          | Echobass 16'              |

## Harangok
A szegedi dóm tornyaiban összesen 5 harang található. Ezek mindegyike aszinkron motoros meghajtású, jelenlegi villamosításukat a passaui Perner cég végezte 2003-ban. Azon kevés magyarországi templom egyike, amelyben az összes harang felülütősen szólal meg, ezzel az ország egyik legszebb hangú harangegyüttesének számít.

#### Szent Gellért-harang / Hősök harangja
A keleti (jobb) toronyban található, 8540 kilogrammos harang alsó átmérője 245,2 cm, alaphangja F0. Jelenleg Magyarország 2. legnagyobb harangja, 1927-ben készítette Fritz Wilhelm Rincker, a budapesti Ecclesia Harangművek mestere. Az ekkora harang öntéséhez szükséges technológiai feltételek hazai hiánya miatt az öntést a németországi Sinnben végezték a Rincker-család 1590 óta működő öntödéjében. Ennek ellenére ezt eleinte tagadták, még a sajtó is csak álhírként számolt be a külföldi öntésről. Egészen 1990-ig, a budapesti Szent István-bazilika nagyharangjának megöntéséig ez volt Magyarország legnagyobb harangja, ma ugyan tömeg szerint csak a második legnagyobb, viszont alsó átmérője 5 cm-rel meghaladja a budapestiét, és alaphangja is fél hanggal mélyebb annál. Érdekessége, hogy a füles koronás felfüggesztéséből hiányzik az egyik fül. Harangnyelvét 2003-ban cserélte ki a passaui Perner harangöntöde a mostanira, amely 450 kg-os, és ellensúlyával álfelülütősen szólaltatja meg a haragot. A korábbi 500 kg-os nyelv ma is ott van a toronyban, a födémet átfúrva engedték le az egyel lejjebbi szintre. A Hősök harangja évente csak néhány alkalommal szólal meg: a szegedi nagyárvíz évfordulóján, március 12-én 14 órakor, de az 5-tel osztható évfordulóin éjjel 2-kor is megszólal a többi haranggal együtt. Emellett szilveszterkor és a pápa halálakor is megkondul.
Korabeli jelentőségét jól mutatja, hogy elkészítésére országos gyűjtést szerveztek, és külön bizottság alakult, melynek igen magas rangú személyek voltak a tagjai: fővédnöke Horthy Miklós kormányzó és József főherceg tábornagy voltak. Védnökei: Bethlen István miniszterelnök, Csáky Károly honvédelmi miniszter, Csernoch János esztergomi bíboros-hercegprímás, Glattfelder Gyula csanádi püspök, Jánky Kocsárd, a Magyar Honvédség főparancsnoka, Klebelsberg Kuno vallás- és közoktatásügyi miniszter, Scitovszky Béla belügyminiszter, illetve Teleki Pál korábbi miniszterelnök voltak. A Bizottság tagjai között Aigner Károly szegedi főispán, Gerevich Tibor egyetemi tanár, Herczeg Ferenc író, Hóman Bálint, a Nemzeti Múzeum főigazgatója, illetve Somogyi Szilveszter szegedi polgármester nevei szerepeltek.

#### Szent Imre-harang / Püspökharang
A nyugati (bal) toronyban található, 2670 kilogrammos, alsó átmérője 165,2 cm. 1927-ben készült F.W. Rincker öntödéjében, Sinnben. A püspök által celebrált szentmisék alkalmával szólal csak meg, illetve az egész órákat üti. A két nagyharang érdekessége, hogy a hazánkban elterjedt tárcsás helyett füles koronás felfüggesztést kaptak, s azokat a későbbiek során is meghagyták.

#### Magyarok Nagyasszonya-harang
A nyugati (bal) toronyban található, 1000 kilogrammos, alsó átmérője 120 cm. 1996-ban készült Gombos Lajos öntödéjében, Őrbottyánban. A korábbi harang a templom legrégebbi harangja volt, a Dóm megépülte előtt a Szent Dömötör-templomban szolgált, onnan hozták át. Koronája tárcsás, vállán (felső pártázat) koszorúba foglalt angyalfejek láthatóak, az alsón pedig a harangöntőre, illetve a Szlezák-féle harangokra jellemzően gyümölcskosár és koszorút a szájában tartó madár váltakozik. A harang a negyedeket üti, illetve vasárnapi és ünnepi szentmisék alkalmával szólal meg.

#### Szent Teréz-harang
A nyugati (bal) toronyban található, 580 kilogrammos, alsó átmérője 98 cm. 2003-ban készült Rudolf Perner öntödéjében, Passauban. Peremfelirata: „Isten dicsőségére és Szent Teréz tiszteletére öntette a Szeged-Belvárosi Egyházközség Gyulay Endre püspöksége idején az Úrnak 2003. évében.” 
Elődje szintén Szent Teréz nevét viselte, és némileg könnyebb, 400 kg tömegű volt, viszont 2002-ben megrepedt, így december 2-án egy kisebb ünnepség keretében engedték le a toronyból. A harangot nem olvasztották be, hanem a mai napig a jobb oldali mellékhajó végén van kiállítva.
A harang öntésével egy időben a Perner cég felújította a Fogadalmi templom többi harangját is, mindegyik új nyelvet kapott, és nyelvingás (álfelülütős) lengetésre szerelték át őket.

#### Lélekharang
A nyugati (bal) toronyban található, 250 kilogrammos, alsó átmérője 74 cm. 1921-ben készült August Rincker öntödéjében, Sinnben. Az esti harangszó után, illetve szentmisék kezdetekor szólal meg. A hétköznapi szentmisékre a Dóm két legkisebb harangja hív.
A templomban egy további harang található, a már említett eredeti, 400 kg-os megrepedt Szent Teréz-harang, amely a bejárattól jobbra, az oldalhajó végén lett kiállítva. Korában egy Perner cég által öntött, külföldre szakadt magyar család által adományozott 50 kg-os haranggal is rendelkezett a plébánia, melyet a jobb kereszthajóban, majd az altemplomban helyeztek el. Mivel nem tudták megfelelően kihasználni, így ismeretlen időpontban egy másik templomnak ajándékozták.

#### Összefoglaló táblázat
| Szám | Név                                   | Kép | Hang                            | Öntés éve | Öntöde, helyszíne       | Átmérő (cm) | Tömeg (kg) | Hangzása (A0= 435 Hz) | Torony                                                           |
| ---- | ------------------------------------- | --- | ------------------------------- | --------- | ----------------------- | ----------- | ---------- | --------------------- | ---------------------------------------------------------------- |
| 1    | Szent Gellért-harang (Hősök harangja) |     |                                 | 1927      | F.W. Rincker, Sinn      | 245,2 cm    | 8540 kg    | F0                    | Keleti                                                           |
| 2    | Szent Imre-harang (Püspökharang)      |     |                                 | 1927      | F.W. Rincker, Sinn      | 165,2 cm    | 2670 kg    | C1                    | Nyugati                                                          |
| 3    | Magyarok Nagyasszonya-harang          |     |                                 | 1996      | Gombos Lajos, Őrbottyán | 120 cm      | 1020 kg    | F1                    | Nyugati                                                          |
| 4    | Szent Teréz-harang                    |     |                                 | 2003      | Rudolf Perner, Passau   | 98 cm       | 580 kg     | Asz1                  | Nyugati                                                          |
| 5    | Lélekharang                           |     |                                 | 1921      | August Rincker, Sinn    | 74 cm       | 250 kg     | C2                    | Nyugati                                                          |
| –    | régi Szent Teréz-harang               |     | Megrepedt, nem megszólaltatható | 1921      | F.W. Rincker, Sinn      |             | 400 kg     | Asz1                  | A nyugati toronyból leszerelve és kiállítva a jobb mellékhajóban |

## Altemplom

### Az altemplomban eltemetett híres személyek
- Bezdán József püspöki helynök, pápai prelátus (1866-1932)
- Klebelsberg Kuno vallás- és közoktatásügyi miniszter (1875-1932) és felesége, Botka Sarolta Ottília (1878-1964)
- Foerk Ernő, a Fogadalmi templom főépítésze (1868-1934)
- Somogyi Szilveszter Szeged polgármestere 1915-1934 között (1872-1934), és felesége, Staud Kornélia Erzsébet Mária
- Glattfelder Gyula csanádi püspök 1911-től, majd kinevezett kalocsai érsek (1874-1943)
- Pálfy József Szeged polgármestere 1934-1942 között (1874–1944)[259]
- Becker Vendel pápai kamarás, tanítóképző és oktatásszervező (1878-1947)[260]
- Perbíró József jogász, az 1956-os forradalom szegedi vezetője (1908-1991)
- Udvardy József csanádi püspök 1969-től 1987-ig (1911-2000)
- Gyulay Endre szeged-csanádi püspök 1987-től 2006-ig (1930-2024)

## A székesegyház környezete

### Szobrok a dóm kertjében
| Kép | Név                                      | Alkotó                      | Felállítás ideje     | Minek állít emléket                                                                    |
| --- | ---------------------------------------- | --------------------------- | -------------------- | -------------------------------------------------------------------------------------- |
|     | Magyar pieta 1956                        | Tóbiás Klára                | 2006. október 15.    | Az 1956-os forradalom és szabadságharc áldozatainak emlékére                           |
|     | Katyń-emlékkereszt                       | -                           | 2010. szeptember 17. | A katyńi vérengzés áldozatainak emlékére                                               |
|     | Kereszteskő (kacskar)                    | Rafajel Szargszjan          | 2013. április 20.    | Az örmény népirtás áldozatainak emlékműve                                              |
|     | Egy csónakban                            | Kovács Jenő                 | 2014. július 17.     | A holokauszt és a Szegedi Zsidó Hitközség áldozatainak emlékére                        |
|     | A Gulagra elhurcolt áldozatok emlékműve  | Kovács Jenő                 | 2016. november 25.   | A Gulag áldozatainak emlékére                                                          |
|     | Nagy Ukrajnai Éhínség emlékműve          | Bogdan Korzs Kolodko Mihály | 2018. november 16.   | A holodomor áldozatainak emlékére                                                      |
|     | Hortobágyra deportált családok emlékműve | Návay Sándor                | 2021. október 30.    | A hortobágyi kényszermunkatáborokba deportáltak emlékére                               |
|     | Málenkij robot emlékműve                 | -                           | 2024. május 11.      | A málenkij robot során ártatlanul elhurcolt szegedi német nemzetiségi lakosok emlékére |

## Érdekességek
- A Fogadalmi Templom rendelkezik Magyarország legnagyobb toronyórájával. Az óralapok 4,3 méter átmérőjűek, az óra mutatói pedig 2,7 és 2,1 méteresek. A számok a számlapon 0,7 méteresek.[269]
- A dómban található Fadrusz János szobrászművész első jelentősebb munkája, az 1891-ben készült Krisztus a keresztfán, más néven Fadrusz-feszület. A neves szegedi író, Móra Ferenc szerint: „Modell híján Fadrusz János magát köttette fel a feszületre, s a félkörben felállított fotográfusok pillanatfelvételei után készült a nevezetes Fadrusz feszület.” [270][271]
- A dóm főorgonája 1928-30 között épült a pécsi Angster József és Fia Orgonagyárban, majd rá egy évre készült el a karorgona, melynek sípjai a szentély két oldalán helyezkednek el. 1932-re megoldották, hogy a karorgona a karzaton elhelyezett játszóasztaltól is megszólaltatható legyen, az így elkészült, 9040 síppal rendelkező hangszer lett több évtizeden át Magyarország legnagyobb orgonája, illetve elkészültekor egész Európában is a harmadik legnagyobb volt.[272]
- Az első világháborúnak emléket állító feliratban hibásan szerepel a Szózatból vett idézet: „Az nem lehet, hogy annyi szív / Hiában onta vért 1914-1918.” Az egy betűs eltérés már a kifaragás után tűnt csak fel, és komoly vitákat okozott.[59] Végül Móra Ferenc javaslatára meghagyták, mivel ugyan nem ez a helyes forma, ám korábban (tévesen) a hiában változatú szöveg terjedt el az országban. Az elírás témája már évtizedek óta foglalkoztatja a helyieket és a sajtót is.[60]

## Hivatalos oldalak
- fogadalmitemplom.hu – a dóm plébániájának honlapja, egyházi és közösségi információk
- https://domlatogatokozpont.hu/ – a látogatóközpont honlapja, turisztikai és kulturális információk
- szegedidom.com Archiválva 2018. november 21-i dátummal a Wayback Machine-ben – a látogatóközpont korábbi honlapja (archív)